# Rakousko
Rakousko, plným názvem Rakouská republika (německy Republik Österreich  [republik ˈøːstɐʁaɪ̯ç]), je vnitrozemský stát ve střední Evropě, ležící ve východních Alpách. Rakousko sousedí na severozápadě s Německem, na severu s Českem, na severovýchodě se Slovenskem, na východě s Maďarskem, na jihu se Slovinskem a Itálií a na západě se Švýcarskem a Lichtenštejnskem. Země je značně hornatá, skoro dvě třetiny území zaujímají Alpy, největší řekou je Dunaj; větší část leží v chladné a mírné klimatické oblasti. Je federací devíti spolkových zemí, na ploše asi 84 000 km² žije 9,2 milionu obyvatel. Hlavním a největším městem je Vídeň, mezi další velká města patří Štýrský Hradec, Linec, Salcburk a Innsbruck. Většinu obyvatel tvoří Rakušané, největšími menšinami jsou Němci, Rumuni a Turci; úředním jazykem je němčina, používá se její rakouská varianta. 
Rakousko vzniklo ze zbytků východní a Uherské marky na konci prvního tisíciletí. Původně bylo markrabstvím Bavorska, v roce 1156 se rozvinulo ve vévodství Svaté říše římské a později se v roce 1453 stalo arcivévodstvím. V 16. století začala Vídeň zastávat funkci hlavního města říše a Rakousko se tak stalo srdcem habsburské monarchie. Po zániku Svaté říše římské v roce 1806 si Rakousko vytvořilo vlastní říši, která se stala velmocí a dominantním členem Německého spolku. Porážka říše v prusko-rakouské válce v roce 1866 vedla k zániku spolku a připravila půdu pro vznik Rakouska-Uherska o rok později.
Po atentátu na arcivévodu Františka Ferdinanda d'Este v roce 1914 vyhlásil císař František Josef I. Srbsku válku, která nakonec přerostla v první světovou válku. Porážka a následný rozpad říše vedly k vyhlášení Republiky Německé Rakousko v roce 1918 a první Rakouské republiky v roce 1919. V meziválečném období vyvrcholily protiparlamentní nálady, které v roce 1934 vyústily ve vytvoření rakouskofašistické diktatury pod vedením Engelberta Dollfusse. Rok před vypuknutím druhé světové války bylo Adolfem Hitlerem připojeno k nacistickému Německu a stalo se jeho dílčím národnostním útvarem. Po osvobození v roce 1945 a desetileté okupaci Spojenci země znovu získala suverenitu a v roce 1955 vyhlásila trvalou neutralitu.
Rakousko je spolkovou parlamentní republikou s prezidentem jako ceremoniální hlavou státu, zákonodárným orgánem je dvoukomorový parlament. Země má 17. nejvyšší nominální hrubý domácí produkt na obyvatele s vysokou životní úrovní; v roce 2022 se umístilo na 25. místě na světě podle indexu lidského rozvoje. Rakousko je členem Organizace spojených národů, Rady Evropy, Evropské unie, eurozóny, schengenského prostoru, je zakládajícím členem Organizace pro hospodářskou spolupráci a Interpolu. Díky své neutralitě je sídlem řady organizací jako Organizace pro bezpečnost a spolupráci v Evropě, Organizace zemí vyvážejících ropu, Mezinárodní agentury pro atomovou energii.

## Název země
Německý název Österreich pochází ze staroněmeckého slova Ostarrichi, které je doloženo v listině císaře Oty III. z roku 996 a označuje „Východní marku“ (Marchia orientalis), která byla v tehdejší době nejvýchodnějším územím s obyvatelstvem mluvícím jedním z početných dialektů němčiny. V latině byl tento název zkomolen na Austria, což převzaly další jazyky, zejména negermánské. Zavádějící podoba s australis („jižní“) je jen náhodná.
Originální české pojmenování Rakousko (historicky Rakúsy, později Rakousy) pochází od pohraničního hradu Ratgoz (dnes Raabs an der Thaya) na soutoku Moravské Dyje a Rakouské Dyje, jehož název čeští kupci zkomolili na Rakús (nebo Rakuš). Podle něho pak pojmenovali okolní území a později celou zemi. Tento název převzala slovenština jako Rakúsko a dříve též polština jako Rakusy.

## Dějiny

### Pravěké osídlení

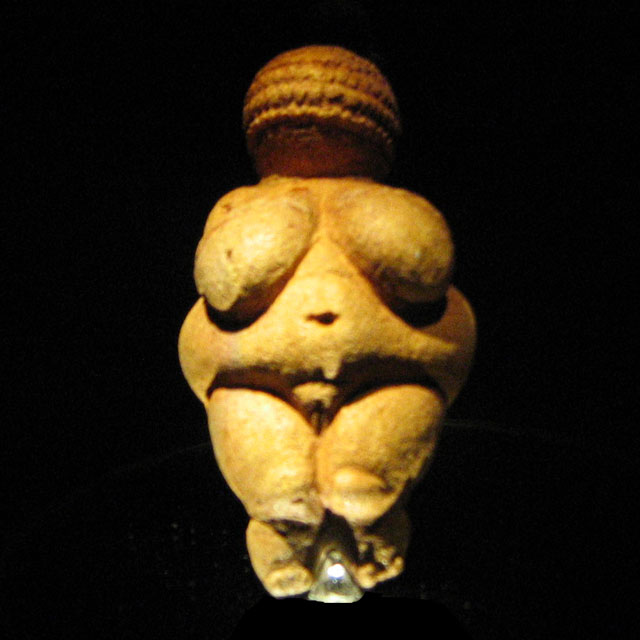
Willendorfská venuše

Nejstarší lidské osídlení na území Rakouska je doloženo ve středním paleolitu, v době neandrtálců. Mnoho archeologických nalezišť se nachází v Dolních Rakousech, nejznámější ve Wachau, kde byla nalezena obě dvě nejstarší rakouská umělecká díla – Venuše z Galgenbergu (též „Tancující Fanny“) nalezená u Stratzingu a Willendorfská venuše.
Z mladší doby kamenné pocházejí první naleziště mědi. Do této doby je řazena také známá zmrzlá mumie Ötziho, nalezená na hranicích s Itálií.
Během doby bronzové, mezi 3. a 1. stoletím př. n. l., vznikala stále větší obchodní centra a opevnění, převážně v oblastech těžby nerostných surovin. V okolí Hallstattu začalo systematické dobývání soli; po tomto místě je také pojmenována starší doba železná – doba halštatská. V mladší době železné jsou patrné známky keltského osídlení, které na jihu a na východě vytvořilo jeden z prvních státních útvarů na území dnešního Rakouska – Noricum. Západ byl v té době osídlen Réty.

### První státní útvary na území Rakouska

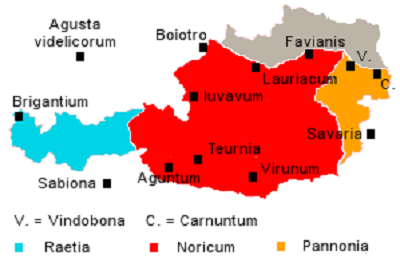
Římské provincie na území dnešního Rakouska
Raetie
Noricum
Panonie
Území mimo římskou říši

Převážná část dnešního rakouského státu byla v roce 15 př. n. l. obsazena Říší římskou. Římané na území dnešního Rakouska zřídili tři římské provincie, z nichž nejstarší a nejvýznamnější bylo Noricum, jež ustavil římský císař Claudius (vládl 41–54). Dalšími dvěma provinciemi byly Panonie a Raetie. Na území dnešní Vídně vzniklo castrum Vindobona, jihovýchodně od něj leželo největší římské město Carnuntum, kde žilo po čtyři století 50 000 lidí. Dalšími důležitými římskými sídly byly například Virunum (severně od Klagenfurtu) a Teurnia (poblíž Spittal an der Drau).
Od poloviny 4. století na toto území přicházeli Germáni, jež přispívali k oslabení moci římské říše. Římané se z této oblasti stáhli roku 476 a namísto nich se zde začali objevovat Bavoři a Slované. Bavoři se záhy dostali pod vliv Franské říše, nedokázali však zabránit Slovanům, aby si zde vytvořili své Karantánské knížectví. Bavoři získali převahu až v polovině 8. století, Karantánii ovládli, sami se však roku 757 dostali do područí Franské říše.
Frankové oblast christianizovali a ustavili zde Východní marku (po rozdělení Franské říše se stala součástí Východofranské říše), jež však po celou 1. polovinu 10. století byla vydána v plen Maďarům, které dokázal porazit až král Ota I. roku 955. Jeho nástupce Ota II. pak Východní marku roku 976 reorganizoval a svěřil ji Leopoldovi I. Babenberskému.

### Vláda Babenberků

Územní vývoj rakouské marky a rakouského vévodství za vlády Babenberků

Babenberkové se zprvu museli ještě vypořádávat s Maďary, po uklidnění východní hranice se však mohli na přelomu 11. a 12. století zapojit do boje o investituru, zpravidla na papežově straně, a později do mocenského zápasu mezi Štaufy a Welfy. Roku 1156 obdržel Jindřich II. Jasomirgott privilegium minus, kterým císař povýšil rakouskou marku na Rakouské vévodství a dědičnou držbu tohoto území v mužské i ženské linii udělil právě Babenberkům. Roku 1192 pak Babenberkové získali vládu také nad Štýrským vévodstvím. Babenberkové se stále více zapojovali do říšské politiky a účastnili se například křížových výprav. Agresivnější politikou na počátku 13. století si však znepřátelili své bavorské, české i uherské sousedy.
Když roku 1246 rod Babenberků vymřel, nastal o jejich dědictví boj. Dočasně získal vládu v rakouském, štýrském i korutanském vévodství Přemysl Otakar II., od roku 1273 se však císaři Rudolfovi I. Habsburskému dařilo českého krále z rakouských zemí vytlačovat, až jej nakonec zcela porazil roku 1278 v bitvě na Moravském poli. Tím babenberské dědictví definitivně získali Habsburkové.

### Habsburské soustátí

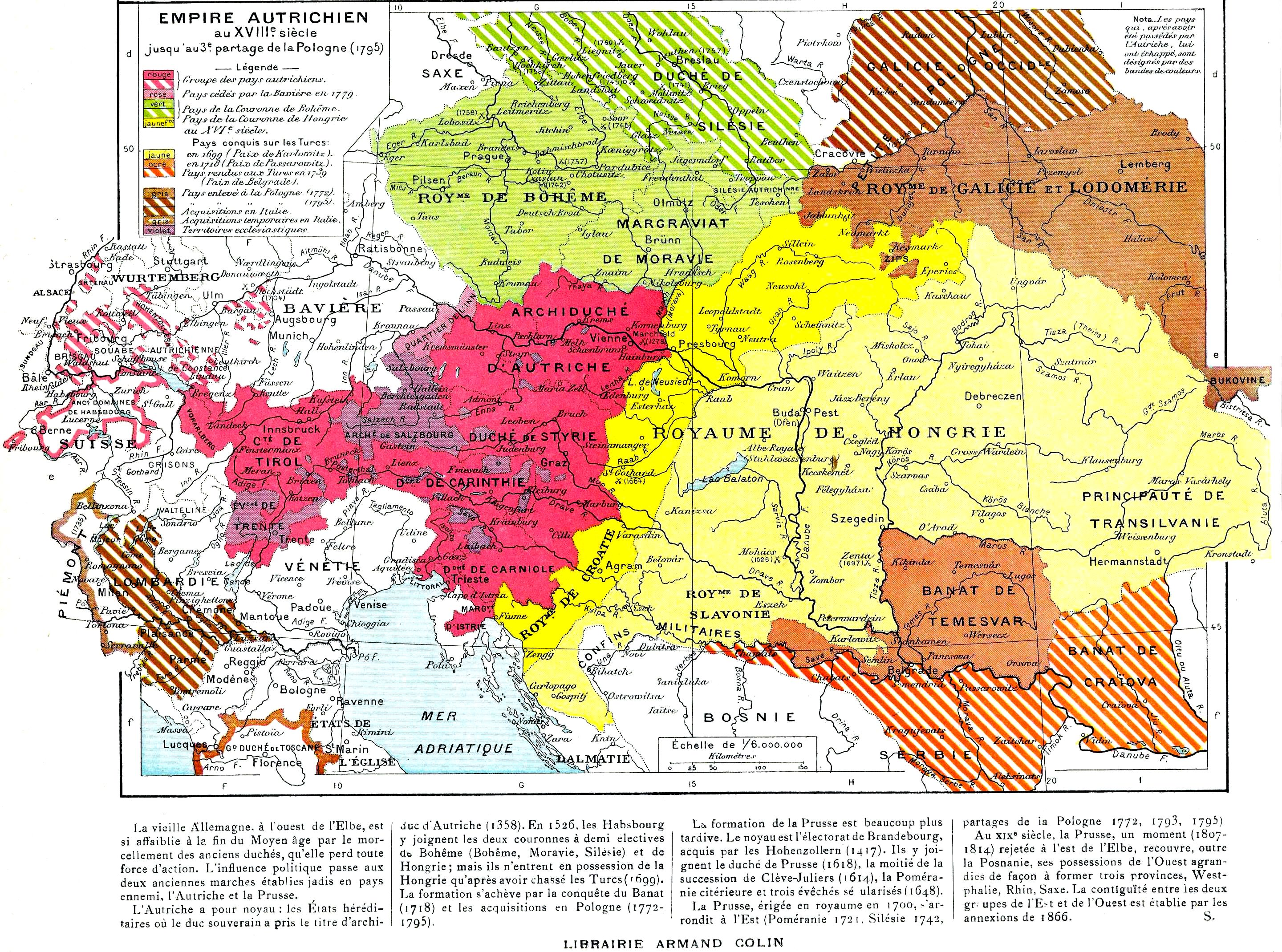
Územní vývoj habsburské monarchie

Moc Habsburků se z jejich držav v severním Švýcarsku rozšířila ovšem nejen na rakouské a štýrské vévodství, nýbrž záhy také získali Korutany a Tyroly. Po smrti Rudolfa IV. Habsburského roku 1365 však došlo ke sporům mezi jeho syny, kteří si vládu v zemi roku 1379 rozdělili. Dvě větve rodu mezi sebou následující století soupeřily a ke sjednocení habsburských držav došlo znovu až roku 1491 za vlády Maxmiliána I. Po jeho smrti rakouské země obdržel jeho vnuk Ferdinand I., jenž roku 1526 získal také českou a uherskou korunu, a položil tak základy habsburského soustátí. Toho roku však také započal vleklý konflikt s Osmany, kteří v bitvě u Moháče získaly Uhry.

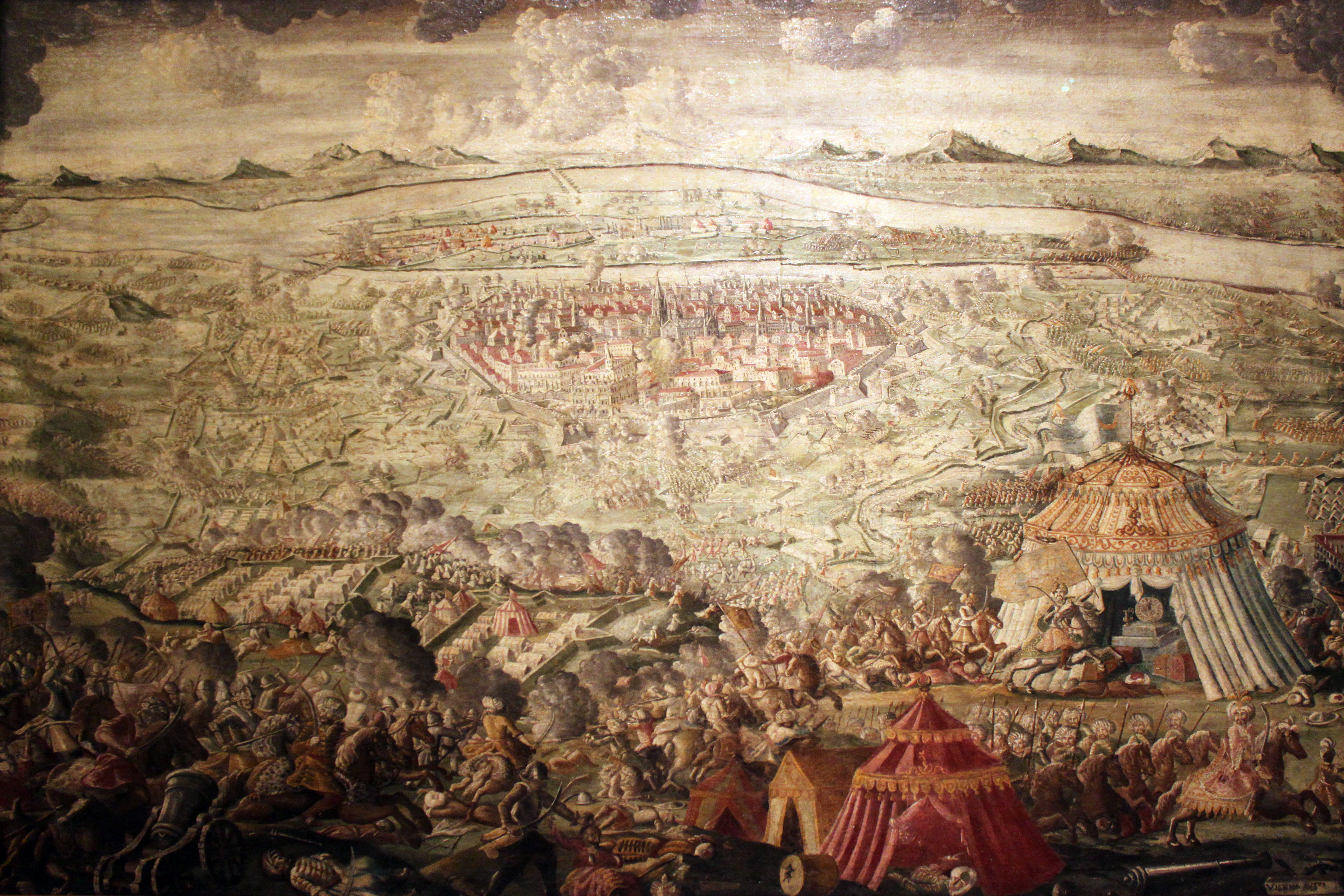
Bitva u Vídně roku 1683 ukončila tureckou expanzi do střední Evropy

Po Ferdinandově smrti roku 1564 se moc v habsburském soustátí opět rozdělila mezi jeho nástupce. Rozdělená země musela čelit náboženskému neklidu, třicetileté válce i další vleklé válce s Turky. Ke sjednocení země došlo opět až roku 1665 za vlády Leopolda I. Ten musel vzápětí čelit masivnímu osmanskému tažení. Další konflikt s Turky, velká turecká válka, započal památnou bitvou u Vídně (1683), v níž Rakušané definitivně zastavili tureckou expanzi do střední Evropy a započali mocenský vzestup své monarchie. Na konci války byli Osmani vytlačeni z Uher i části Balkánu, čímž se území habsburské říše značně zvětšilo. Dalších územních zisků pak habsburská monarchie dosáhla ve válce o dědictví španělské na počátku 18. století, kdy jí připadla některá území ovládaná španělskými Habsburky.

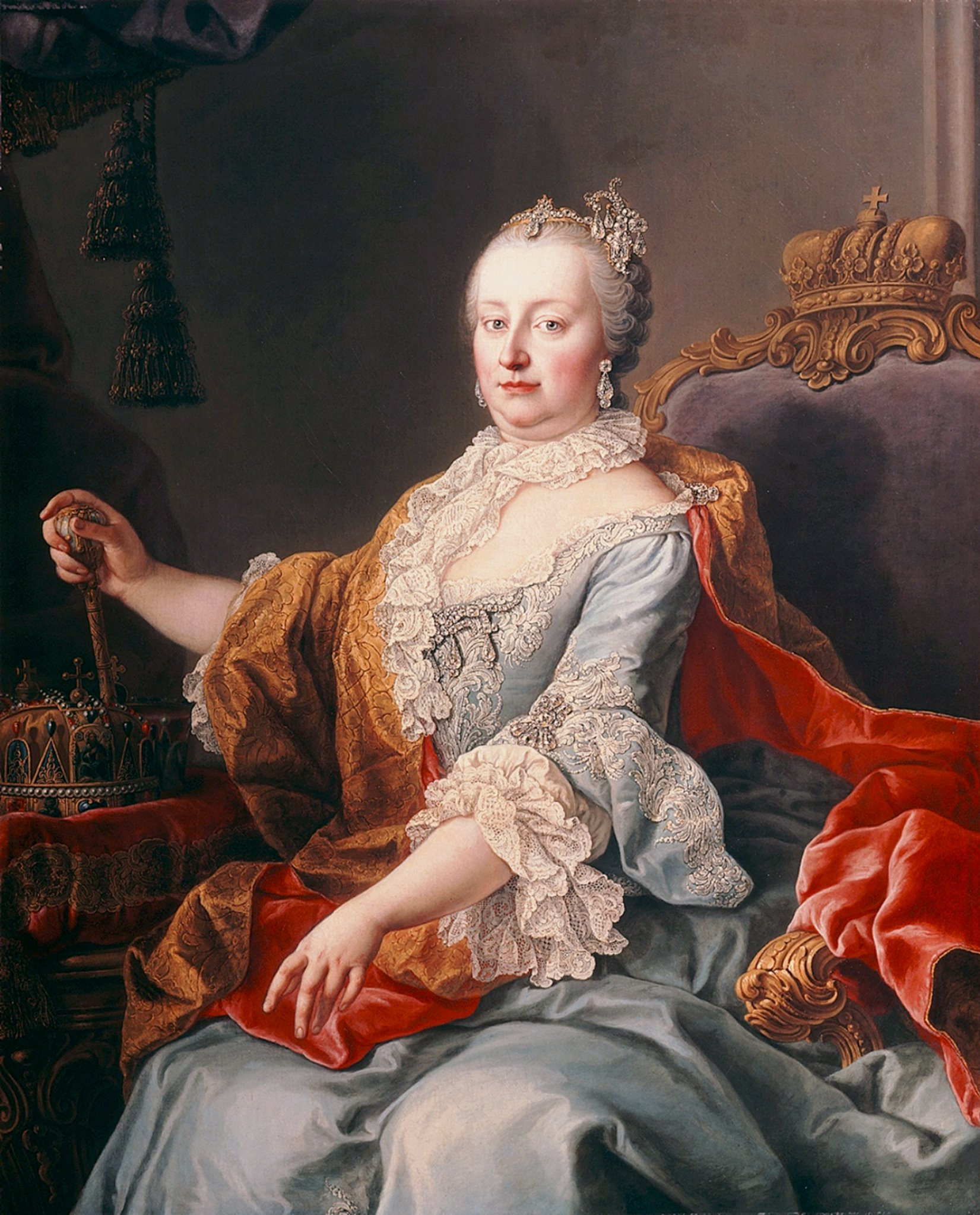
Marie Terezie

Císař Karel VI. ovšem roku 1740 zemřel bez mužského potomka, a jeho dcera Marie Terezie proto musela čelit několika armádám, jež si chtěly habsburské dědictví rozdělit. V nastalé válce bylo nakonec úspěšné jen Prusko, které získalo většinu Slezska a další menší území.
Další války zemi ještě více vyčerpaly, což postavilo Marii Terezii a jejího syna Josefa II. před nutnost provést osvícenské reformy, jež začaly feudální správu nahrazovat moderní státní správou. Území monarchie bylo na konci 18. století rozšířeno při dělení Polska, ale během válek s revoluční Francií monarchie přišla o Rakouské Nizozemí. V důsledku těchto válek také Svatá říše římská zanikla a habsburský panovník zůstal pouze rakouským císařem.

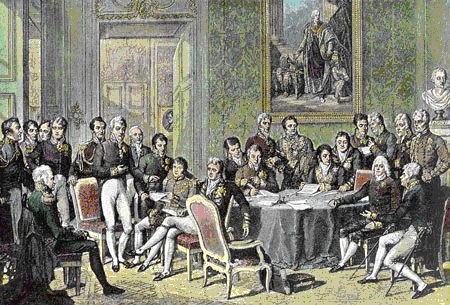
Vídeňský kongres

Francouzské revoluční války vyvrcholily Napoleonovým tažením. Rakušané ale nakonec zvítězili. Následný Vídeňský kongres (1815), dirigovaný vlivným kancléřem Metternichem, z Rakouska znovu učinil evropskou velmoc. Snahou státu bylo až do roku 1860, s krátkou přestávkou při revoluci roku 1848, potlačovat liberální myšlenky.

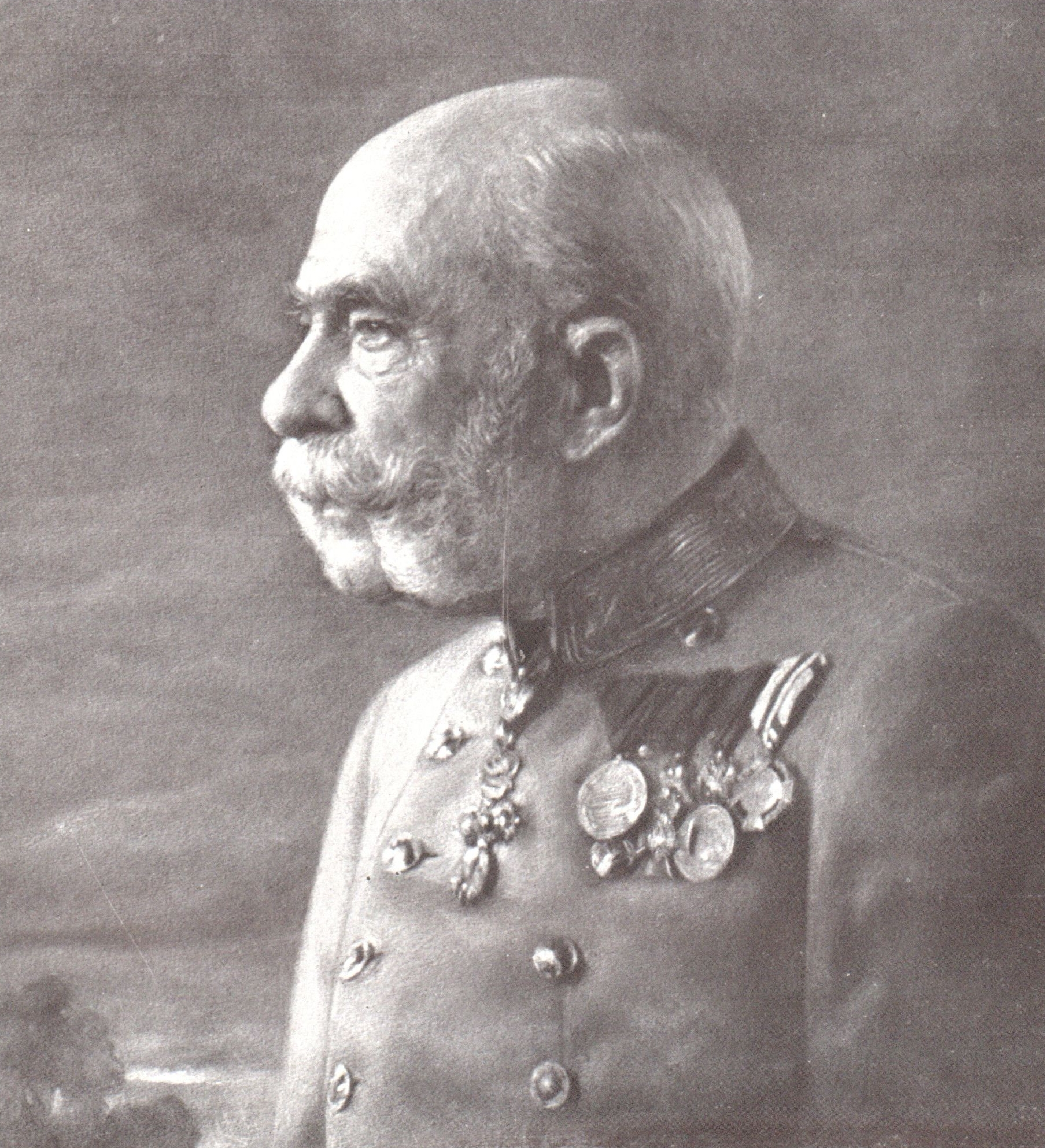
František Josef I.

Neúspěchy v zahraniční politice však nakonec císaře Františka Josefa I. donutily změnit kurs a přetvořit absolutistický systém na konstituční monarchii. Po porážce Rakouska v prusko-rakouské válce roku 1866 byl zrušen Německý spolek, ve kterém Rakousko dominovalo, a od 70. let se monarchie začala orientovat na spojenectví s Německem. Rostoucí nacionální problémy se císař rozhodl vyřešit roku 1867 federalizací, tedy přeměnou Rakouského císařství na Rakousko-Uhersko, tím však uspokojil jen Maďary.
Národnostně neuspokojení zůstali především Češi a jižní Slované. Nedořešenou však zůstala národnostní otázka i v německy mluvících rakouských oblastech. Archaické dynastické státní pojetí nedokázalo vytvořit u německy mluvících Rakušanů moderní nacionální identitu a výsledkem byl rostoucí pangermanismus, který reprezentoval zejména Georg von Schönerer. Jeho antisemitská, protislovanská a protikatolická politika (hnutí Pryč od Říma!) narušovala základy monarchie. Stárnoucí císař František Josef I. pangermánským tlakům pozvolna ustupoval, čehož příznakem byla i expanzionistická politika na Balkáně, zejména anexe Bosny roku 1908.

### Rakouská republika

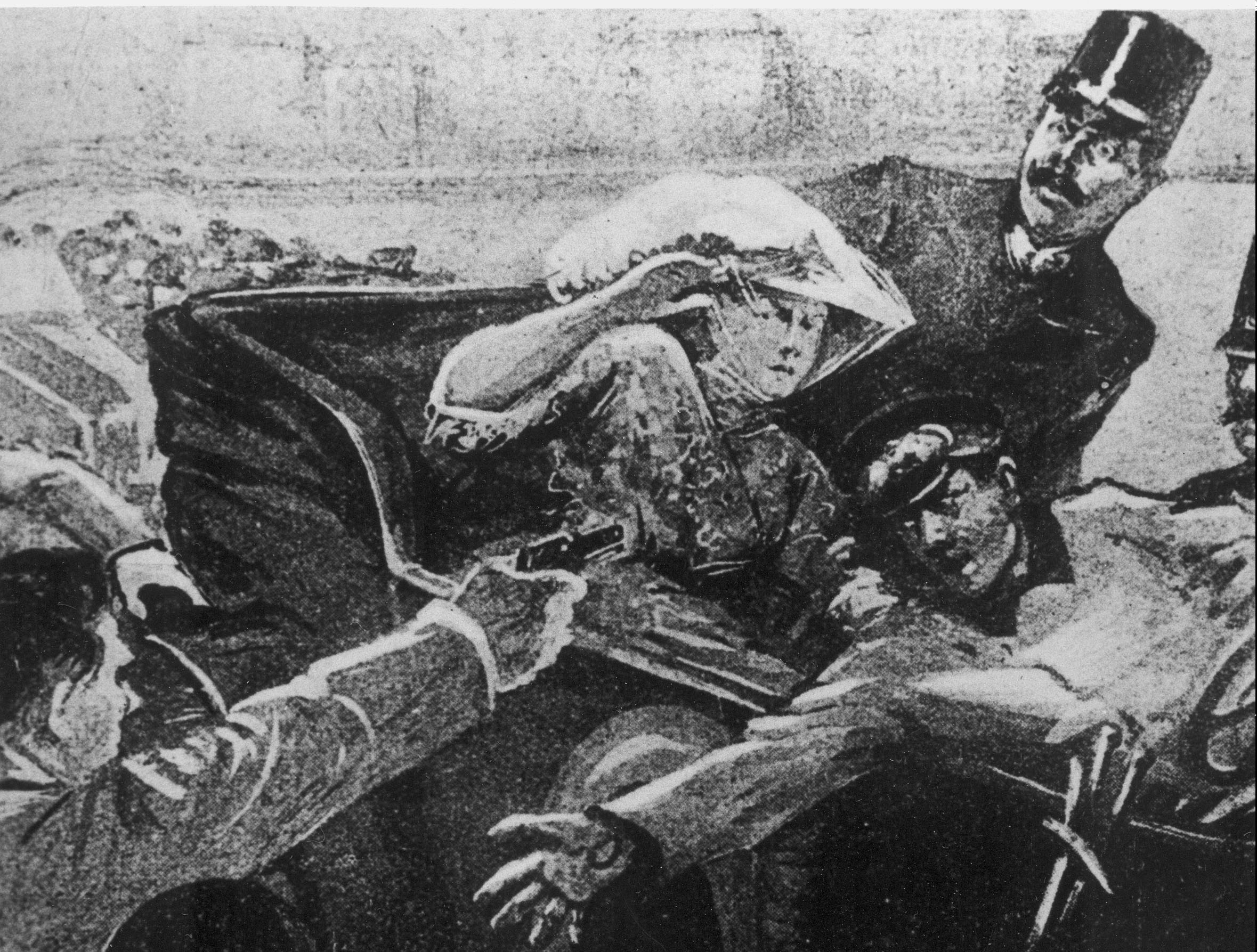
Atentát na Franze Ferdinanda

Katastrofu pro Rakousko-Uhersko znamenala první světová válka. Tu Rakušané zahájili svým útokem na Srbsko, jenž byl odpovědí na atentát na jejich nástupce trůnu Františka Ferdinanda d'Este, jenž roku 1914 v Sarajevu spáchali srbští nacionalisté. Konflikt však rychle přerostl v mezinárodní, ba globální. Rakušané se v jeho průběhu dostali do takřka úplného područí svého spojence Německa. Válku prohráli a na jejím konci, roku 1918, se monarchie rozpadla. Rakouští Němci se pokusili prosadit koncepci Německého Rakouska, nakonec však byli nuceni přijmout svůj stát v hranicích, jak jej vymezila Saintgermainská smlouva.

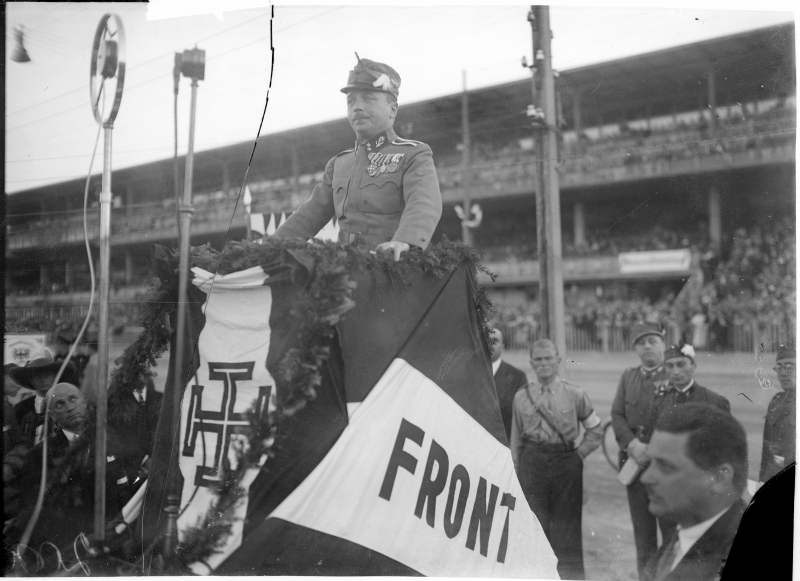
Engelbert Dollfuss

První Rakouská republika se potýkala s obrovskými hospodářskými problémy, jež nedokázaly nestabilní vlády dvou znepřátelených politických stran uspokojivě řešit. Roku 1933 tak Engelbert Dollfuss, představitel austrofašismu, nastolil autoritativní režim, avšak i on musel čelit vážným problémům, zejména vzestupu rakouského nacismu. Pokus o převrat rakouských nacistů roku 1934 sice skončil neúspěchem, Rakousko však se muselo bránit stále většímu tlaku Hitlerova Německa, jež si nakonec 18. března 1938 vynutilo „pozvání“ k záboru (anšlusu) Rakouska. Anšlus podpořila v referendu většina Rakušanů.

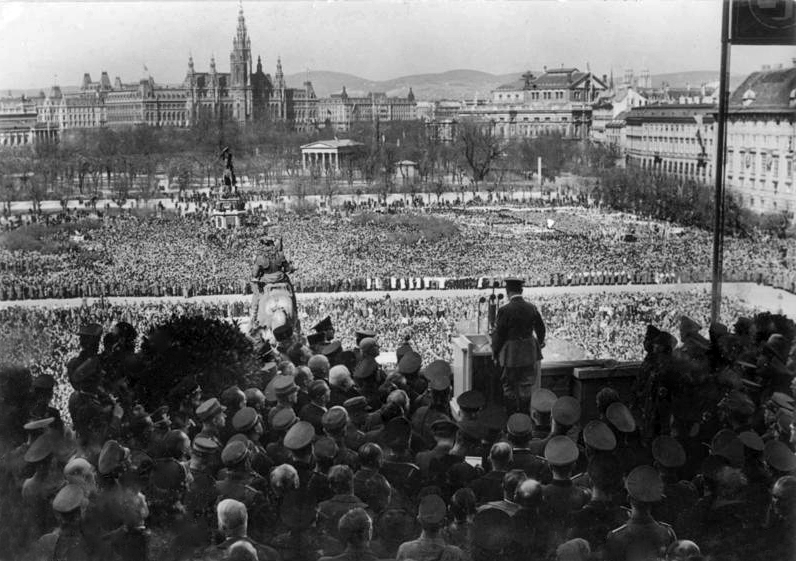
Hitler řeční na náměstí Hrdinů ve Vídni roku 1938

Jakožto součást Třetí říše se Rakousko zúčastnilo druhé světové války, ve které zahynulo 300 tisíc rakouských mužů. Mnozí prominentní nacisté byli původem Rakušané, například Hitler, Kaltenbrunner, Seyss-Inquart, Stangl, nebo Globocnik, a Rakušané tvořili přes 13 % příslušníků SS a okolo 40 % dozorců v německých vyhlazovacích táborech. Tato kontroverzní část historie byla široce reflektována až s jistým zpožděním (oproti Německu) a vedla později k několika aférám – v roce 1986 se Rakousko například dostalo do mezinárodní izolace poté, co byl prezidentem Rakouska zvolen bývalý generální tajemník OSN Kurt Waldheim, o němž vyšlo najevo, že má nacistickou minulost. Na území Rakouska se nacházel velký Koncentrační tábor Mauthausen, určený především pro politické vězně.

Okupační zóny Rakouska (1945–1955)

Po pádu nacistické moci bylo Rakousko podobně jako Německo obsazeno Spojenci a rozděleno do okupačních zón. Plnou suverenitu Rakousko získalo zpět až roku 1955, kdy byla podepsána mezi zástupci Rakouska a Spojenců státní smlouva. Poté došlo k definitivnímu stažení všech cizích armád. Ačkoliv se na osvobození Rakouska a hlavního města Vídně podílela Rudá armáda, dokázali rakouští politikové při vyjednávání využít příznivé situace a vyhlášením trvalé neutrality zajistit své zemi svobodu a nezávislost. Pomohlo jim také to, že v parlamentních volbách v letech 1945, 1949 a 1953 získali rakouští komunisté pouze kolem 5 % hlasů. Rakousko se tak nezařadilo do východního bloku, což umožnilo jeho pozoruhodný hospodářský vzestup a prosperitu.
Podle státní smlouvy z roku 1955 je Rakousko od zpětného získání suverenity neutrální zemí, není a nemůže být členem Severoatlantické aliance. Přesto se začlenilo do západních nevojenských struktur, mj. vstoupilo v roce 1995 do Evropské unie.

## Státní symboly

### Vlajka
Rakouská vlajka je tvořena listem o poměru stran 2:3, se třemi vodorovnými pruhy: červeným, bílým a červeným.
Statní vlajka je doplněná státním znakem v bílém pruhu.

### Znak
Rakouský státní znak tvoří černá orlice se zlatou hradební korunkou a zbrojí, nesoucí na prsou červený štítek se stříbrným břevnem. V drápech drží zlatý srp a zlaté kladivo.

### Hymna
Rakouská hymna je píseň Land der Berge, Land am Strome (česky Země hor, země řek). Autorem textu je rakouská spisovatelka s chorvatskými kořeny Paula von Preradović. Hudba se připisuje Wolfgangu Amadeu Mozartovi, ale ve skutečnosti jde o skladbu na Mozartovy motivy, kterou složil Johann Holzer (ale možná také Pavel Vranický).

## Geografie

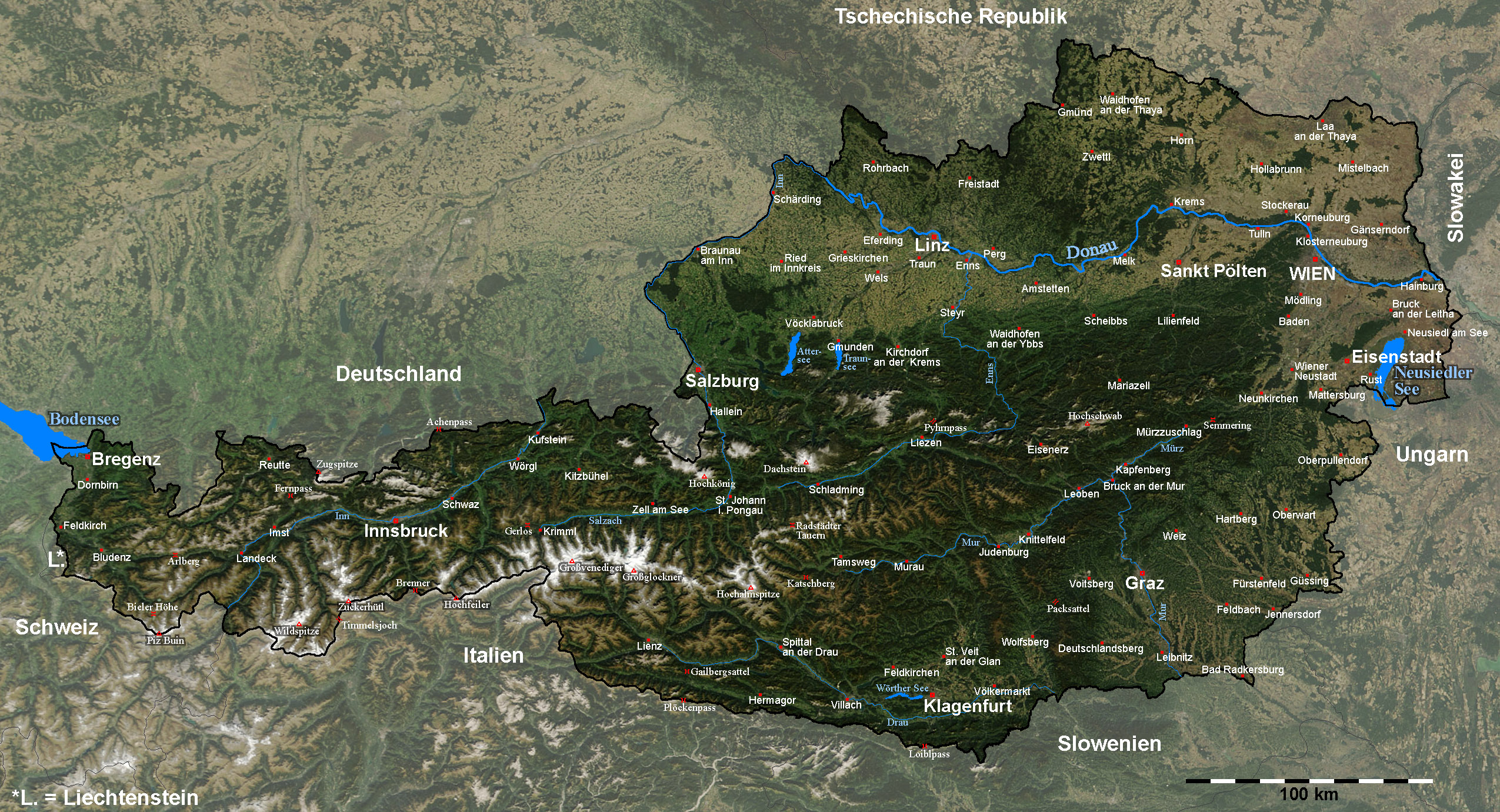
Satelitní snímek Rakouska s popisky

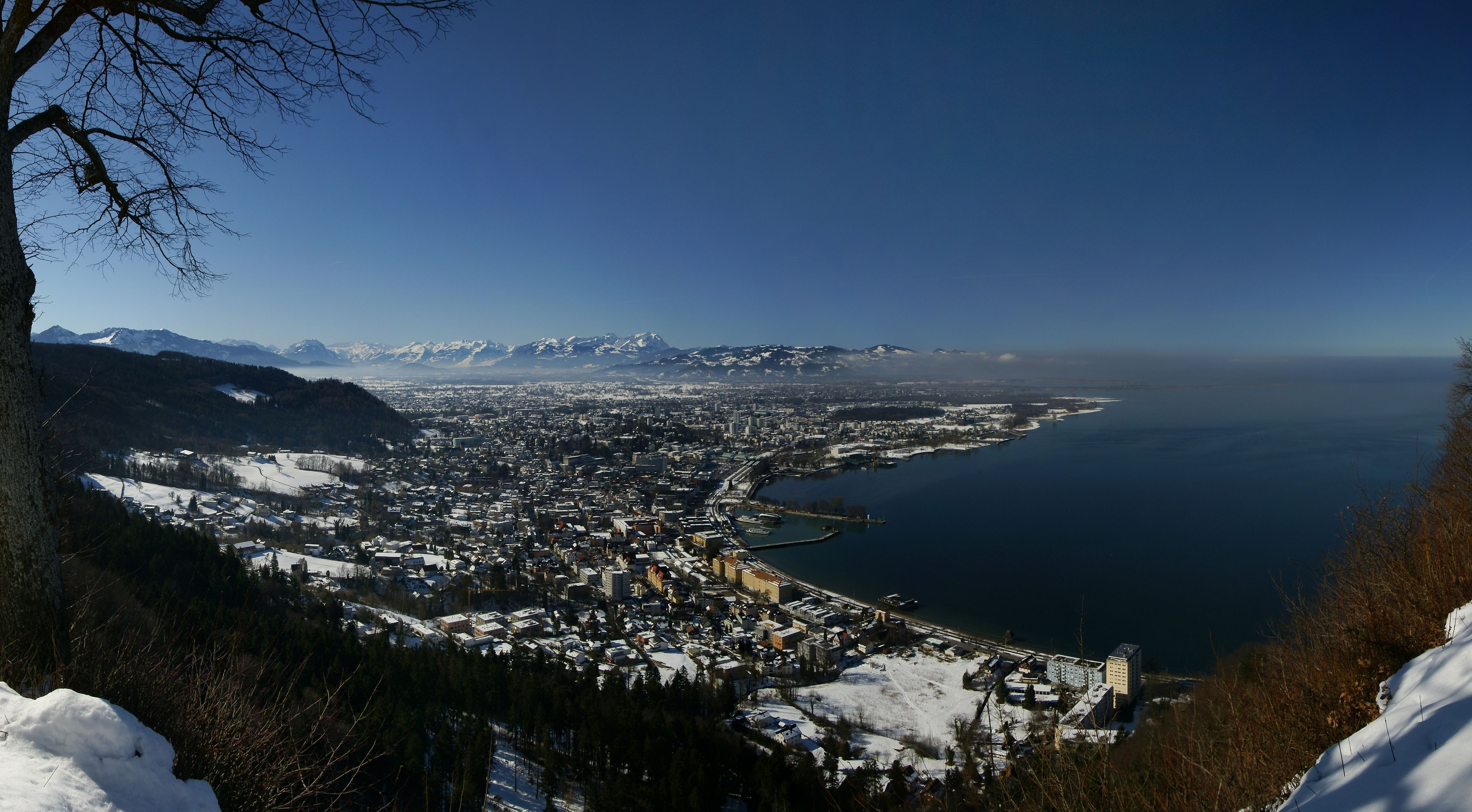
Bregenz a Bodamské jezero

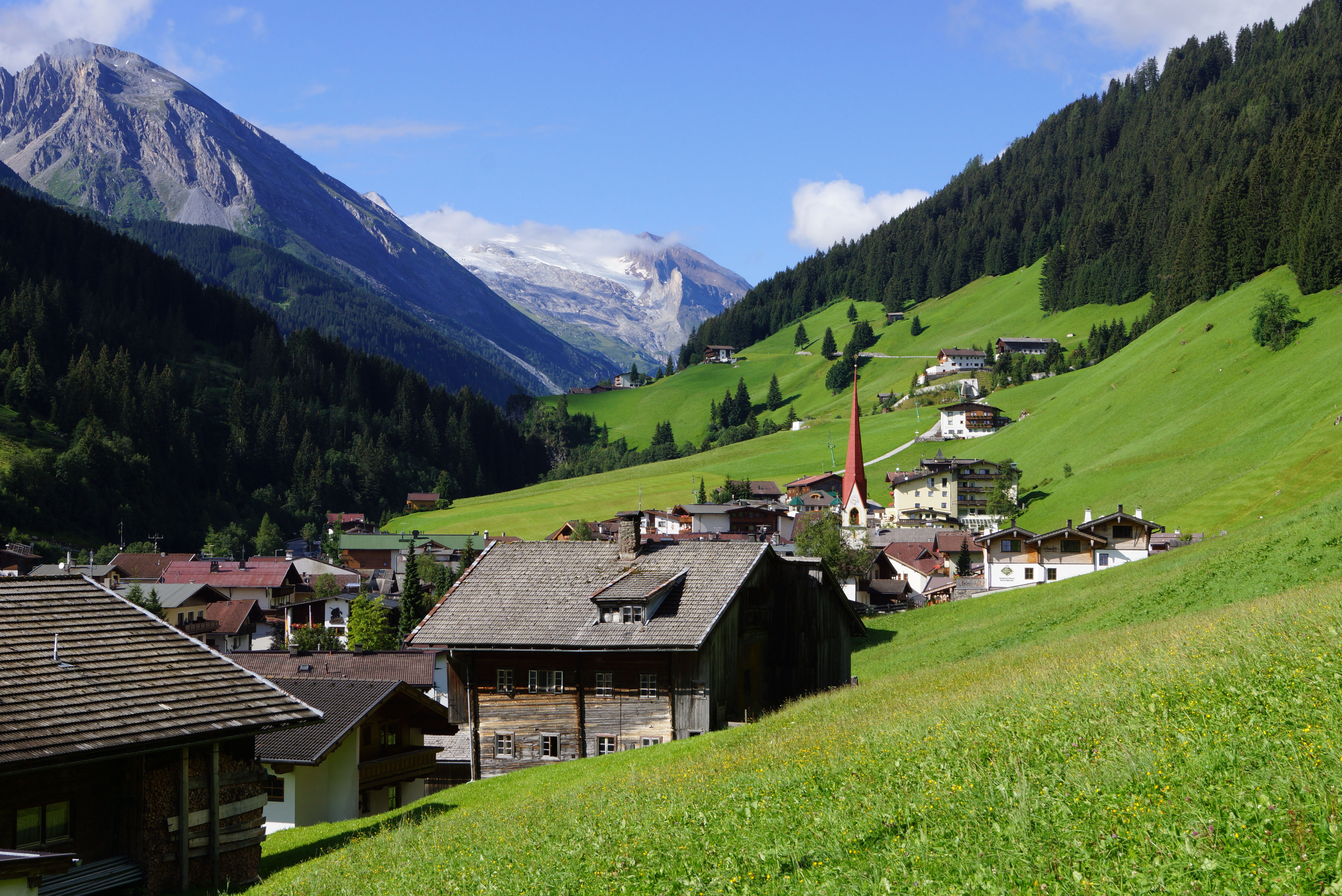
Obec Tux v Tuxských Alpách v Tyrolsku

Rakousko se rozkládá v jižní části střední Evropy, v délce 575 km ve směru západ-východ a 294 km sever-jih. Jeho území, o trochu větší než Česko, má charakteristický tvar obrácené křivule, s protaženým hrdlem na jihozápadě.

### Povrch
Přibližně 60 % země je hornaté až velehornaté povahy. Rakousko zahrnuje většinu Východních Alp (jmenovitě Tyrolské Střední Alpy, Vysoké Taury a Nízké Taury, Severní vápencové Alpy, Jižní vápencové Alpy a Vídeňský les, na jižních hranicích Karnské Alpy a Karavanky). V Horních a Dolních Rakousech, severně od Dunaje, leží jižní okraj starého pohoří Českého masivu, které pokračuje dále do Česka a Bavorska. Na severovýchod zasahují okrajem Západní Karpaty.
Nížiny leží na severu a severovýchodě podél Dunaje (především Alpské předpolí a Vídeňská pánev s Moravským polem), výše položená zvlněná krajina je na jihovýchodě ve Štýrsku, pro podobnost s italským Toskánskem nazývaná také „Štýrská Toskána“.
Z celkové plochy Rakouska (83 883 km²) připadá na pahorkatiny a nížiny přibližně jedna čtvrtina. Pouze 32 % leží níže než 500 m n. m. a 43 % rozlohy je zalesněno. Nejníže položené místo je na východě poblíž hranice s Maďarskem u Apetlonu (okres Neusiedl am See – Burgenland) 114 m n. m. Naproti tomu nejvýše položeným místem je vrch Grossglockner (3798 m n. m.).
Pět nejdůležitějších geografických útvarů Rakouska
- Část Východních Alp (52 600 km², 62,8 % rozlohy státu)
- Část Alpského a Karpatského předpolí (9500 km², 11,3 %)
- Předpolí na východě, část okrajové oblasti Panonské pánve (9500 km², 11,3 %)
- Granitové a rulové roviny, část pohoří Českého masivu (8500 km², 10,2 %)
- Část Vídeňské pánve (3700 km², 4,4 %)

### Hranice
Celková délka státní hranice: 2832 km, z toho s Německem 784 km, s Českem 362 km, s Itálií 430 km, Maďarskem 366 km, Slovinskem 330 km, Švýcarskem 164 km, Slovenskem 91 km a s Lichtenštejnskem 35 km.

#### Zvláštnost
Údolí Kleinwalsertal, které patří k spolkové zemi Vorarlbersko, je na základě polohy dostupné po silnici pouze z Německa a je tak funkční enklávou Německa. Obdobně obec Jungholz. Na druhé straně existuje i funkční enkláva Rakouska, která patří ke Švýcarsku. Obec Samnaun nebyla po dlouhou dobu spojená se Švýcarskem jakoukoli cestou, nýbrž přístupná pouze přes Tyrolsko. To vedlo k tomu, že odtud vymizela rétorománština a místo ní přijali tamní obyvatelé dialekt podobný tyrolskému. Mezitím byla postavena silnice vedoucí do Samnaun, která se již ubírá výhradně po švýcarském území, která už zde kdysi byla zavedena. V podobném stavu jako Samnaun byla až do roku 1980 obec Spiss na rakousko-švýcarské hranici. Byla po dlouhou dobu dosažitelná pouze přes Samnaun a bojovala se silným odchodem obyvatel, protože oproti ostatním enklávám měla velmi malé možnosti hospodářského rozvoje.

### Hory

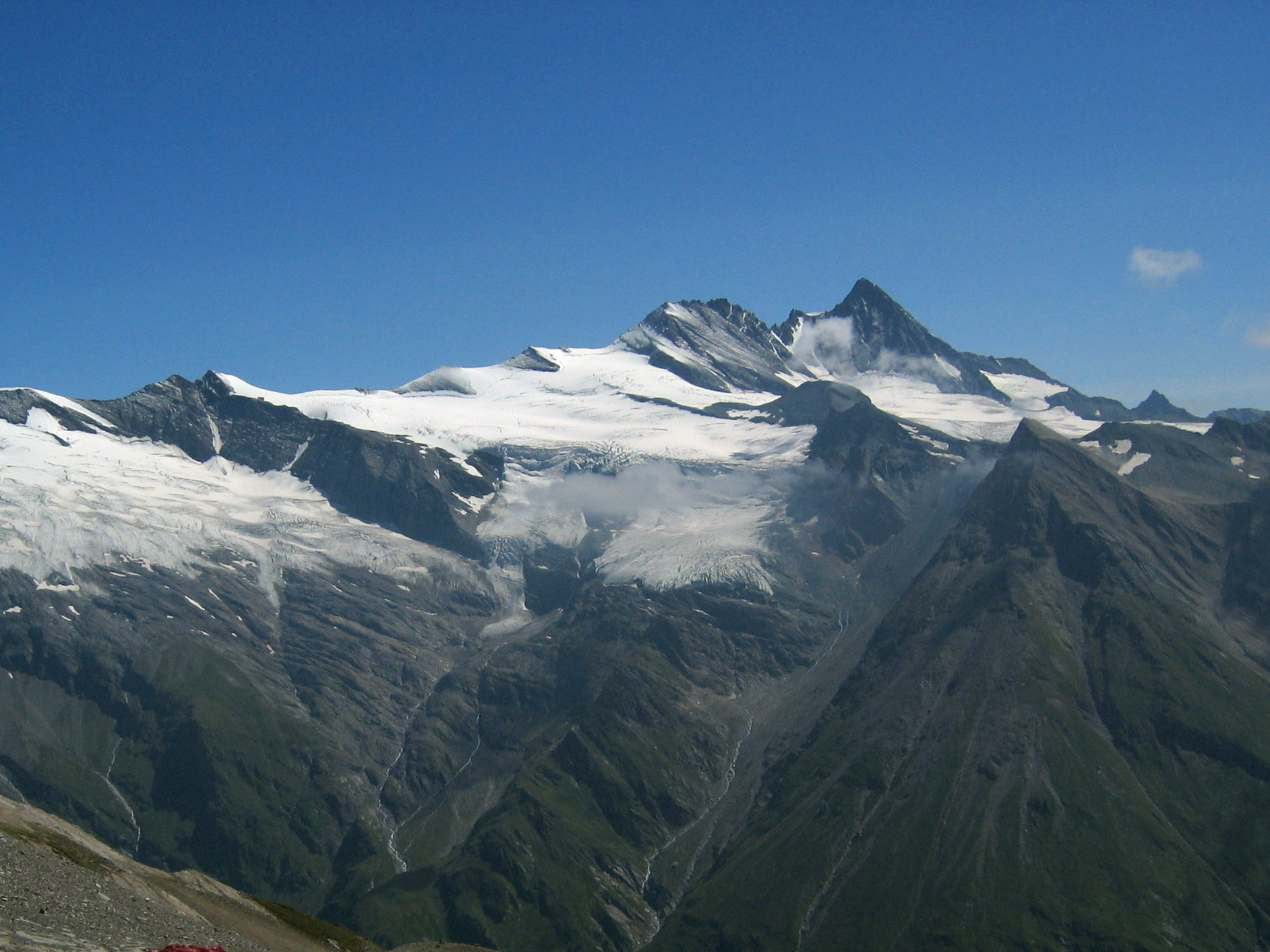
Großglockner z jihozápadu

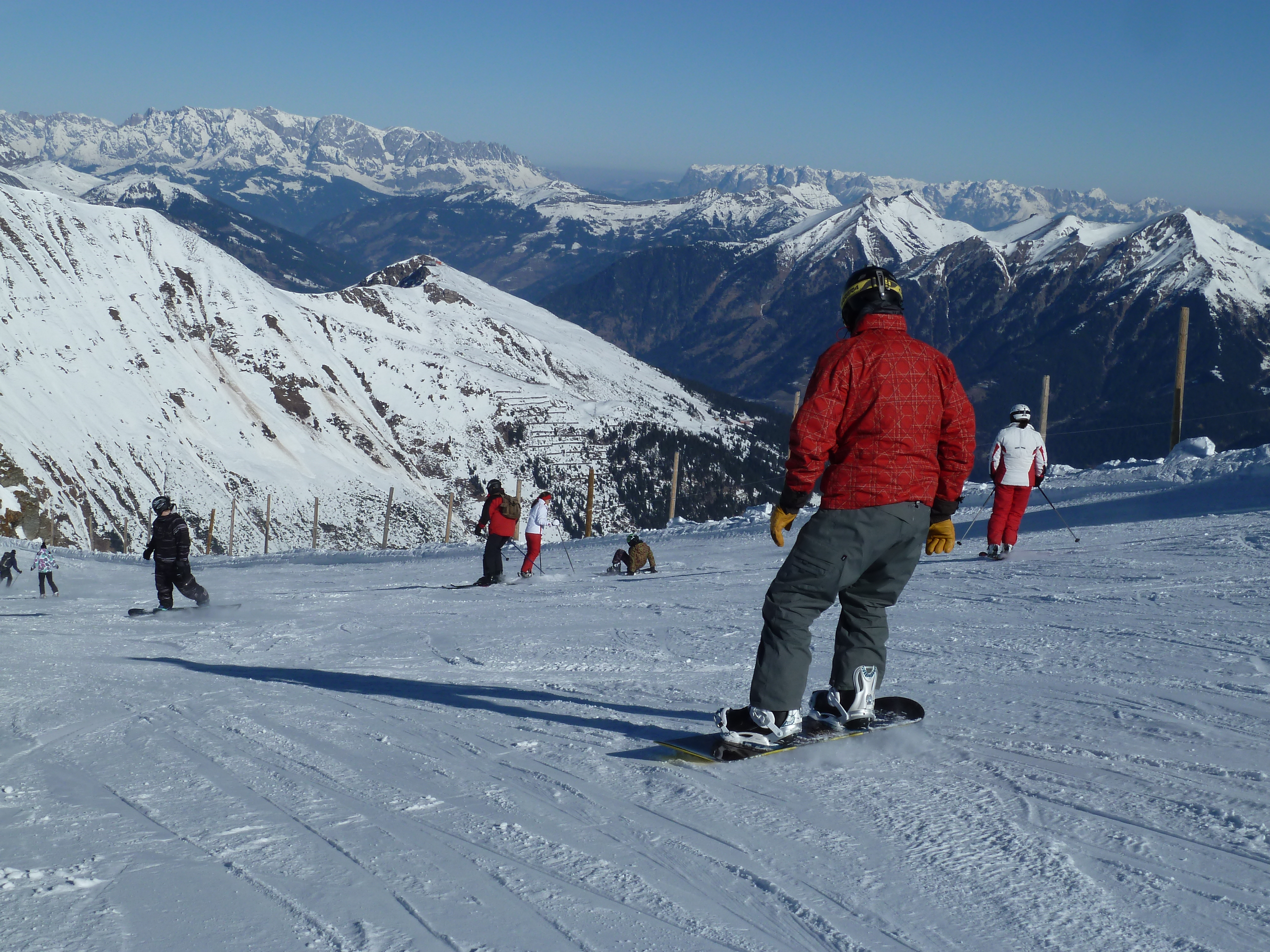
Lyžařské středisko Sportgastein

Deset nejvyšších hor Rakouska (Rakouské Alpy):
| #   | Název                | Výška  | Pohoří         |
| --- | -------------------- | ------ | -------------- |
| 1.  | Großglockner         | 3798 m | Vysoké Taury   |
| 2.  | Wildspitze           | 3774 m | Ötztalské Alpy |
| 3.  | Weisskugel           | 3738 m | Ötztalské Alpy |
| 4.  | Grossvenediger       | 3666 m | Vysoké Taury   |
| 5.  | Hinterer Brochkogel  | 3628 m | Ötztalské Alpy |
| 6.  | Hintere Schwärze     | 3624 m | Ötztalské Alpy |
| 7.  | Similaun             | 3599 m | Ötztalské Alpy |
| 8.  | Vorderer Brochkogel  | 3566 m | Ötztalské Alpy |
| 9.  | Grosses Wiesbachhorn | 3564 m | Vysoké Taury   |
| 10. | Rainerhorn           | 3560 m | Vysoké Taury   |

### Jezera

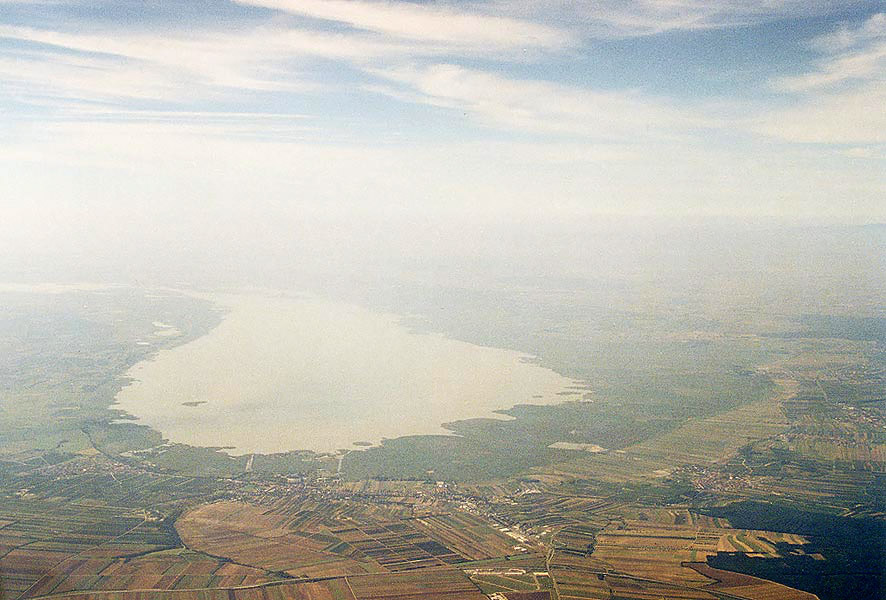
Neziderské jezero

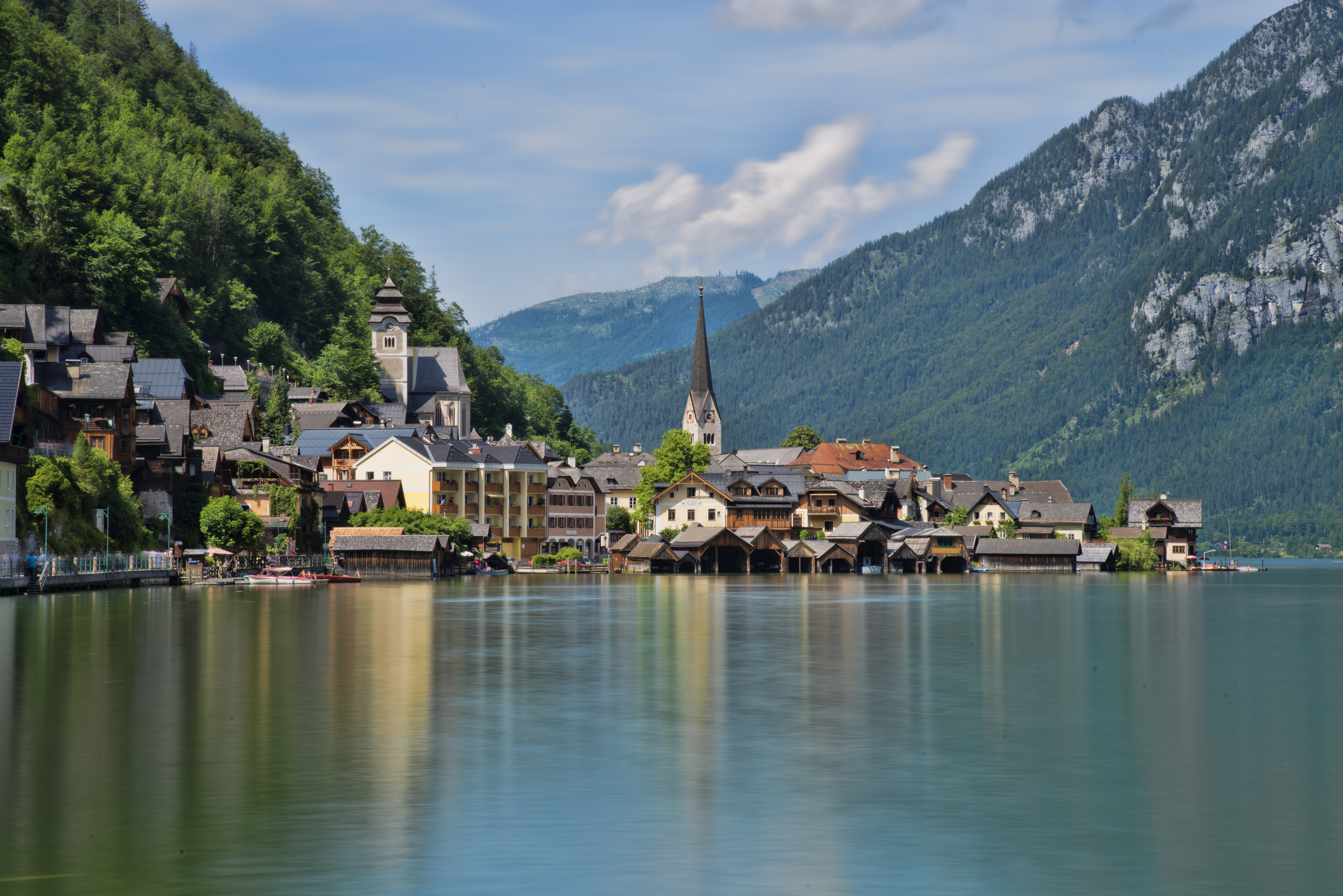
Halštatské jezero

Největší jezero Rakouska je mělké stepní Neziderské jezero v Burgenlandu, ke kterému náleží 77 % svojí celkové rozlohy 315 km², zbytek jezera patří Maďarsku. Další větší jezera jsou horská nebo podhorská Attersee s 46 km² a Traunsee s 24 km² v Horních Rakousech. Velké je také Bodamské jezero o rozloze 536 km². K Rakousku však náleží pouze malá část, jezero totiž leží na hranicích s německými spolkovými zeměmi Bavorskem a Bádensko-Württemberskem a se Švýcarskem.
Jezera mají vedle hor velký význam také v cestovním ruchu, především Korutanská jezera a oblast Salzkammergut. Nejznámější jsou Wörthersee, které je největší jezero Korutan, Millstätter See, Ossiacher See a Weißensee. Známá jsou také jezera Mondsee a Wolfgangsee na hranicích Salcburska a Horních Rakous.

### Řeky

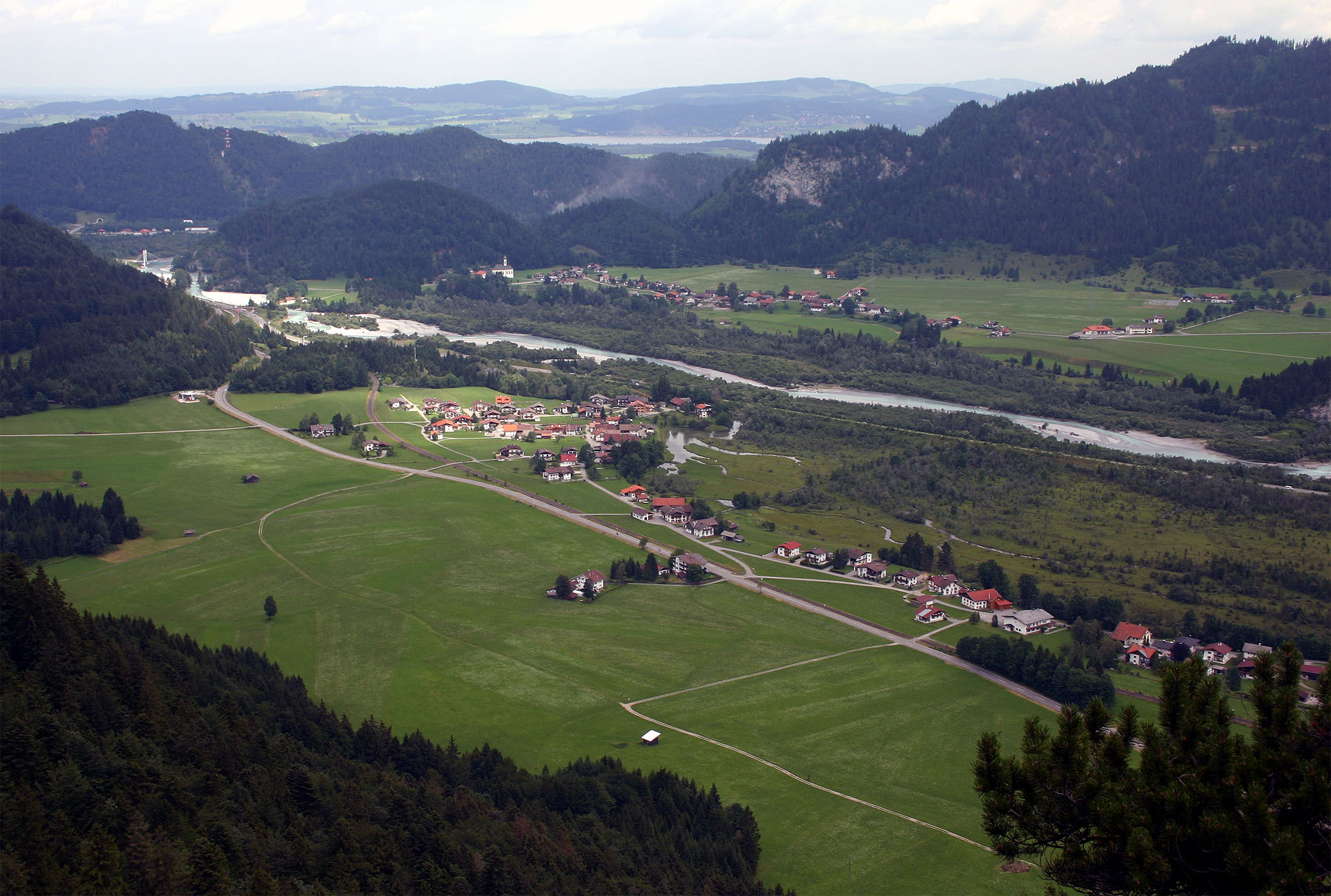
Řeka Lech, protékající obcí Musau v Tyrolsku, pohled z Achselu (~ 1150 m n. m.)

Drtivá většina Rakouska (80 566 km², 96 % území) je odvodňována Dunajem do Černého moře. Pouze Vorarlbersko na západě je z naprosté většiny (2 366 km²) odvodněno Rýnem do Severního moře.
Velké přítoky Dunaje v Rakousku (od západu na východ):
- levé: Velký a Malý Mühl, Rodl, Aist, Kamp, Schmida a Rußbach, stejně jako Dyje (Thaya) a Morava (March) na severovýchodních hranicích, odvodňují oblasti Horních a Dolních Rakous položené severně od Dunaje.
- pravé: Aschach, Traun, Enže (Enns), Ybbs, Erlauf, Traisen, Vídeňka (Wien) a Fischa, odvodňují severní Štýrsko, a části Horních a Dolních Rakous ležící na jih od Dunaje.

Přítoky Dunaje ústící mimo území Rakouska:
- Lech pramení ve Vorarlbersku, protéká severozápadním okrajem Tyrol a v Bavorsku se vlévá do Dunaje.
- Inn pramení ve Švýcarsku, následně odvodňuje většinu Tyrolska, protéká Bavorskem, od soutoku s řekou Salzach (která odvodňuje většinu Salcburska) opět tvoří německo-rakouskou hranici a do Dunaje ústí v německém Pasově.
- Litava (Leitha) a Rába (Raab) s přítokem Pinka odvodňují Burgenland a přilehlé části Dolních Rakous a Štýrska a vlévají se do Dunaje v Maďarsku.
- Mura (Mur) odvodňuje salcburské údolí Lungau a většinu Štýrska. Její vody v Chorvatsku přijímá
- Dráva (Drau), která odvodňuje Korutany a Východní Tyrolsko a na hranici Chorvatska se Srbskem se vlévá do Dunaje.

Úmoří Severního moře:
- Rýn (Rhein) odvodňuje většinu Vorarlberska, protéká Bodamským jezerem a ústí do Severního moře.
- Lužnice (Lainsitz) ve svém nejhořejším úseku odvodňuje Vitorazsko a teče do Česka, kde se vlévá do Vltavy a ta pak do Labe.

Žádná část Rakouska není odvodňována do jemu nejbližšího moře Jaderského, jeho hranice s Itálií vede právě po rozvodí.

### Podnebí

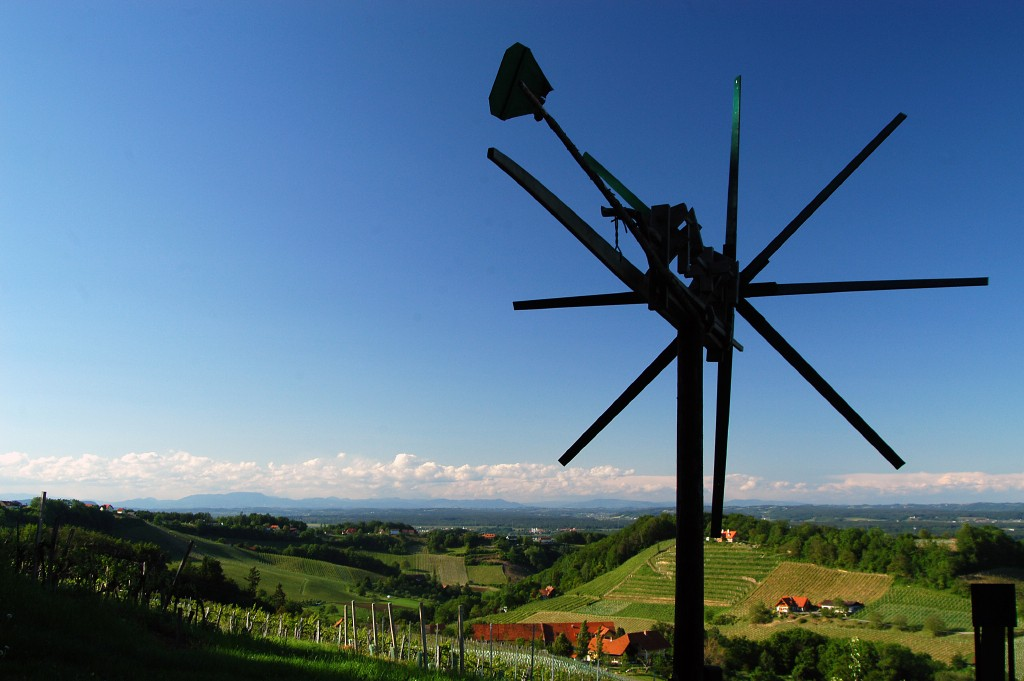
Klopotec v jižním Štýrsku

Rakouské klima je označováno za smíšení oceánského a kontinentálního klimatu, resp. panonské klima. Díky zvláštnostem těchto podnebí je východní Rakousko známé mrazivými zimami a horkými léty s celoročně nízkými srážkami. Západ země podléhá zpravidla méně silným podnebním podmínkám, a tak jsou zimy většinou mírnější a léta spíše teplá. Leží zde také oblasti bohaté na srážky. Z geografických podmínek vychází další klimatická zóna, a to alpínské klima, které způsobuje v horách silnější zimu než na hlouběji položeném východě. Další zajímavostí jsou občasné severní a jižní větry, které jsou na jedné straně polárně ledové a na straně druhé s sebou někdy přinášejí saharský písek.
Díky tomu se Rakousko zcela oprávněně řadí k středoevropskému přechodovému klimatu, s ohledem k Alpám ve středu a na západě a k Panonské nížině na východě země.

#### Teploty
Když působí stabilní tlaková výše z východu (ideálně „Omega-Hoch“ či v podobě posledních písmen řecké abecedy), může člověk počítat s dlouhým a nerušeným sluníčkem a až dvěma týdny vysokých teplot. V zimě ovlivňuje tlaková výše svit slunce a ostré mrazy (do −20 °C). Délka svitu slunce je o 10 až 20 % delší než kupříkladu v severním Německu.
Topná sezóna je běžně od poloviny října do poloviny dubna a působí vysokou spotřebu energie.
- Nejnižší teplota naměřená v Rakousku: Sonnblick-Gipfel (Salzburg), −37,2 °C (1. ledna 1905)
- Nejnižší teplota naměřená v Rakousku: Zwettl, −36,6 °C (11. února 1929 – tento den byla naměřena také rekordně nejnižší teplota v Česku)
- Nejvyšší teplota naměřená v Rakousku: Bad Deutsch-Altenburg, +40,5 °C (8. srpna 2013)

#### Srážky
Stejně jako směrem ze západu na východ slábne oceánské klima, klesá i průměrné množství srážek. To způsobuje, že např. ve Vídni jsou pouze poloviční srážky oproti Salcburku. Ve východních a jihovýchodních částech země se již projevuje panonské kontinentální klima, které je v jižních jezerních oblastech částečně ovlivněno středomořským klimatem.
Celoročně se také oblasti podél alpských hřebenů vyznačují vysokými srážkami, do těchto poloh s nízkým tlakem vanou vlhké vzdušné proudy ze severu či jihu a zmizí zase jako srážka. To způsobuje v zimě vysoké množství sněhu na horách i v údolích, stejně jako kalamitní oblasti na severu i jihu. V létě jsou následkem vysokých srážek silné deště, eroze půdy a záplavy. Kraje s nejsilnějšími dešti jsou: celé alpské předhůří, tyrolské nížiny, tyrolský okres Reutte a Bregenzský les. Zde spadne až 3000 mm dešťových srážek nebo sněhu za rok (průměrně 900 mm).
Na jaře a na podzim je možné všechno – od sněžení po horka. Denní teploty mohou v červenci a srpnu nezřídka vystoupit i přes 30 °C, vlhkost vzduchu je většinou vysoká, často dochází k tvorbě dešťových mraků a následně i k náhlým bouřkám.
V posledních letech bylo Rakousko, stejně jako sousední země, častou obětí poruch počasí, které byly mnoha experty označovány jako důsledky globálního oteplování (průměrné teploty se trvale zvedají). Kvůli silným dešťům byly již několikrát ničivé záplavy a sesuvy půdy, které si vyžádaly i oběti na životech. Náhodně dochází i k bouřím síly orkánu a ohromným vánicím, které vedou k tomu, že mnoho obcí je zcela odříznuto od světa a množí se také pády lavin. Zemi v posledních letech sužovala ale i častá sucha.

## Politický systém

### Státní zřízení a vrcholné orgány státní moci

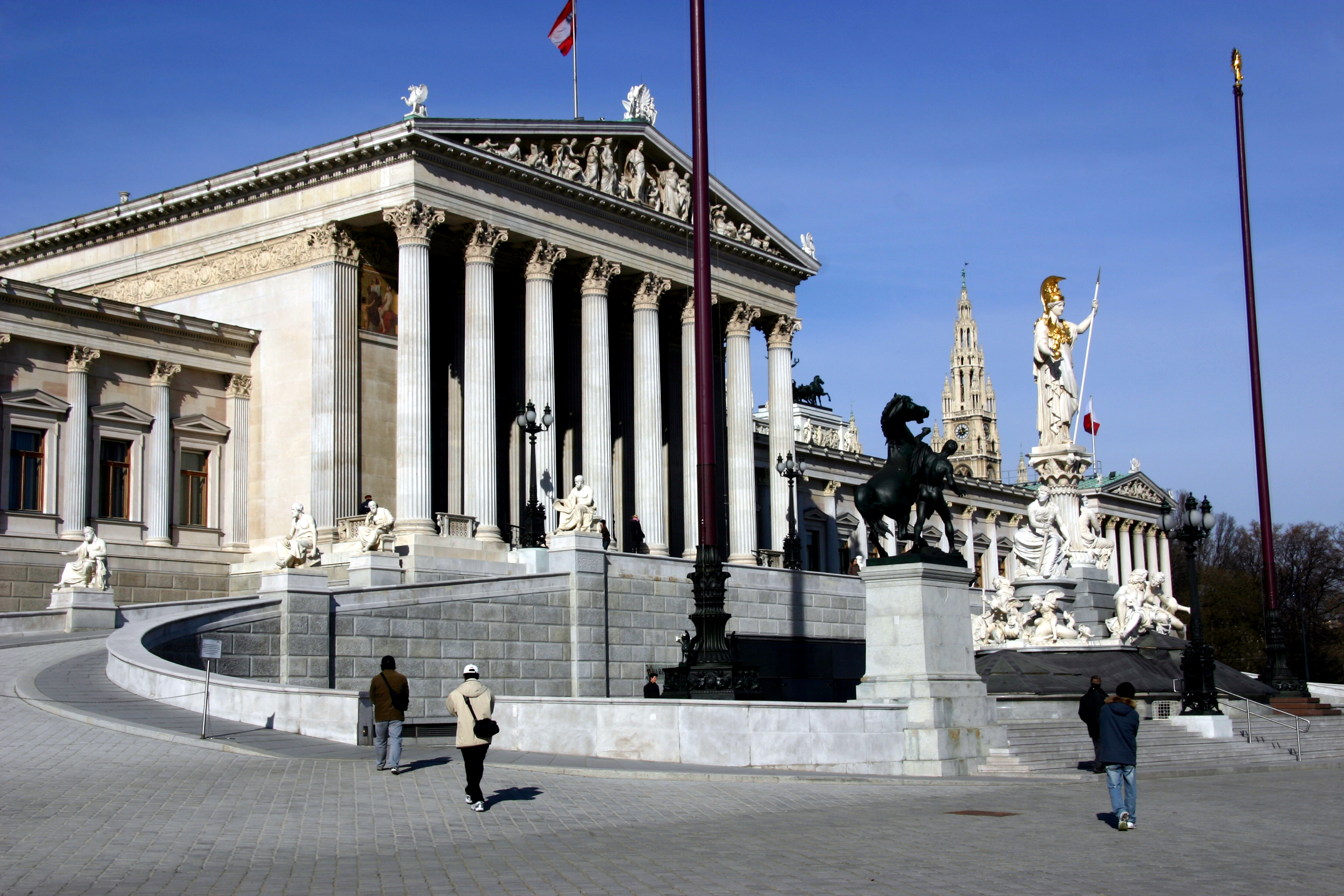
Budova Rakouského parlamentu

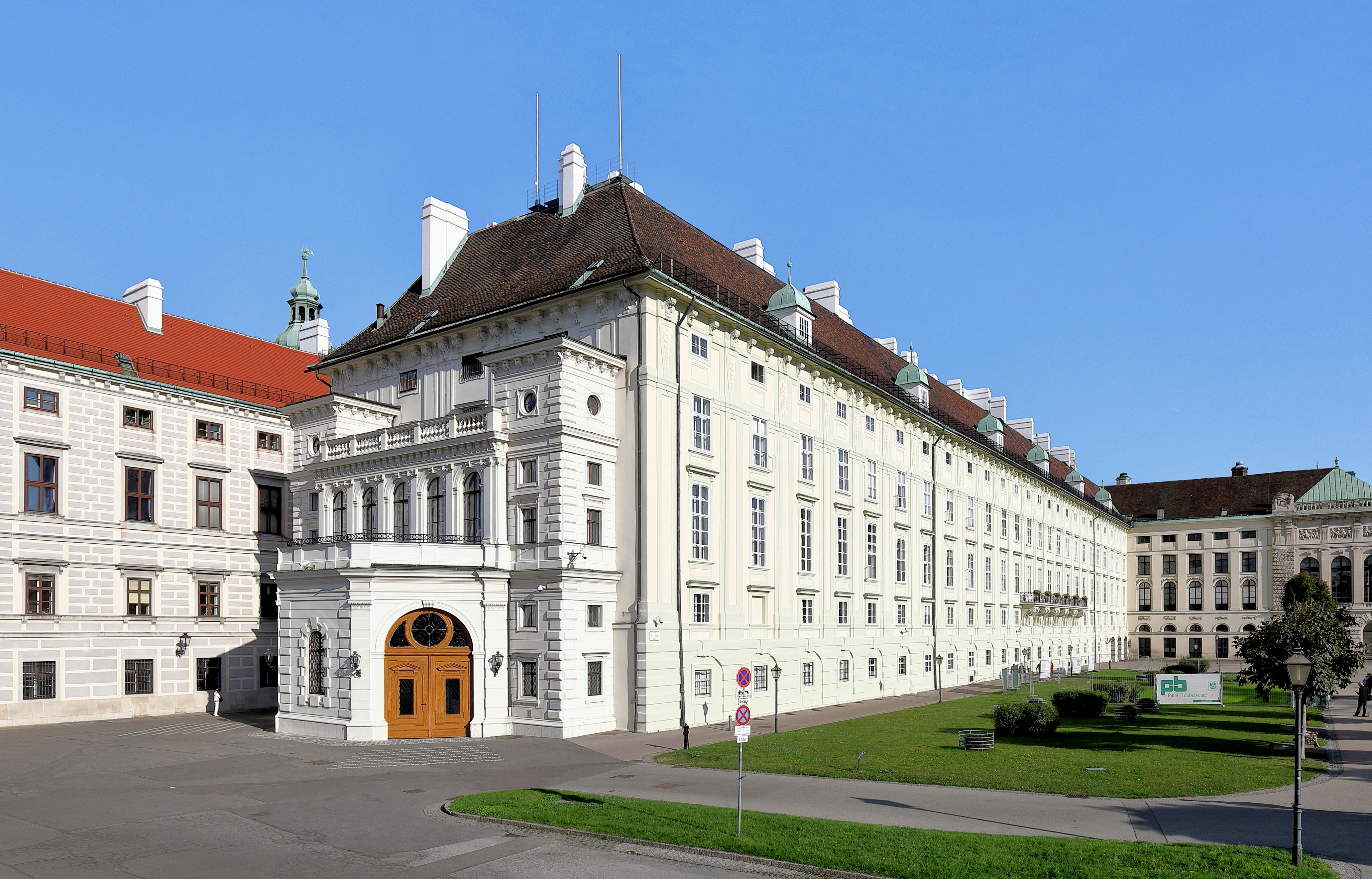
Leopoldinské křídlo paláce Hofburg, sídlo rakouského prezidenta

Rakousko je podle ústavy z roku 1920 spolkovou parlamentní republikou. Hlavou státu je spolkový prezident (Bundespräsident) volený na šest let v přímých volbách. Prezident sídlí v paláci Hofburg. Spolkový prezident jmenuje členy spolkové vlády. Rakouský parlament je dvoukomorový a skládá se z Národní rady (183 členů) a Spolkové rady (60 členů). Národní rada je volena obyvatelstvem na pětileté období, členy Spolkové rady volí zemské sněmy rakouských spolkových zemí. Rakouská spolková vláda je odpovědná Národní radě. V jejím čele stojí spolkový kancléř, členy vlády jsou vicekancléř a spolkoví ministři (vicekancléř je zároveň ministrem jednoho rezortu). Vláda může být rozpuštěna prezidentským dekretem, nebo vyjádřením nedůvěry v Národní radě. Národní rada proti tomu může být rozpuštěna prezidentem na žádost premiéra, případně na žádost vlastní. Volit poslance a prezidenta mohou Rakušané od 16 let. Limit byl snížen z 18 let v roce 2007. Hranicí pro vstup do Národní rady je pro politickou stranu zisk 4 procent hlasů. Volební systém je poměrný.
Od druhé světové války dominovaly politickému systému dvě strany: Rakouská lidová strana (Österreichische Volkspartei, ÖVP) a Sociálně demokratická strana Rakouska (Sozialdemokratische Partei Österreichs, SPÖ). Zatím všichni pováleční neúředničtí premiéři byli buď lidovci (Leopold Figl, Julius Raab, Alfons Gorbach, Josef Klaus, Wolfgang Schüssel, Sebastian Kurz), nebo sociální demokraté (Karl Renner, Bruno Kreisky, Fred Sinowatz, Franz Vranitzky, Viktor Klima, Alfred Gusenbauer, Werner Faymann, Christian Kern). Dvě největší strany spolu velmi často vytvářely vládní koalice. Systém velkých koalic dal ale časem vzejít alternativní třetí síle, nacionalisticky orientované Svobodné straně Rakouska (Freiheitliche Partei Österreichs, FPÖ). I když byla zpočátku ostrakizována, nakonec vstoupila i do vlády (prvně roku 1983). Další strany, které se od roku 1945 podílely na vládě, byli komunisté (krátce po válce), Aliance pro budoucnost Rakouska (Bündnis Zukunft Österreich; BZÖ), odštěpek Svobodné strany založený roku 2005 Jörgem Haiderem a od roku 2019 Strana zelených.
Od roku 2017 je spolkovým prezidentem Alexander Van der Bellen. Spolkovým kancléřem se dne 18. prosince 2017 stal 31letý předseda Rakouské lidové strany (ÖVP) Sebastian Kurz. Na konci května 2019 po pádu vlády Sebastiana Kurze oznámil prezident Van der Bellen, že pověří Brigitte Bierleinovou sestavením úřednické vlády, která zemi povede až do voleb na podzim 2019. Po těchto volbách se stal kancléřem opět Sebastian Kurz, který vytvořil koalici Rakouské lidové strany a Strany zelených.

### Politické a správní členění

Spolková země

Rakousko je rozděleno do devíti spolkových zemí, které jsou zase rozděleny do 80 okresů a 15 statutárních měst. Okresy se dále dělí na jednotlivé obce, města či městysy.
Vídeň je územně zcela obklopena Dolními Rakousy. Východní Tyrolsko sice náleží k spolkové zemi Tyrolsko, ale není s ním fyzicky spojeno. Tato kuriozita vznikla po první světové válce, když v roce 1918 připadlo Jižní Tyrolsko Itálii. Tím se stalo Východní Tyrolsko exklávou Tyrolska.
| # | Spolková země | Hlavní město             | Obyvatelstvo | Rozloha (km²) | Hustota osídlení | Města | Obce |
| - | ------------- | ------------------------ | ------------ | ------------- | ---------------- | ----- | ---- |
| 1 | Burgenland    | Eisenstadt               | 301 250      | 3 965         | 76               | 13    | 158  |
| 2 | Korutany      | Klagenfurt am Wörthersee | 568 984      | 9 537         | 60               | 17    | 115  |
| 3 | Dolní Rakousy | St. Pölten               | 1 718 373    | 19 180        | 90               | 76    | 497  |
| 4 | Horní Rakousy | Linec                    | 1 522 825    | 11 983        | 127              | 32    | 406  |
| 5 | Salcbursko    | Salcburk                 | 568 346      | 7 155         | 79               | 11    | 108  |
| 6 | Štýrsko       | Štýrský Hradec           | 1 265 198    | 16 399        | 77               | 35    | 251  |
| 7 | Tyrolsko      | Innsbruck                | 771 304      | 12 648        | 61               | 11    | 266  |
| 8 | Vorarlbersko  | Bregenz                  | 406 395      | 2 602         | 156              | 5     | 91   |
| 9 | Vídeň         | Vídeň                    | 1 982 097    | 415           | 4778             | 1     | —    |
| A | RAKOUSKO      | Vídeň                    | 9 104 772    | 83 883        | 109              | 202   | 2093 |

### Rovnost pohlaví
V ústavě je rovnost mužů a žen pevně zakotvena. Historicky vyplývající výjimky jsou regulace důchodu a branná povinnost, která platí pouze pro muže. Ženy smějí jít v Rakousku do důchodu o pět let dříve než muži. Výjimkou je odchod do penze státních úředníků, kteří mají tzv. definitivu. Právně je však podloženo postupné zvyšování nástupního věku do penze pro ženy až do roku 2027.
Skoro ve všech oblastech Rakouska je průměrná mzda žen menší než mzda muže na odpovídajícím místě (výjimku tvoří úřady). Toto vyplývá z neúplného prosazení rovnosti mužů a žen v praxi na jedné straně a také z toho, že mnoho žen pracuje na částečný pracovní úvazek, a tím pádem mají nižší šance na pracovní postup. Vedoucí pozice tak obsazují většinou muži. Tarifní mzdy jsou ovšem pro obě pohlaví stejné. V Rakousku využívají pouze dva muži ze sta možnost vzít si tzv. otcovskou dovolenou.
Pro ženy jsou připravována různá podpůrná opatření (pozitivní diskriminace). Např. při obsazování veřejných pracovních míst by měly být ženy stejné kvalifikace upřednostňovány před muži, i když nezaměstnanost mužů je na vyšší úrovni. V praxi ale tato podpora nevykazuje významné výsledky. Oficiálně nahlášení lidé bez práce v Rakousku k roku 2004 se skládali ze dvou třetin z mužů a z jedné třetiny z žen.

### Ozbrojené složky
Rakousko přešlo z tradičního rozložení pravomocí mezi policií a četnictvem na moderní federální policii. Policie v této době disponuje protiteroristickou jednotkou EKO Kobra. Bezpečnost mimo stát má na starost armáda Rakouska (Bundesheer). Její protiteroristickou jednotkou je Jagdkommando. V Rakousku je povinná vojenská služba pro každého muže, jenž dovrší 18 let. Absolvuje pak šestiměsíční vojenský výcvik a následujících 8 let je pak aktivní zálohou a může být státem povoláván k plnění různých úkolů. Vojenský výcvik lze však odmítnout a nahradit ho devítiměsíční civilní službou. Od roku 1998 se mohou stát součástí profesionální části armády i ženy. K roku 2012 se armádní výdaje pohybovaly na úrovni 0,8% HDP.

### Zahraniční vztahy

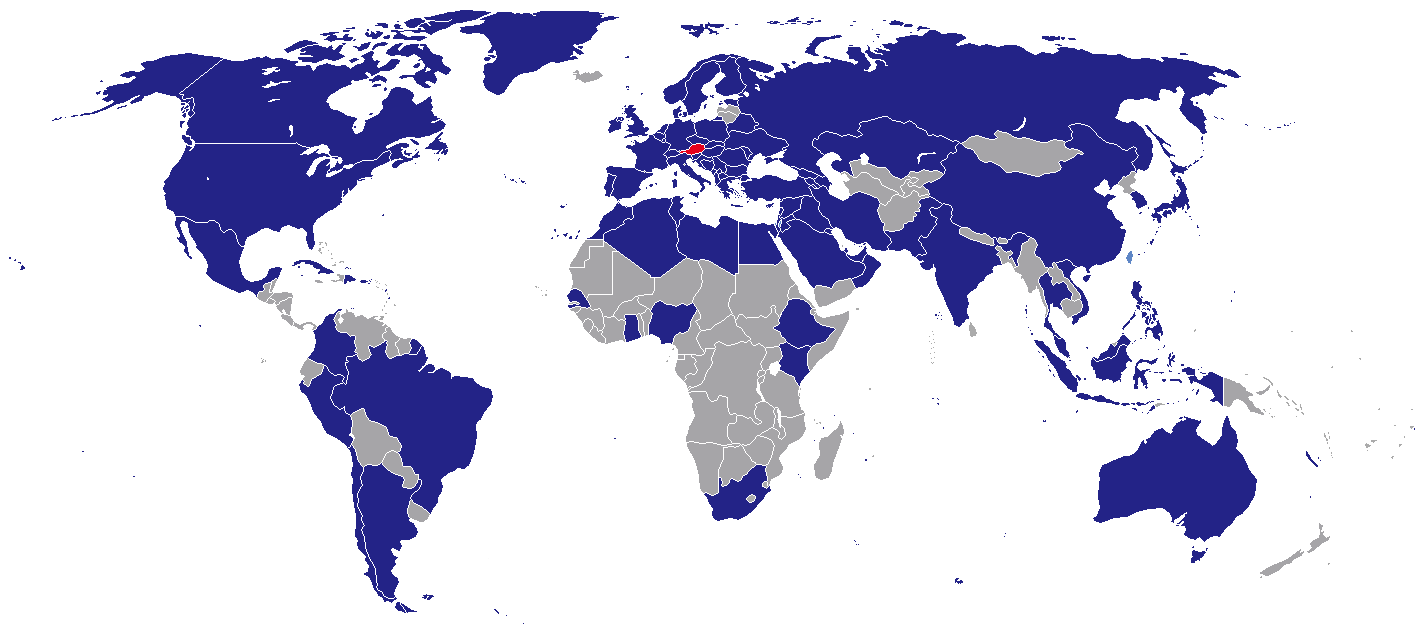
Země, kde má Rakousko velvyslanectví

Rakousko je členem Evropské unie (EU). Přihlášku podalo 17. června 1989, přístupová jednání byla zahájena 1. února 1993. V roce 1994 se uskutečnilo referendum, v němž se 66 procent hlasujících vyslovilo pro vstup do unie. Členem se Rakousko stalo 1. ledna 1995, ve stejné chvíli jako Švédsko a Finsko. Později vstoupilo do schengenského prostoru (1. prosince 2007) a přijalo euro na úkor tradičního šilinku (1. ledna 1999). Rakouská vláda dlouhodobě v EU podporuje její rozšiřování na Balkán (kam obecně míří značná část zájmu rakouské zahraniční politiky), naopak oponuje vstupu Turecka a oznámila, že při jeho případném vstupu by nechala rakouský souhlas potvrdit občany v referendu. V europarlamentu je pro Rakousko vyčleněno osmnáct křesel.

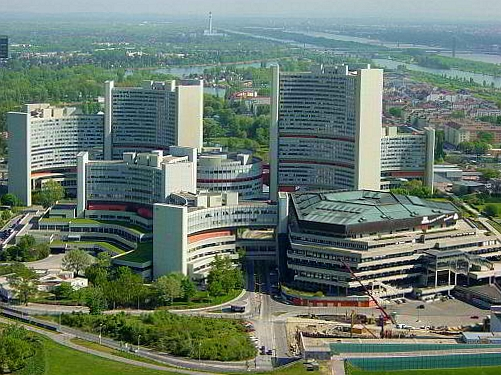
Sídlo OSN ve Vídni

Proti tomu Rakousko není členem NATO, neboť rakouská ústava zemi prohlašuje za „trvale neutrální“ a výslovně uvádí, že to znamená nemožnost členství v jakékoli vojenské alianci „pro všechny příští časy“. Zakazuje rovněž přítomnost jakýchkoli zahraničních vojenských základen na svém území. Rakouská neutralita má však přece jen jiný charakter než švýcarská a zejména po rozpadu sovětského bloku na počátku 90. let 20. století začala být mírně přehodnocována – v roce 1991 například rakouská vláda umožnila přelet zahraničních vojenských letounů přes své území při útoku na Irák a od vstupu do Evropské unie v roce 1995 se Rakousko též podílí na společné obranné politice EU. Připojilo se též k Partnerství pro mír, tedy programu spolupráce Severoatlantické aliance s armádami států, které nejsou jejími členy. Pod hlavičkou OSN rovněž vyslalo své jednotky do Bosny a Kosova, po konci jugoslávské války. Roku 2017 se Rakousko připojilo ke smlouvě o úplném zákazu jaderných zbraní (kterou jinak odmítly všechny členské státy NATO). V Evropě je jedinou větší zemí, která tak učinila. Vídeň je jedním ze čtyř sídelních měst Organizace spojených národů (vedle New Yorku, Ženevy a Nairobi).

### Vztahy s ČR

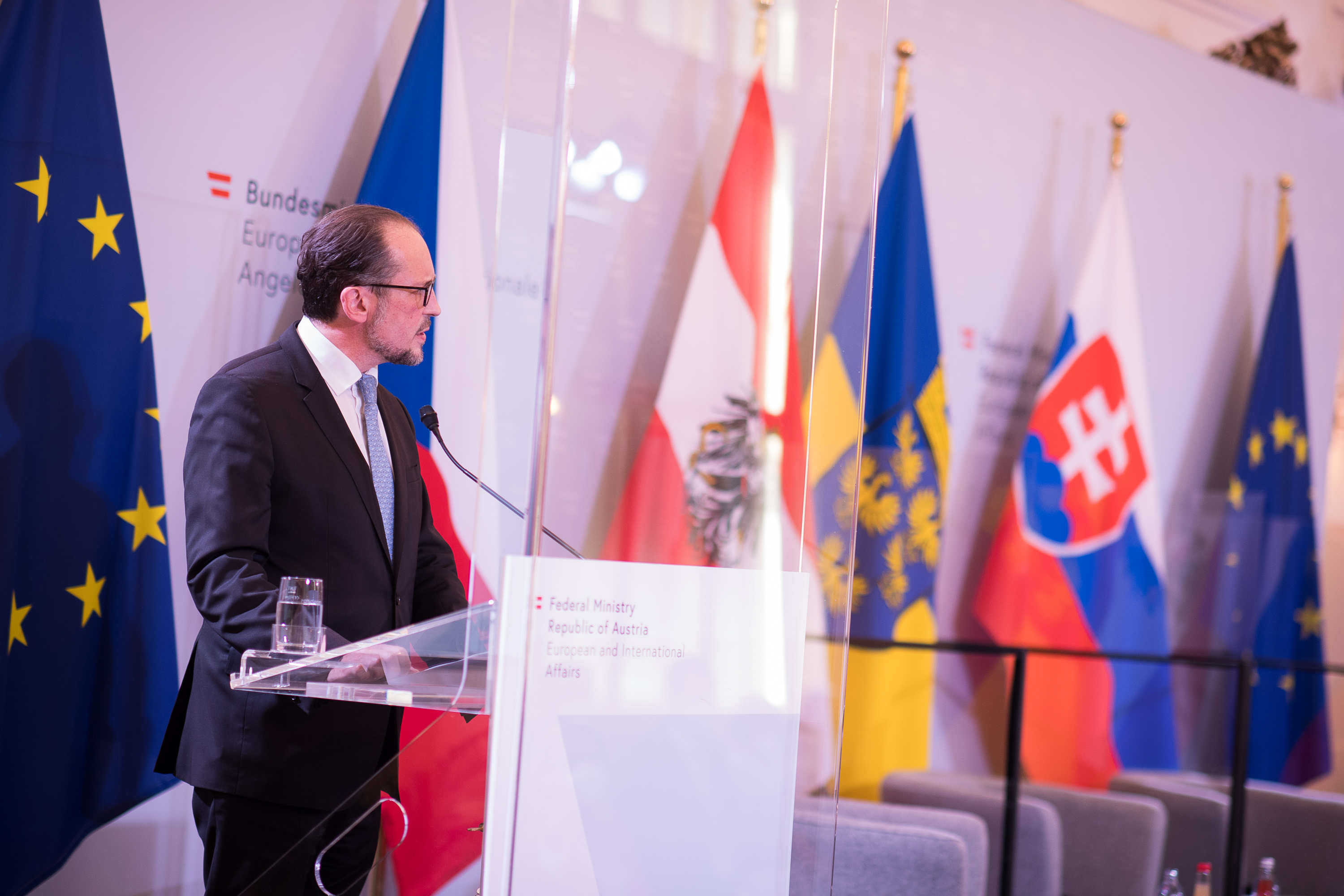
Rakouský ministr zahraničí Alexander Schallenberg na jednání Slavkovského formátu roku 2021

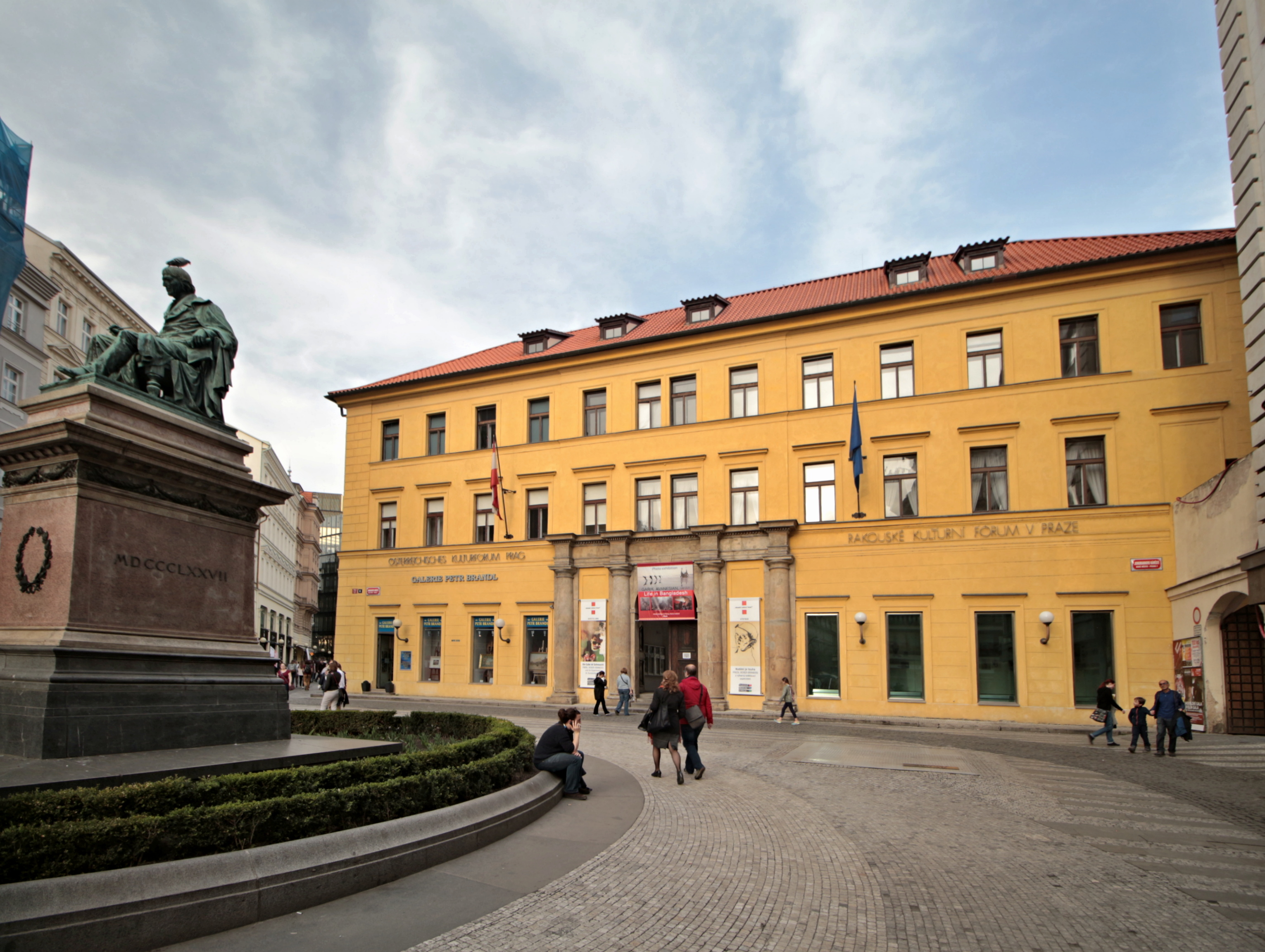
Rakouské kulturní fórum v Praze

V Česku má Rakousko velvyslanectví v Praze a konzuláty v Brně a v Českých Budějovicích. V Praze funguje též Rakouské kulturní fórum (v jedné z budov františkánského kláštera na Jungmannově náměstí). Otevřeno bylo v roce 1993.
Vztahy obou zemí jsou na oficiální úrovni velmi dobré, avšak doposud nijak úzké. Tématy, která čas od času vzbuzují emoce, jsou otázky spojené s odsunem Sudetských Němců po druhé světové válce a téma české jaderné energetiky, a to méně u hlavních představitelů obou zemí, jako spíše u veřejnosti.
Roku 2015 Česko, Rakousko a Slovensko vytvořily jednotku regionální spolupráce nazvanou Slavkovský formát. Zejména Svobodná strana Rakouska usiluje o připojení Rakouska k Visegrádské skupině, jejímiž členy jsou Polsko, Česko, Maďarsko a Slovensko, avšak prozatím se jí to nepodařilo prosadit.

## Ekonomika

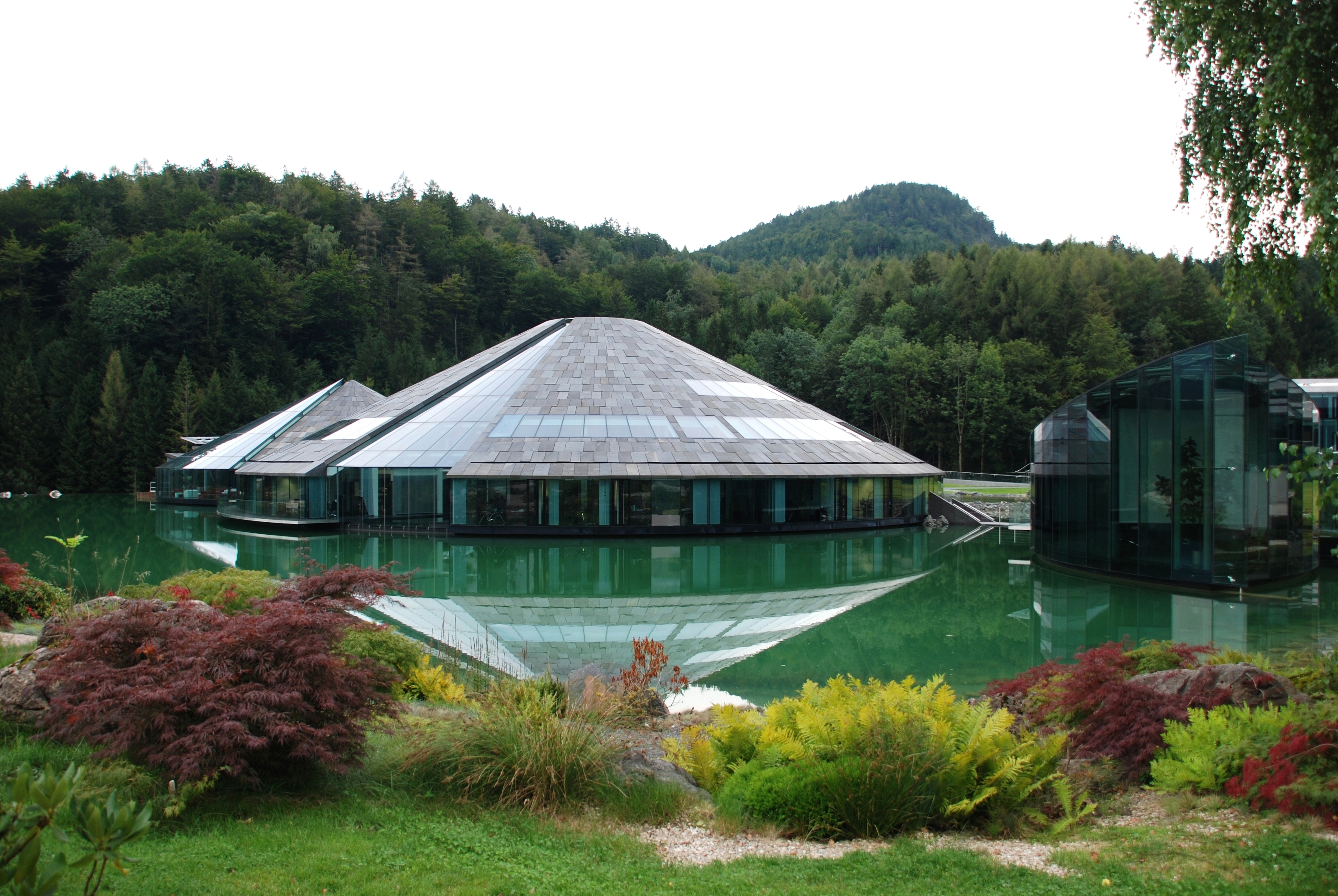
Sídlo společnosti Red Bull ve Fuschl am See snažící se zdůraznit soulad s přírodou

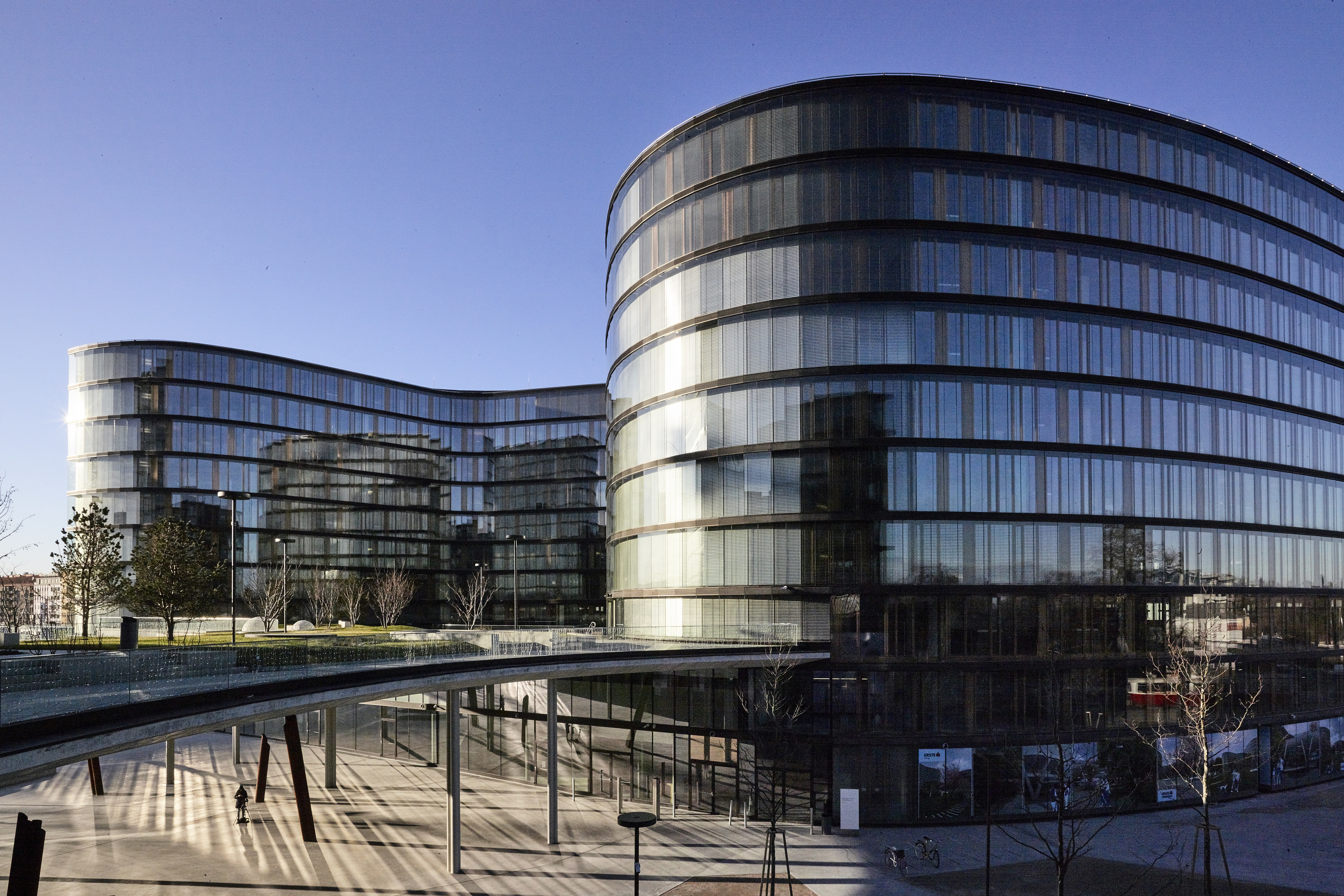
Sídlo Erste ve Vídni

Rakousko bylo v roce 2010 v hodnocení podle HDP na obyvatele 10. nejbohatším státem světa a 3. nejbohatším státem v EU – v tomto ukazateli dosahuje hodnoty 39 500 USD na obyvatele (dle MMF, 2010).
V roce 2001 bylo v Rakousku zaměstnáno 3 420 788 lidí na 396 288 pracovištích. Největší burza Rakouska je Vídeňská burza, jejíž největší index je ATX.

Stefan Zweig

K nejznámějším rakouským firmám patří Red Bull, výrobce stejnojmenného energetického nápoje. Zakladatel této firmy Dietrich Mateschitz byl nejbohatším Rakušanem díky tomu, že se mu v polovině 80. let podařilo vytvořit zcela novou větev trhu s nealkoholickými nápoji. Zejména výrobou terénních motocyklů proslula firma KTM.

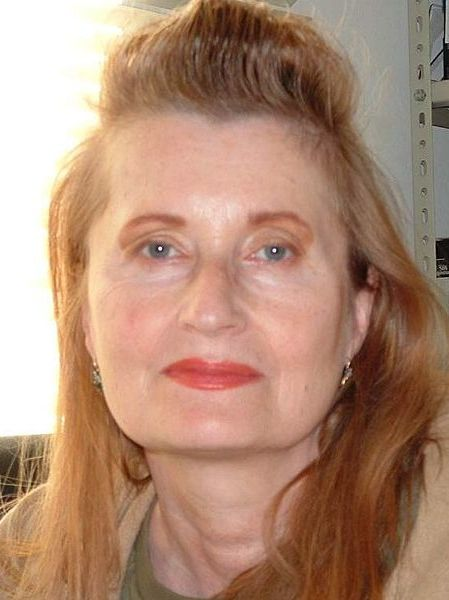
Elfriede Jelineková

Křišťálovým sklem pak společnost Swarovski. Zakladatel firmy Daniel Swarovski se narodil na území Česka, v Jiřetíně pod Bukovou. Mezinárodní význam má rovněž energeticko-petrochemická společnost OMV (dříve ÖMV). Velkou tradici má také výrobce pian a klávesových nástrojů Bösendorfer, nebo výrobce sportovních potřeb Fischer. Zejména ve střední a východní Evropě se uplatnily rakouské maloobchodní řetězce Billa nebo Julius Meinl. Milovníci modelové železnice znají dobře značky Roco a Kleinbahn.
Ve finančním podnikání a pojišťovnictví se prosadili Raiffeisen, Erste nebo Vienna Insurance Group. Celosvětově známé jsou také sušenky Manner společnosti Josef Manner & Comp AG. K nejúspěšnějším rakouským firmám v Česku patří Kapsch, který zde řadu let provozoval mýtný systém na dálnicích, a konglomerát Steyr-Daimler-Puch, který vyzbrojil Armádu České republiky obrněnci Pandur II.
Rakousko vytvořilo po druhé světové válce svou verzi sociálního státu. Přispěla k tomu i tradičně významná role odborů v rakouské společnosti. Do 80. let byla značná část podniků ve státních rukách, ale v této dekádě přišla vlna privatizací. Rakouská ekonomika byla v 50.–80. letech silně závislá na německé, k čemuž přispívalo i „obklíčení“ zeměmi východního bloku (Československo, Maďarsko, Jugoslávie). Pád východního bloku a vstup Rakouska do Evropské unie roku 1995 ekonomickou závislost na Německu snížily. Velkou roli v rakouském hospodářství hraje cestovní ruch, který se podílí na HDP až devíti procenty. Roku 2008 bylo Rakousko například celosvětově na devátém místě ve výši příjmů z turismu. Návštěvníkům nabízí nejen řadu historických památek, ale sází též na agroturistiku a Alpy jsou zázemím řady horských a lyžařských středisek.
Rakousko je světovou špičkou v ekologickém zemědělství, má největší podíl takto spravovaných ploch na světě.

### Energetika
Asi 60 % výroby energie zajišťují vodní elektrárny, 32 % tepelné elektrárny a zbytek jiné obnovitelné zdroje. Část elektřiny musí Rakousko dovážet, zejména z Německa a České republiky. Roku 1972 Rakousko začalo stavět svou první jadernou elektrárnu ve Zwentendorfu. Jejímu spuštění však zabránilo referendum z roku 1978, v němž se proti zprovoznění elektrárny postavilo 50,5 procenta hlasujících. Prakticky hotová elektrárna tak nikdy nebyla uvedena do provozu. Tím padl i vládní plán z roku 1976 na stavbu dalších tří jaderných elektráren, dokonce byl přijat zákon zakazující další výstavbu jakýchkoli jaderných zařízení.

### Doprava

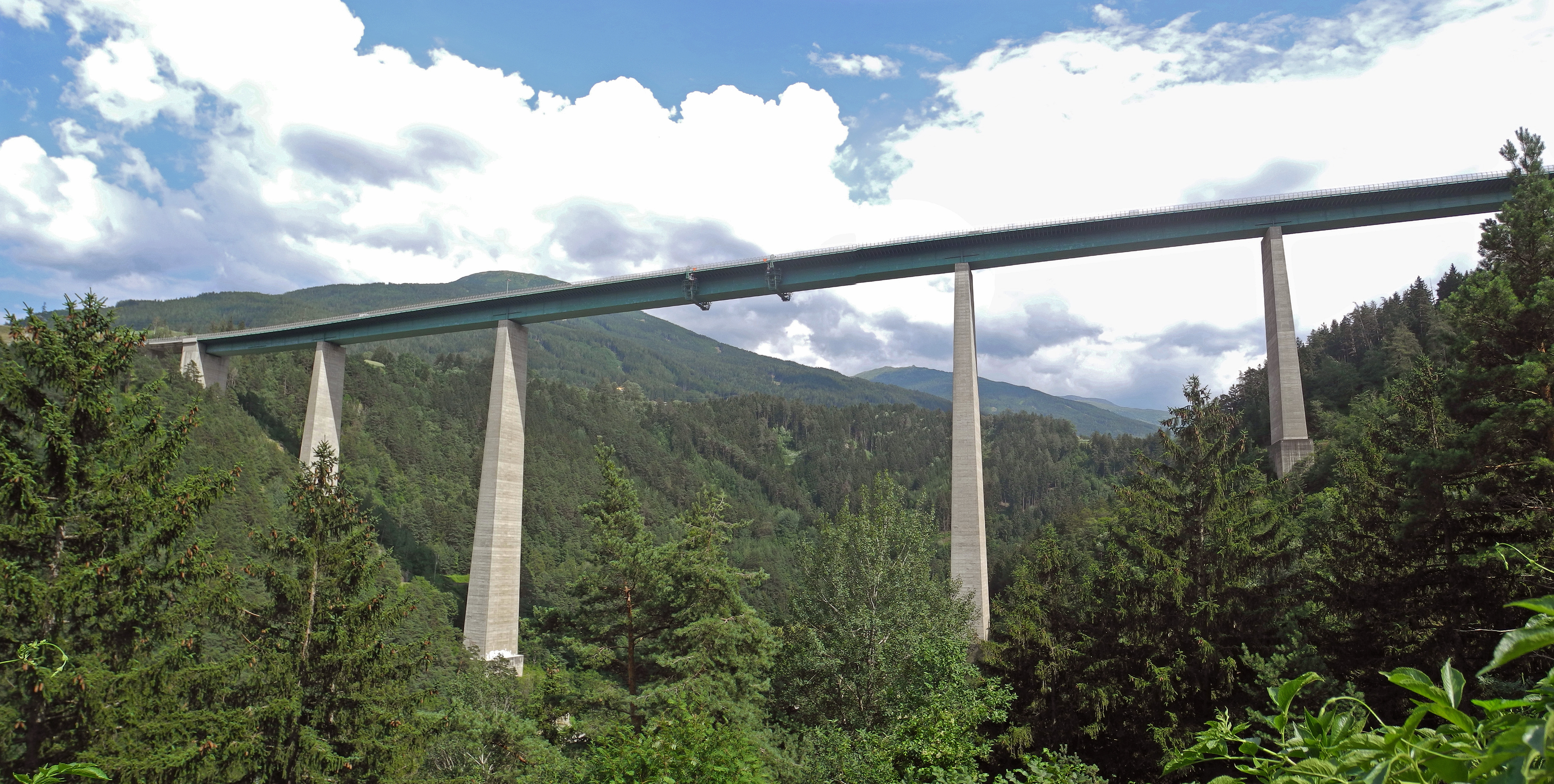
Most Evropy

Automobilová síť v zásadě probíhá ve východo-západních liniích podél Dunaje a v severojižní linii podél pohoří Alp. Skládá se z vedlejších silnic, dálnic a silnic s vyšší povolenou rychlostí. K proslulým dopravním stavbám patří Most Evropy (Europabrücke) na dálnici A13. S výškou 190 metrů byl v době svého dokončení v roce 1963 po dobu deseti let nejvyšším mostem v Evropě a jeho nejvyšší pilíř, s výškou 146,5 metrů, byl nejvyšším mostním pilířem na světě. Je také druhým nejdelším mostem v Rakousku. Nejdelším je vídeňský Reichsbrücke. Ještě delší (408 metrů) je Highline 179, lanový most v Reutte, který spojuje dvě hradní zříceniny, hrad Ehrenberg a pevnost Claudia, a který byl otevřen roku 2014. Ten je ovšem jen pro pěší.

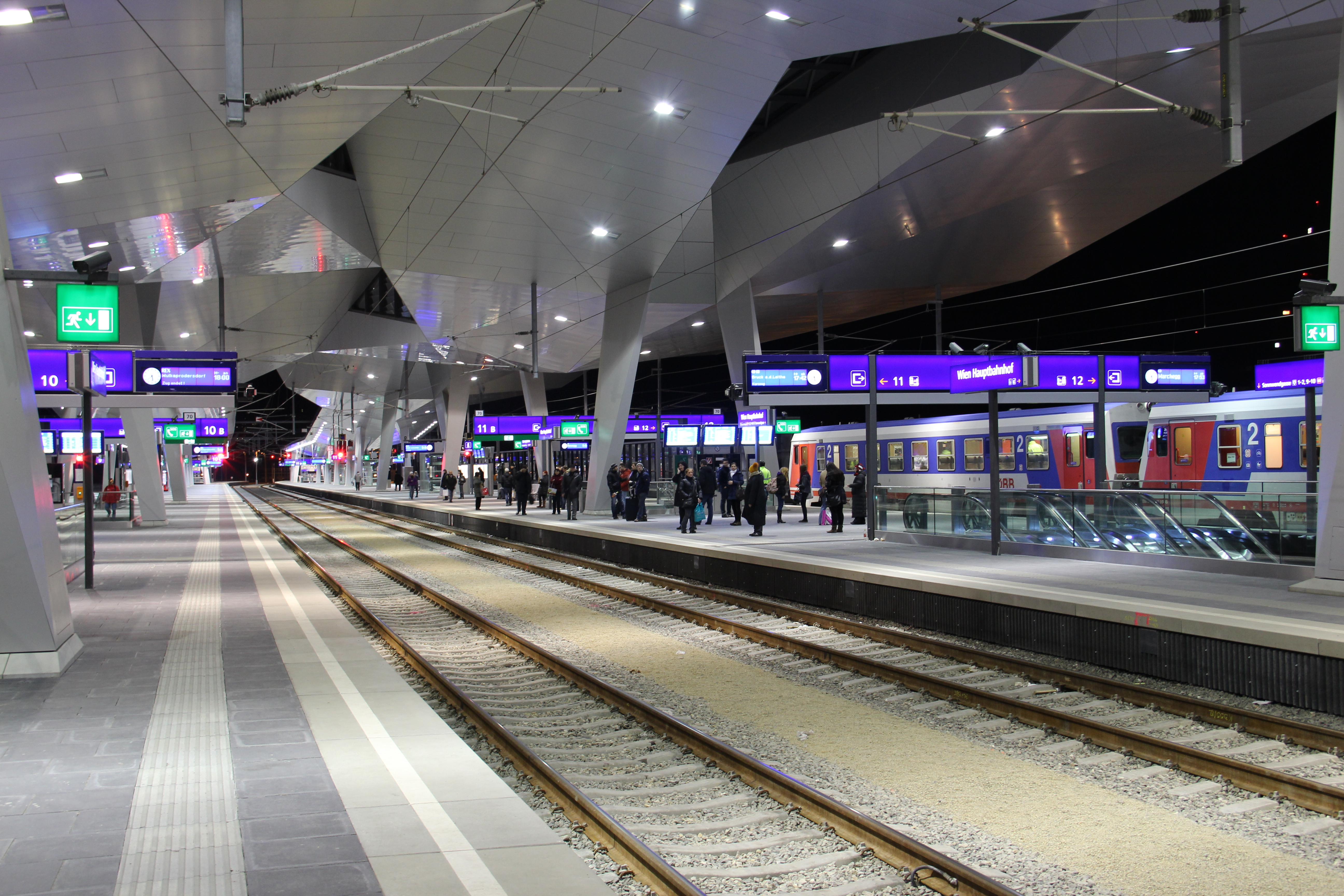
Wien Hauptbahnhof

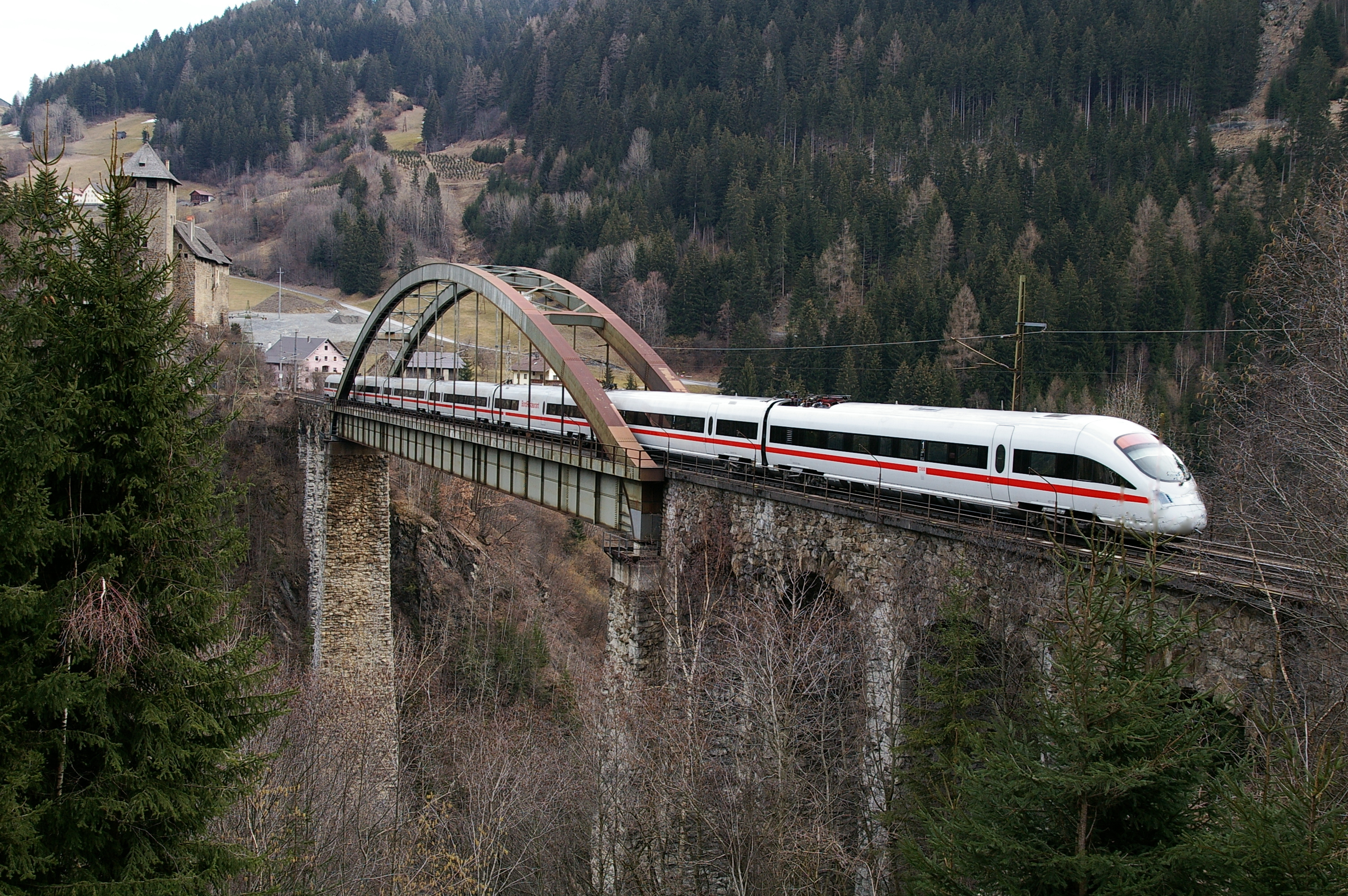
ÖBB EC 562 Österreichische Bundesbahnen

Železniční dopravu provozují z velké většiny státní železnice (Österreichische Bundesbahnen), pouze částí disponují soukromé společnosti. Nejfrekventovanější trať vede z Vídně ve směru na Linec, Salcburk a Mnichov/Innsbruck a od konce 20. století je upravována pro vysokorychlostní provoz. Centrálním vídeňským uzlem je nádraží Wien Hauptbahnhof, které bylo nově otevřeno v roce 2014, a jež disponuje unikátním architektonickým řešením.
Nádraží bylo postaveno v neobydlené oblasti a vyrostla kolem něj zcela nová čtvrť; celková investice do projektu činila 4 miliardy eur.
Ve Vídni je v provozu rozsáhlá síť S-Bahn.
Ta funguje i ve Štýrském Hradci, Salcburku a Innsbrucku. Běžný rozchod koleje železniční sítě je 1435 mm. Ve Vídni funguje i metro (U-bahn). Raritou je systém metra v malé tyrolské vesnici Serfaus.

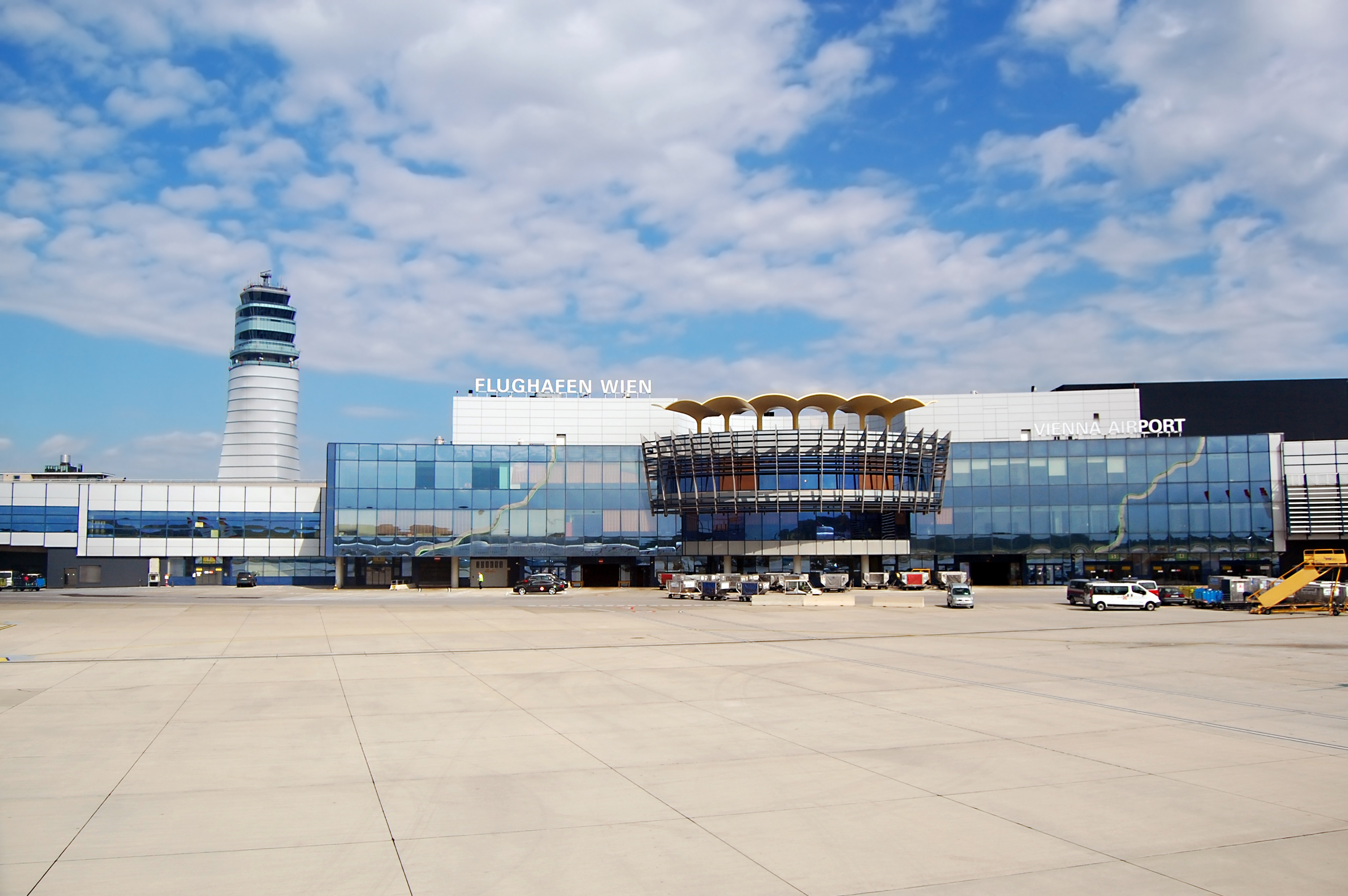
Letiště Vídeň

Rozvinutá je i letecká doprava. Národní letecký dopravce Austrian Airlines, dceřiná společnost německé korporace Lufthansa Group, létá do 55 států světa. Nejvytíženějším letištěm v Rakousku je Letiště Vídeň, otevřené roku 1954. Nachází se ve Schwechatu 18 km od centra Vídně. V roce 2018 odbavilo 27 milionů cestujících. Krom Austrian Airlines je hlavní základnou aerolinek EasyJet Europe, Eurowings a Laudamotion. Do pětky největších letišť patří i Letiště Salcburk, Letiště Štýrský Hradec, Letiště Innsbruck a Letiště Linec.

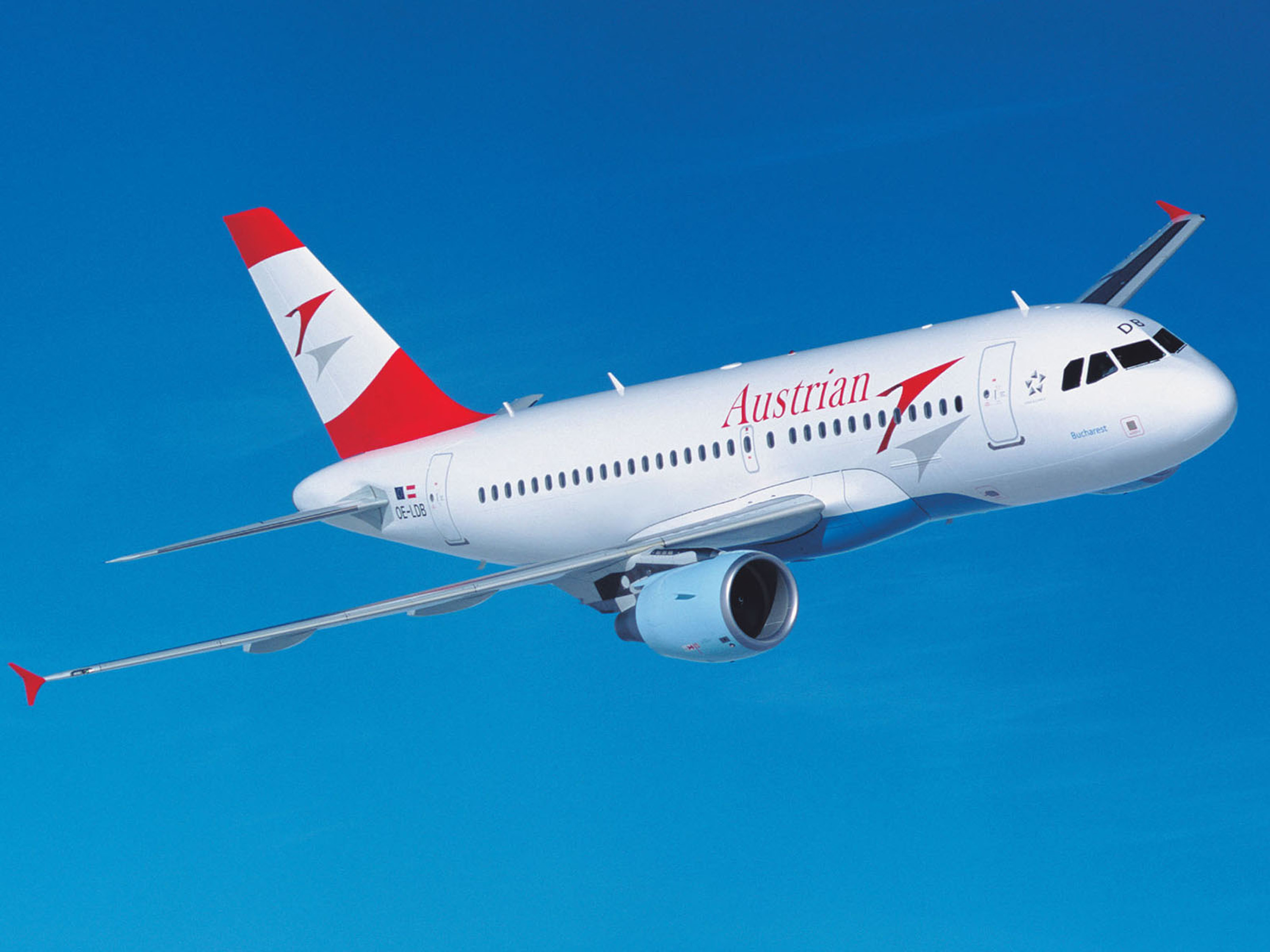
Airbus A319 Austrian Airlines

Lodní doprava je možná pouze po Dunaji, části jeho vedlejších přítoků a jezerech. Všechny rakouské přístavy jsou součástí průplavu Rýn–Mohan–Dunaj, který spojuje Severní moře s Černým mořem. Jeho poslední úsek byl zprovozněn roku 1992.

## Obyvatelstvo
K roku 2018 žilo v Rakousku 8,83 milionu obyvatel, z toho 1,8 v hlavním městě Vídni. Střední délka života Rakušanů je v současnosti (rok 2005) u žen 82,1 let a u mužů 76,4 let (v porovnání s rokem 1971: 75,7 ženy a 73,3 muži). Dětská úmrtnost je kolem 0,45 %.

### Vývoj

Vývoj počtu obyvatelstva 1960–2010 (v tis.)

První sčítání lidu, které odpovídá dnešním kritériím, se konalo v Rakousku-Uhersku v letech 1869 a 1870. Od počátku sčítání v oblasti dnešního Rakouska počet obyvatel každoročně stoupal až do posledního před začátkem 1. světové války, které se konalo roku 1913. Až do rozpadu Rakouska-Uherska byl silný nárůst obyvatelstva v oblasti dnešního Rakouska způsoben významnou měrou přísunem z ostatních korunních zemí Rakouska. Lidé se přesouvali do velkých měst, především do Vídně. Při prvním sčítání po konci války se počet obyvatel snížil o 347 000. Ale již roku 1920 se opět zvýšil o 35 000 osob a zvedal se dále kontinuálně až do roku 1935. Snížení přírůstku mezi lety 1934 a 1935 už pouze na 1000 osob následoval opětovný pokles (poprvé od 1. světové války), a to o 3000 osob. Počet obyvatel dále klesal až do roku 1939, kdy se konalo poslední sčítání před koncem 2. světové války. Byl zaznamenán pokles o 108 000 lidí v porovnání k dosavadnímu maximu z roku 1935. Když byl v roce 1946 zjišťován počet obyvatelstva, poprvé od konce války, na základě potravinových lístků, bylo spočteno cca 7 mil. obyvatel, čímž bylo vytvořeno nové maximum – i přes velké válečné ztráty.
Do roku 1953 opět spadly počty osob o přibližně 672 000 na 6 928 000. Nadále pak stoupaly díky vysoké porodnosti na nové maximum v roce 1974, kdy žilo v Rakousku 7 599 000 osob. Následujících 6 let pak obyvatelstvo nepatrně oslabovalo (s výjimkou roku 1976) na 7 549 000 osob v roce 1980. Na začátku 80. let se střídaly drobné přírůstky a úbytky, aby pak roku 1987 začal počet obyvatelstva opět znatelně sílit. Od 90. let má znatelný vliv imigrace přistěhovalců, ke konci roku 2004 žilo v Rakousku 8 175 000 obyvatel.
Mezi lety 1754 a 1857 bylo počítáno přítomné civilní obyvatelstvo, od 1869 do 1981 se zakládaly počty na výsledcích počtů s desetiletými mezerami, přičemž byly mezi počítáními zjišťovány změny a od 1869 do 1923 počítáno přítomné civilní obyvatelstvo a od 1934 do 1981 obyvatelstvo s trvalým pobytem. Mezi lety 1982 a 2001 se sice konalo sčítání obyvatelstva, ale bylo zpětně zjištěno z průměrných změn obyvatelstva. Od roku 2002 spočívá sčítání lidu na centrálním rejstříku přihlašovaných osob (Zentrales Melderegister), z kterého se mohou tyto informace zjišťovat, a počítání lidu čistě k účelu zaznamenání změny obyvatelstva tak už vlastně nebude potřeba.

### Jazyky
Němčina je úřední a mateřský jazyk přibližně 98 % rakouských občanů. Rakouská varianta standardní němčiny vykazuje určité odchylky od ostatních německy hovořících zemí. Ty jsou zachyceny v Rakouském slovníku, který je pak brán jako zdroj pravidel nadřazený Dudenovu slovníku. V Rakousku se vyskytují především dva základní dialekty hornoněmeckých jazyků:
- Alemanština (německy Alamannisch) – především Vorarlbersko a Tyrolský okres Reutte
- Bavorština (německy Bairisch) – ve všech ostatních spolkových zemích, tzn. sedm milionů Rakušanů mluví středním nebo jižním bavorským dialektem.

Vedle toho mluví také některé původní menšiny slovanskými a jinými jazyky, to jsou například burgenlandská chorvatština, slovinština a maďarština. Obyvatelé hovořící těmito jazyky mají také vliv na výuku a úřední styk v daném mateřském jazyce. Burgenlandská chorvatština a slovinština jsou dodatečné úřední jazyky v těch správních a soudních okresech Štýrska, Burgenlandska a Korutan, kde žije chorvatské nebo slovinské, respektive smíšené obyvatelstvo.
V obcích Oberpullendorf, Oberwart, Rotenturm a Unterwart je vedle němčiny úředním jazykem také maďarština. Kromě toho žije v Rakousku přibližně 35 000 Jenišů, ze kterých přibližně 3500 vede stále kočovný život. V 60. letech minulého století se usadili v Burgenlandsku, Mühlviertel, Waldviertel, na Hausrucku, v Totes Gebirge, v Seetálských a Fischbachských Alpách.

### Imigrace

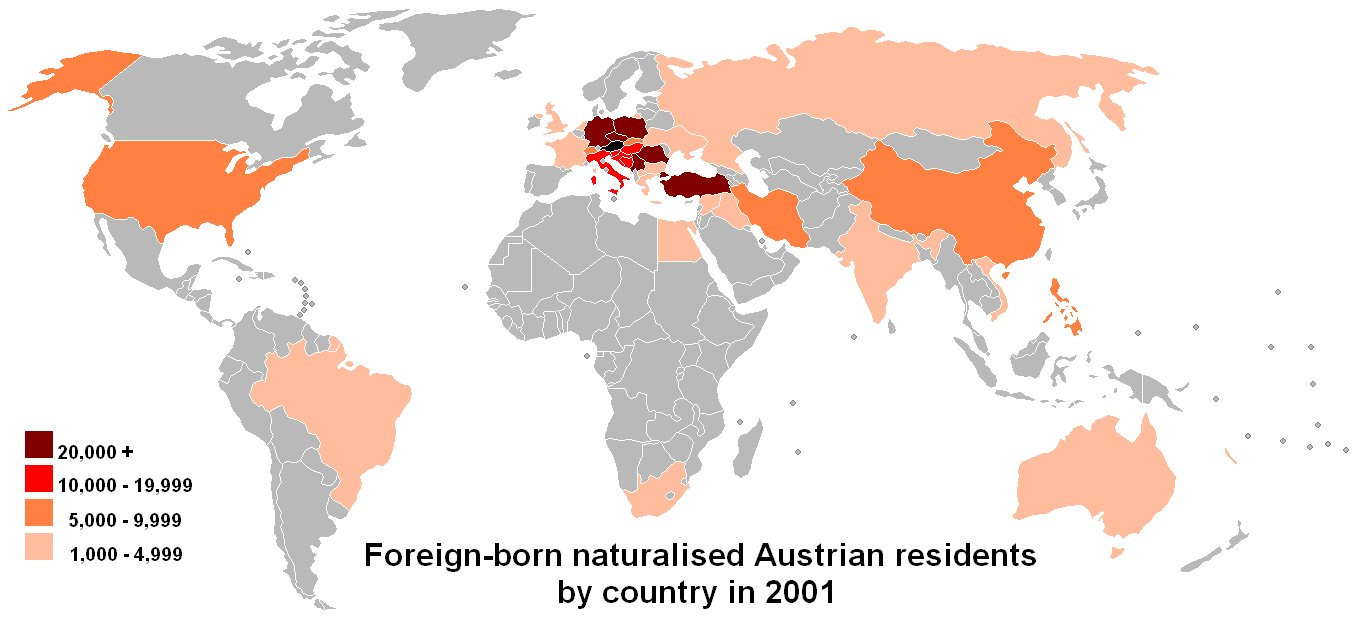
Místo narození v zahraničí narozených naturalizovaných obyvatel Rakouska.

V roce 1992 se Rakousko vydalo novou cestou v imigračním zákonodárství vydáním pobytového zákona, který se např. na rozdíl od Německa neřídí etnickými a nacionálními hledisky. Spíše určuje horní hranici celkové hrubé migrace podle vzoru USA a Kanady a při jejím stanovení bere v úvahu demografický a ekonomický vývoj přijímající země i počet osob s uznaným statusem uprchlíka. Po více než pětiletém pobytu se přistěhovalcům otevírá perspektiva trvalého pobytu.
V roce 2020 bylo 2 070 100 obyvatel Rakouska, téměř čtvrtina obyvatel, přistěhovaleckého původu; tento počet se od roku 2010 zvýšil přibližně o 35 procent. Rakousko už v 90. letech 20. století poskytlo dočasnou ochranu přibližně 90 tisícům uprchlíkům před válkou v Jugoslávii (zejména Bosňákům), z nichž dvě třetiny v zemi nakonec zůstaly trvale. Významnou roli v prudkém nárůstu počtu obyvatel zahraničního původu po roce 2010 hrála také migrační krize po roce 2015, kdy Rakousko poskytlo ochranu asi 118 tisícům uprchlíků.

### Náboženství

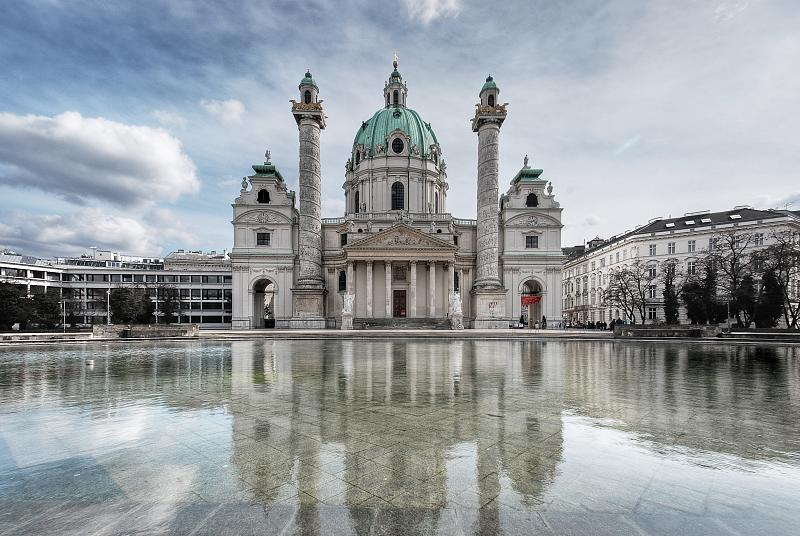
Kostel svatého Karla Boromejského

64,1 % obyvatelstva náleží k Římsko-katolické církvi a 3,8 % k jedné z evangelických církví, převážně k augsburskému, méně helvétskému vyznání (2011). Přibližně 180 000 křesťanů je členy ortodoxních církví.
K židovství se hlásí 8 140 lidí (stav k sčítání lidu v roce 2001); podle údajů vídeňské židovské obce je to dokonce 15 000. Více než 700 000 (8 %) obyvatel tvoří muslimové, jejichž počet se od roku 2001 zdvojnásobil.
K buddhismu, který byl v Rakousku uznán jako samostatná „církev“ v roce 1983, se hlásí něco přes 10 000 obyvatel. 20 000 lidí jsou aktivní členové Svědků Jehovových. Ti se snaží dosáhnout plnohodnotného právního uznání jako církev. Přibližně 12 % obyvatelstva se nehlásí k žádnému vyznání.

### Města

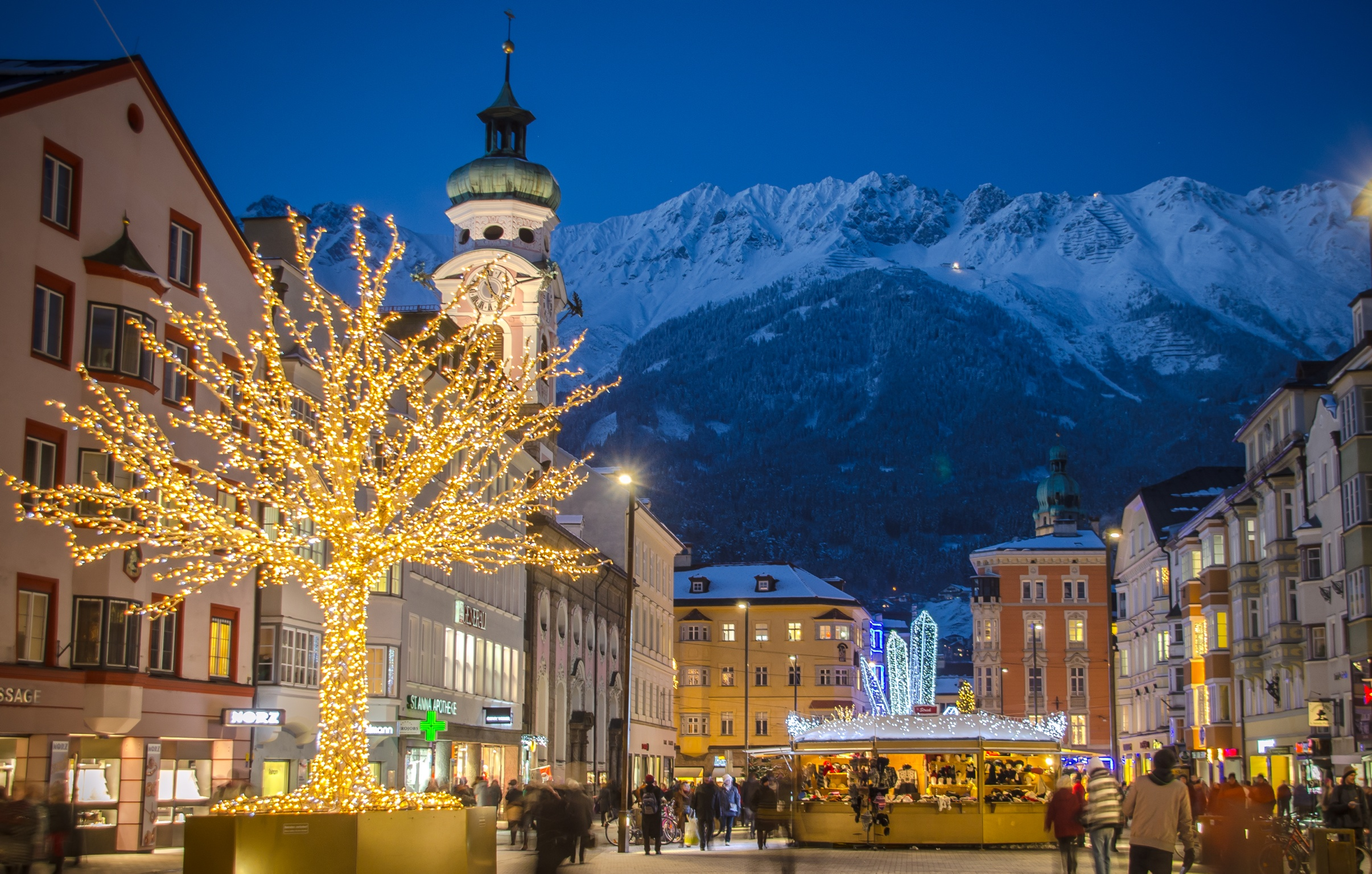
Innsbruck v Tyrolsku

Největší obydlená oblast Rakouska je s odstupem metropole Vídeň s počtem obyvatel 2,6 milionu (stav k roku 2018). Koncentruje v sobě celou čtvrtinu obyvatel země. Druhým největším městem je Štýrský Hradec (265 778 obyvatel), následuje Linec (191 501), Salcburk (145 871), Innsbruck (122 458) a Klagenfurt (105 256 lidí k roku 2025).
Všechna ostatní města mají méně než sto tisíc obyvatel. Celkem asi 200 rakouských obcí má status města. Velký problém, především v hospodářsky slabších oblastech, je odliv obyvatelstva z venkova do městských aglomerací.

### Svátky
Státní svátky v Rakousku upravuje § 7 Spolkového zákona o dnech pracovního klidu (vydán 1984). Celkově je v Rakousku 13 státních svátků (dnů pracovního volna):
| Datum        | Český název                      | Místní název        | Poznámky                                 |
| ------------ | -------------------------------- | ------------------- | ---------------------------------------- |
| 1. ledna     | Nový rok                         | Neujahr             |                                          |
| 6. ledna     | Tři králové                      | Heilige Drei Könige |                                          |
| proměnlivé   | Velký pátek                      | Karfreitag          | jen pro příslušníky evangelických církví |
| proměnlivé   | Velikonoční pondělí              | Ostermontag         |                                          |
| 1. května    | Svátek práce                     | Staatsfeiertag      |                                          |
| proměnlivé   | Svátek Nanebevstoupení Páně      | Christi Himmelfahrt |                                          |
| proměnlivé   | Svatodušní pondělí               | Pfingstmontag       |                                          |
| proměnlivé   | Slavnost Těla a Krve Páně        | Fronleichnam        |                                          |
| 15. srpna    | Nanebevzetí Panny Marie          | Mariä Himmelfahrt   |                                          |
| 26. října    | Státní svátek Rakouské republiky | Nationalfeiertag    |                                          |
| 1. listopadu | Slavnost Všech svatých           | Allerheiligen       |                                          |
| 8. prosince  | Neposkvrněné početí Panny Marie  | Mariä Empfängnis    |                                          |
| 24. prosince | Štědrý večer                     | Heiliger Abend      |                                          |
| 25. prosince | První svátek vánoční             | Christtag           |                                          |
| 26. prosince | Druhý svátek vánoční             | Stefanitag          |                                          |
| 31. prosince | Silvestr                         | Silvester           |                                          |

## Kultura

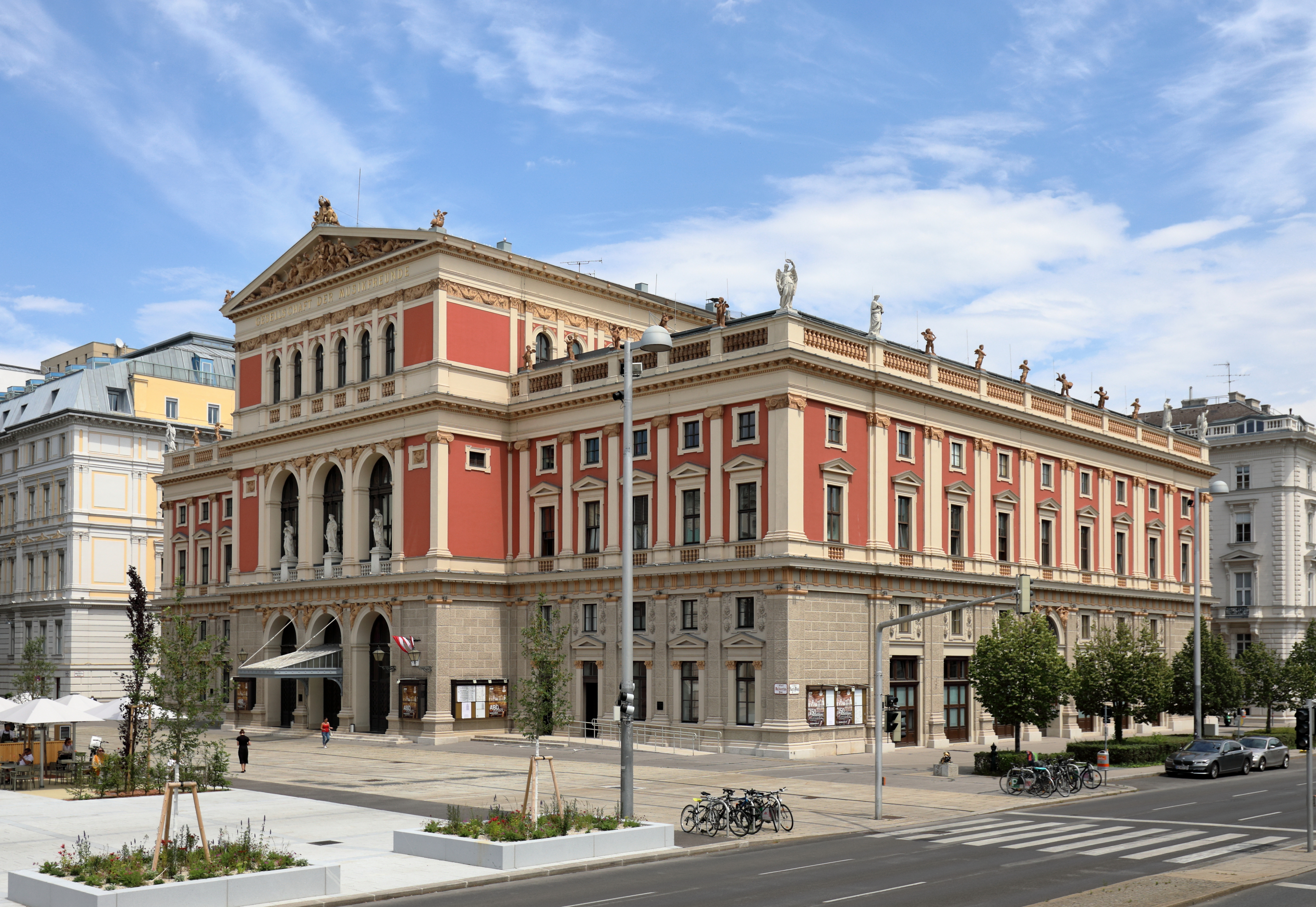
Vídeňská koncertní budova Musikverein

V každém architektonickém slohu vznikala významná stavební díla, z nichž je mnoho na dnešním seznamu světového dědictví UNESCO (historická centra Vídně, Salcburku a Štýrského Hradce, palác Schönbrunn, zámek Eggenberg, horská dráha Semmering, prehistorická kůlová obydlí v Alpách). V 18. a 19. století byla Vídeň směr udávající centrum evropského kulturního a především hudebního života, což nebylo pouze díky mnoha významným hudebníkům a hudebním skladatelům, kteří byli s touto zemí spjati, ale také díky mnoha operním i běžným divadlům a orchestrům, mnohostranně zaměřeným hudebním tradicím, jako například Novoroční koncert Vídeňských filharmoniků a mnoha festivalům (Salcburský festival, Bregenzské slavnosti, Slavnosti v Reichenau). Díky tomu má Rakousko vybudovánu dlouhou divadelní tradici a živou kabaretní scénu. Proslulá je vídeňská plesová sezóna, která každoročně vrcholí plesem ve vídeňské Opeře. V oblasti kulinářského umění jsou Rakušané známí svou kavárenskou kulturou. Také vinárny (heurigen) a rozličné krajové pokrmy nezapřou svou dlouhou tradici. Roku 2003 byl Štýrský Hradec evropským hlavním městem kultury. K rozšiřování rakouské kultury v zahraničí slouží Rakouské kulturní fórum.

### Hudba

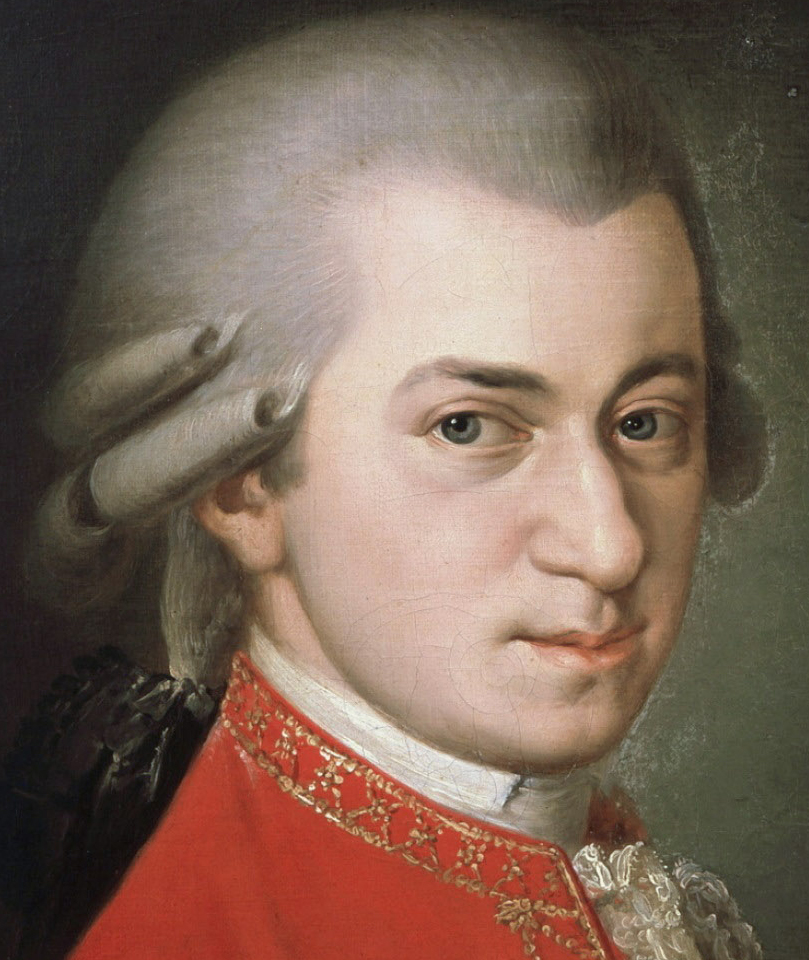
Wolfgang Amadeus Mozart

Až do dnešních dnů si v kulturním dění Rakouska udržela výsadní místo klasická hudba. Rakousko se může ohlížet zpět do historie na hudební velikány světového významu. Wolfgang Amadeus Mozart je možná nejslavnějším skladatelem všech časů. K nejznámějším skladatelům své doby patřili též Joseph Haydn, Franz Schubert a Anton Bruckner. Významnou kapitolu do dějin rakouské hudby napsali i Michael Haydn, Carl Ditters von Dittersdorf, Max Steiner, Alexander von Zemlinsky, Franz Xaver Süssmayr, Johann Joseph Fux či Johann Georg Albrechtsberger. Franz Xaver Gruber se proslavil písní Tichá noc, svatá noc, která zlidověla a stala se vánoční koledou. Johann Strauss starší zpopularizoval valčík, Johann Strauss mladší se stal „králem valčíku“. O něco méně slavný se stal jeho bratr Josef Strauss. Na rozhraní klasické a modernistické vážné hudby stál Gustav Mahler. Čistý modernismus pak reprezentovali Arnold Schönberg, Alban Berg a Anton von Webern.

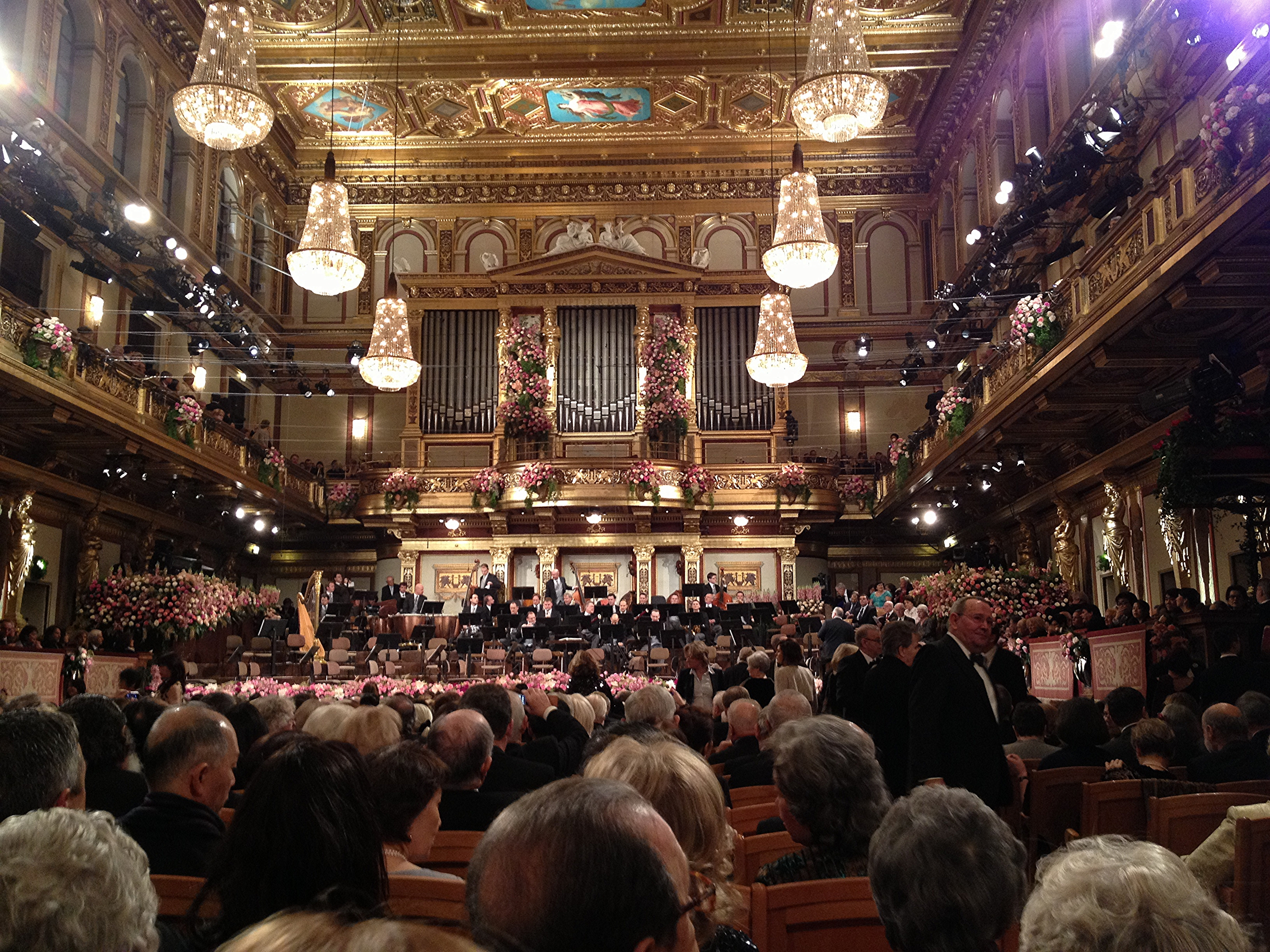
Novoroční koncert Vídeňských filharmoniků

Tuto tradici klasické hudby následovalo také mnoho známých dirigentů jako Erich Kleiber, jeho syn Carlos Kleiber, Herbert von Karajan, Karl Böhm, Nikolaus Harnoncourt, Felix Weingartner, Clemens Krauss nebo Franz Welser-Möst. Z interpretů se prosadili klavíristé Carl Czerny, Johann Nepomuk Hummel, Sigismund Thalberg, Paul Wittgenstein a Artur Schnabel či houslista Fritz Kreisler. Významnou představitelkou romantického baletu 19. století byla Fanny Elsslerová, expresionistického tance 20. století pak Hilde Holgerová.
Novoroční koncert Vídeňských filharmoniků je světově známý a koná se každoročně první lednové dopoledne ve vídeňském koncertním domě Wiener Musikverein. Koncert je přenášen televizí a zasahuje skoro miliardu lidí po celém světě. Hrané jsou především známé valčíky, polky a pochody, přičemž je vždy silně zastoupeno dílo rodu Straussů.

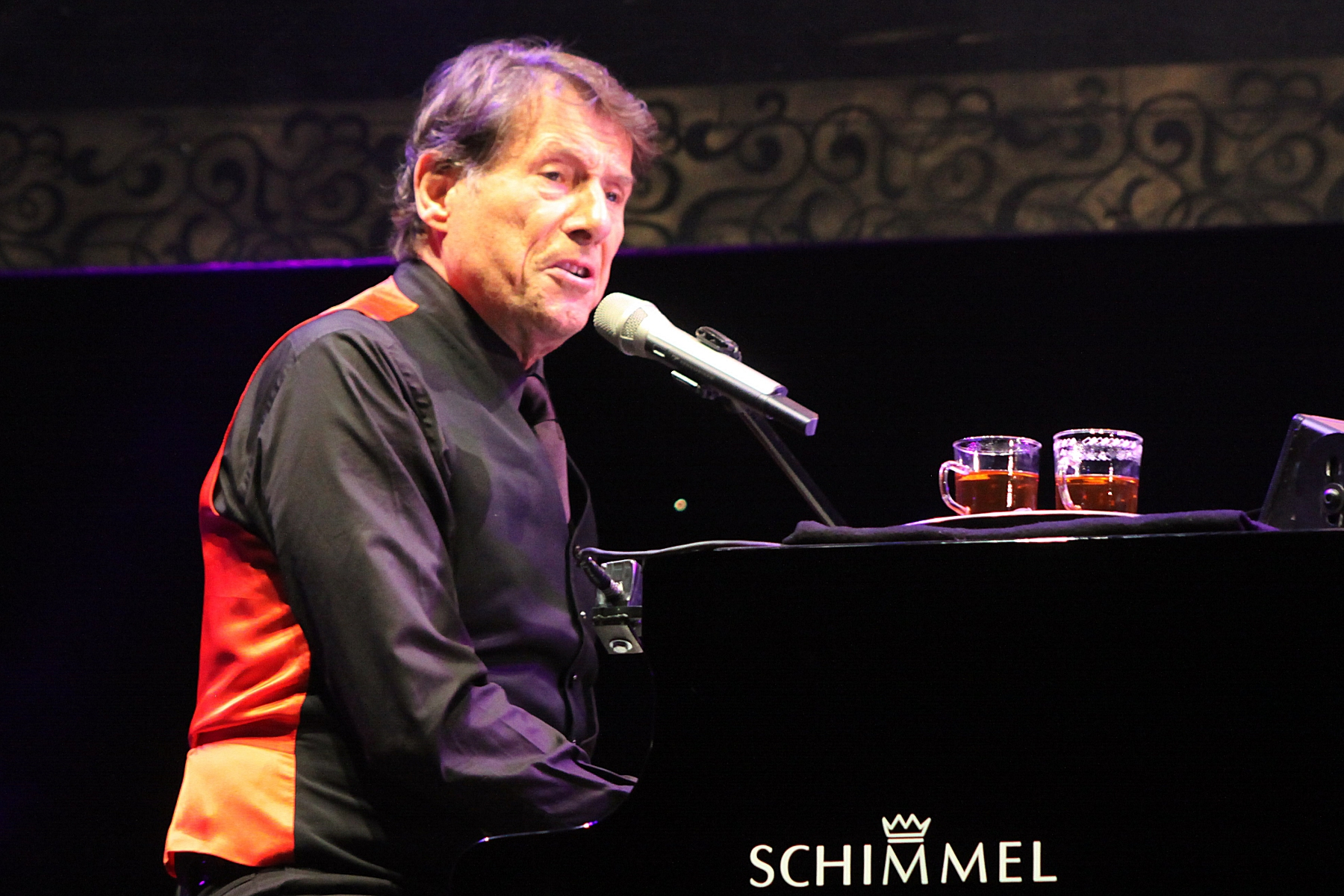
Udo Jürgens

V operetě jsou dobře známými jmény Franz von Suppé, Robert Stolz, Carl Zeller nebo Oscar Straus. V jazzu je to Ernst Křenek (jazzová opera Jonny spielt auf) nebo Joe Zawinul, průkopník syntezátoru v tomto druhu hudby. V populární hudbě se prosadili zejména Udo Jürgens, Falco (vlastním jménem Hans Hölzl), nebo skupina Opus, se svým mezinárodním hitem Life is life. V rocku je to blackmetalová skupina Summoning. Jako muzikálová zpěvačka se proslavila na Broadwayi Lotte Lenya, jako autor filmové hudby Erich Wolfgang Korngold. Známou melodií je i na citeru hraná titulní píseň k britskému filmu Třetí muž od Antona Karase. Představiteli elektronické hudby jsou Parov Stelar nebo DJ Ötzi. Nezanedbatelný význam má v Rakousku i lidová hudba a její kombinace s populární hudbou. Populárním zpěvákem těchto tzv. šlágrů byl Freddy Quinn, lyžař Hansi Hinterseer nebo Hubert von Goisern. K nejpopulárnějším zpěvákům pop-music současnosti v Rakousku patří Nadine Beiler nebo Christina Stürmer. Vítězstvím na Eurovision Song Contest se proslavila Conchita Wurst.

### Film

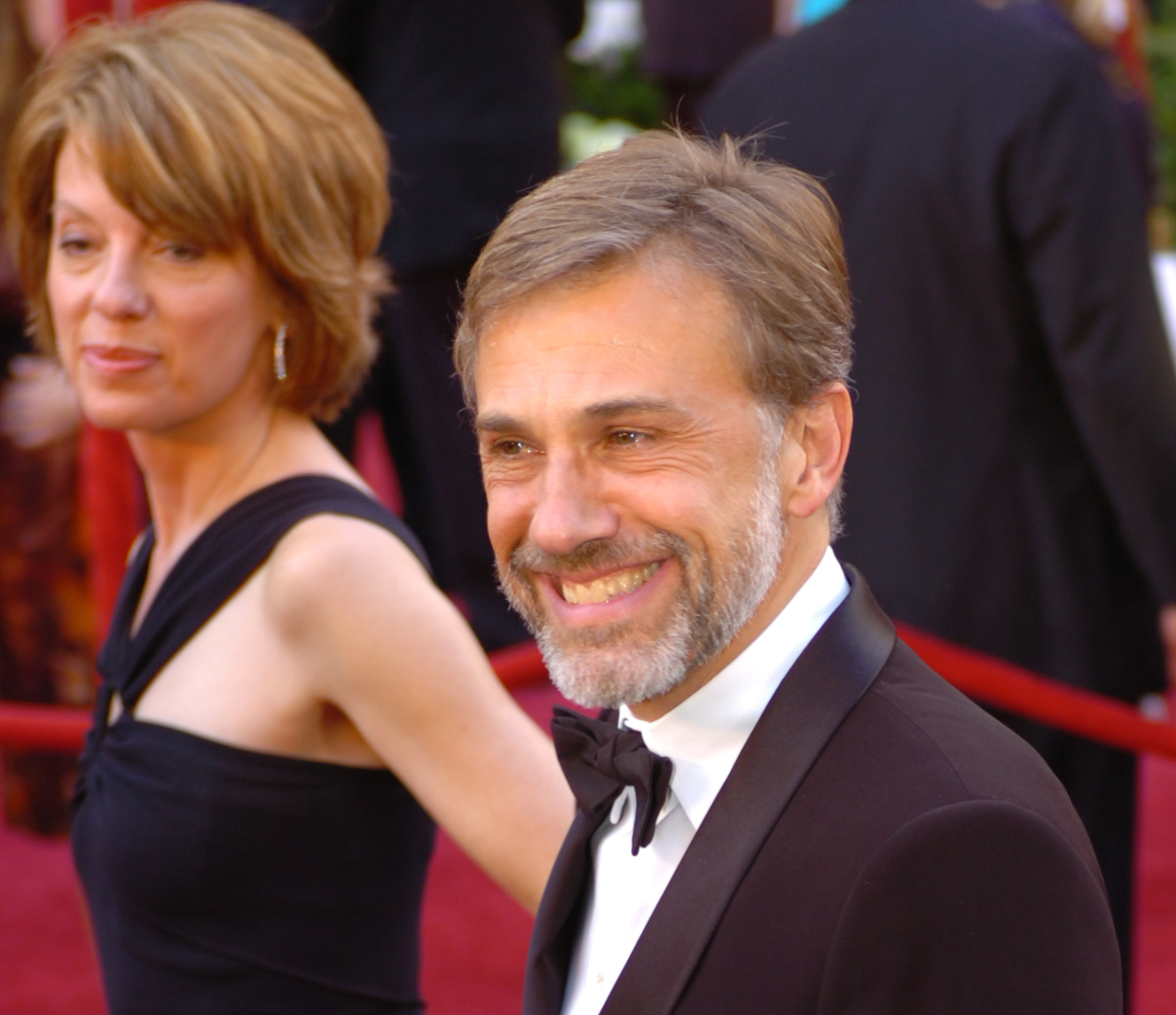
Herec Christoph Waltz

Na filmovém plátně se proslavili herci Curd Jürgens, držitelé Oscara Maximilian Schell (film Norimberský proces) a Joseph Schildkraut (The Life of Emile Zola), držitel dvou Oscarů Christoph Waltz (za výkony ve filmech Hanebný pancharti a Nespoutaný Django), držitel Zlatého glóbu Klaus Maria Brandauer, Romy Schneiderová, jež se proslavila v trilogii Sissi, Senta Bergerová, Oskar Werner, Helmut Berger, Maria Schellová, O. W. Fischer, nebo Martin Weinek, známý z televizního seriálu Komisař Rex, jež je jedním z mezinárodně nejúspěšnějších rakouských televizních produktů. Ještě v němé éře se prosadil Erich von Stroheim. Rakouského původu je také Arnold Schwarzenegger, hvězda hollywoodských akčních snímků. Již Hedy Lamarrová byla hollywoodskou hvězdou.
Mnozí rakouští předváleční režiséři odešli do Spojených států, kde se stali pilíři filmového průmyslu: Billy Wilder, Fritz Lang, Fred Zinnemann či Otto Preminger. V Evropě prožili svůj tvůrčí vrchol jejich kolegové Josef von Sternberg nebo Georg Wilhelm Pabst. Režisérskými hvězdami současné rakouské kinematografie jsou vítěz dvou Zlatých palem z Cannes Michael Haneke, Ulrich Seidl nebo Stefan Ruzowitzky, který získal roku 2007 Oscara za nejlepší cizojazyčný film (Ďáblova dílna), jakožto první Rakušan.
Slavným divadelním režisérem byl Max Reinhardt.

### Výtvarné umění

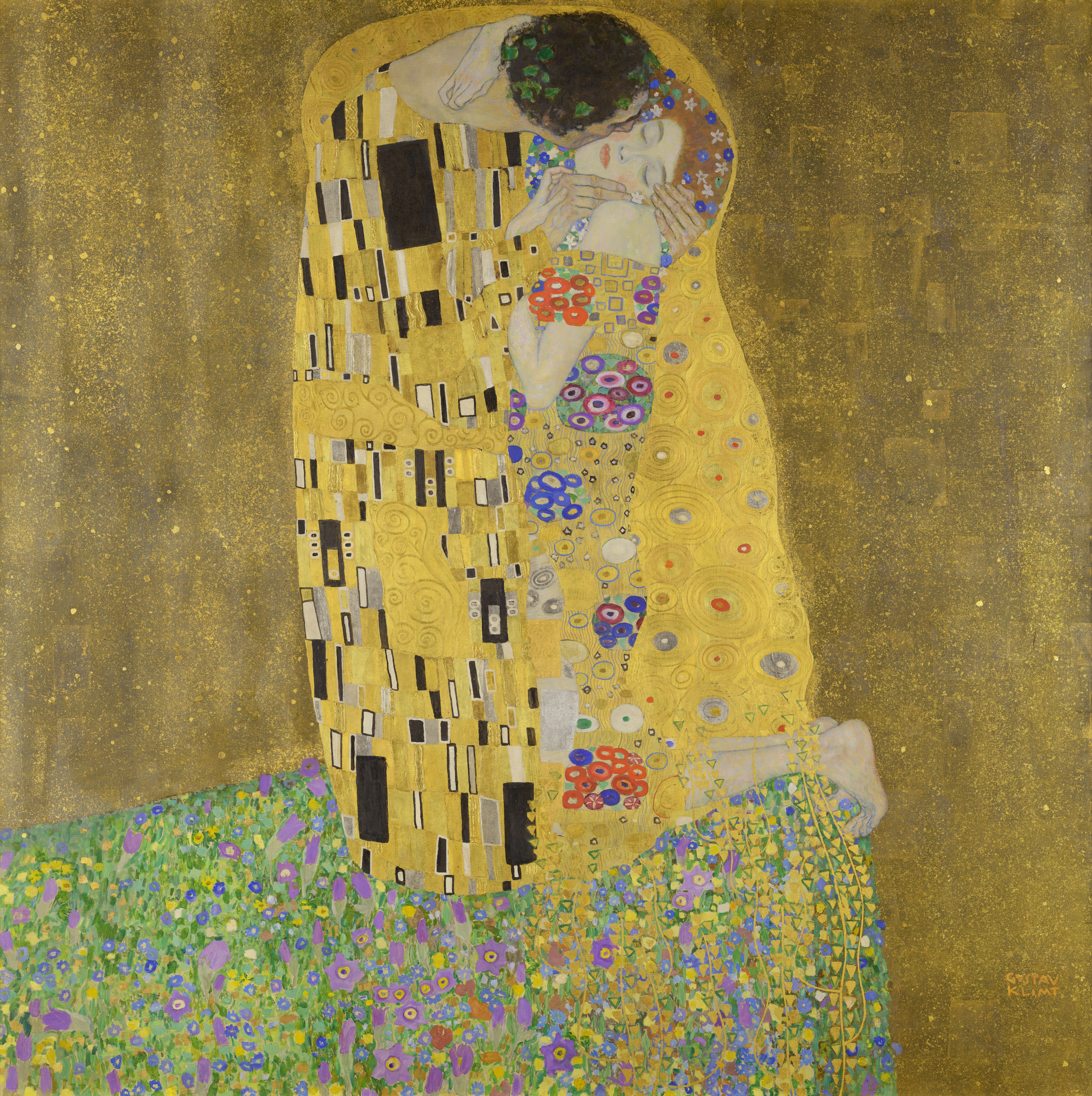
Polibek od Gustava Klimta

Vrcholným představitelem gotického malířství v Rakousku byl Michael Pacher. V první polovině 19. století rakouskou kulturu významně zasáhl směr zvaný biedermeier, v malířství ho reprezentovali zvláště Moritz von Schwind a Ferdinand Georg Waldmüller. V pozdějších fázích 19. století převládl akademismus, jenž došel naplnění zejména v díle Hanse Makarta. Zřejmě nejslavnější období rakouského malířství zažila Vídeň okolo roku 1900, kdy byla centrem secese. Tehdy zde působili malíři Gustav Klimt, Oskar Kokoschka a Egon Schiele. V designu secesi rozvíjel Koloman Moser. Na počátku 20. století přišla, jako i jinde v Evropě, vlna modernismu. V rakouském malířství ho představují například Alfred Kubin (expresionismus) či Raoul Hausmann (expresionismus a dadaismus). V padesátých letech 20. století se objevila výrazná Vídeňská škola fantastického realismu, označovaná za pozdně surrealistické hnutí. Reprezentoval ji např. Ernst Fuchs. V tomto okruhu tvořil také Friedensreich Hundertwasser. Dalším výrazným fenoménem je Vídeňský akcionismus (Wiener Aktionismus) 60. let (Günter Brus, Otto Muehl, Hermann Nitsch), pohybující se na pomezí malířství a divadla. V současnosti se prosazuje vizuální umělec Gottfried Helnwein, nebo umělecký fotograf Willy Puchner.

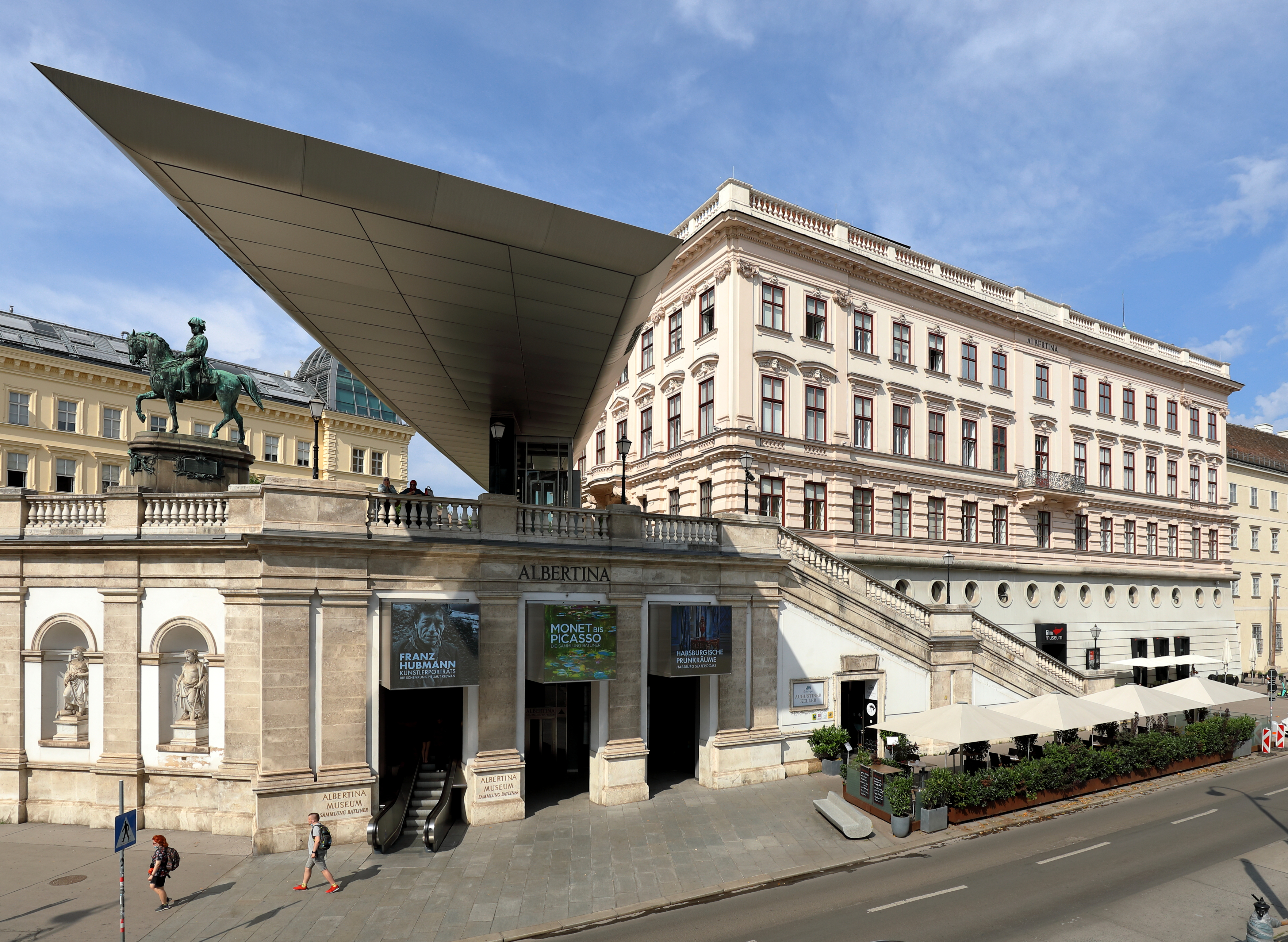
Albertina

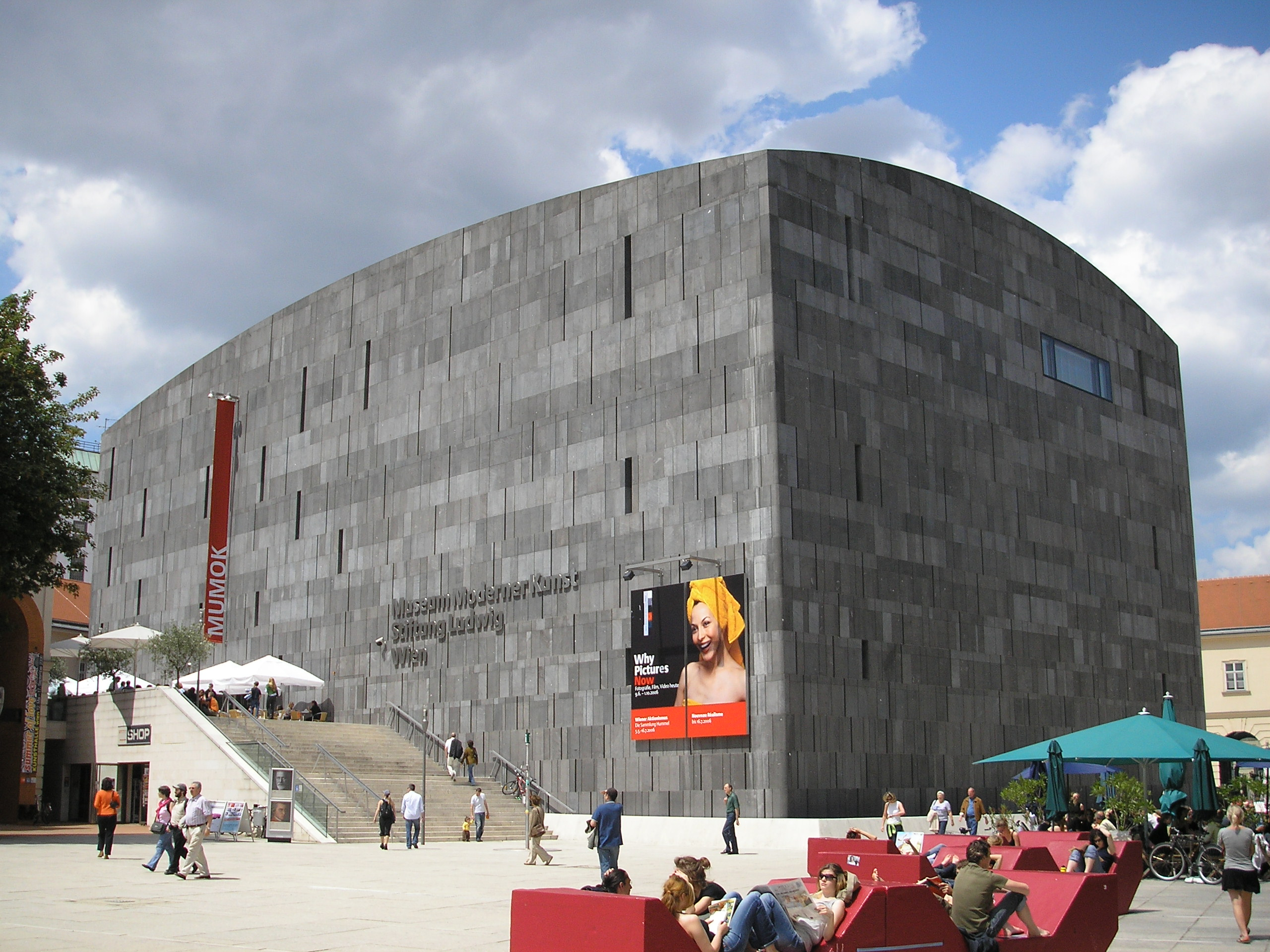
Mumok

Mezi významné rakouské sochaře patří mj. Niclas Gerhaert van Leyden, Franz Xaver Messerschmidt, Fritz Wotruba nebo Alfred Hrdlicka.
Nejvýznamnější výstavní prostory jsou koncentrovány ve Vídni, patří k nim Albertina, Belvedere, Muzeum Leopoldových, Mumok, Kunsthalle Wien nebo Uměleckohistorické muzeum. Řada z nich je soustředěna ve čtvrti MuseumsQuartier. Mimo hlavní město je to pak například Joanneum ve Štýrském Hradci.
Významnými architekty barokní éry byli Johann Bernhard Fischer a Johann Lucas von Hildebrandt. Vídeňskou architektonickou secesi reprezentovali Otto Wagner a Josef Hoffmann. Modernismu byl věrný Adolf Loos či Richard Neutra. Představitelem postmoderní architektury je Hans Hollein, první a prozatím jediný rakouský držitel Pritzkerovy ceny.

### Památky

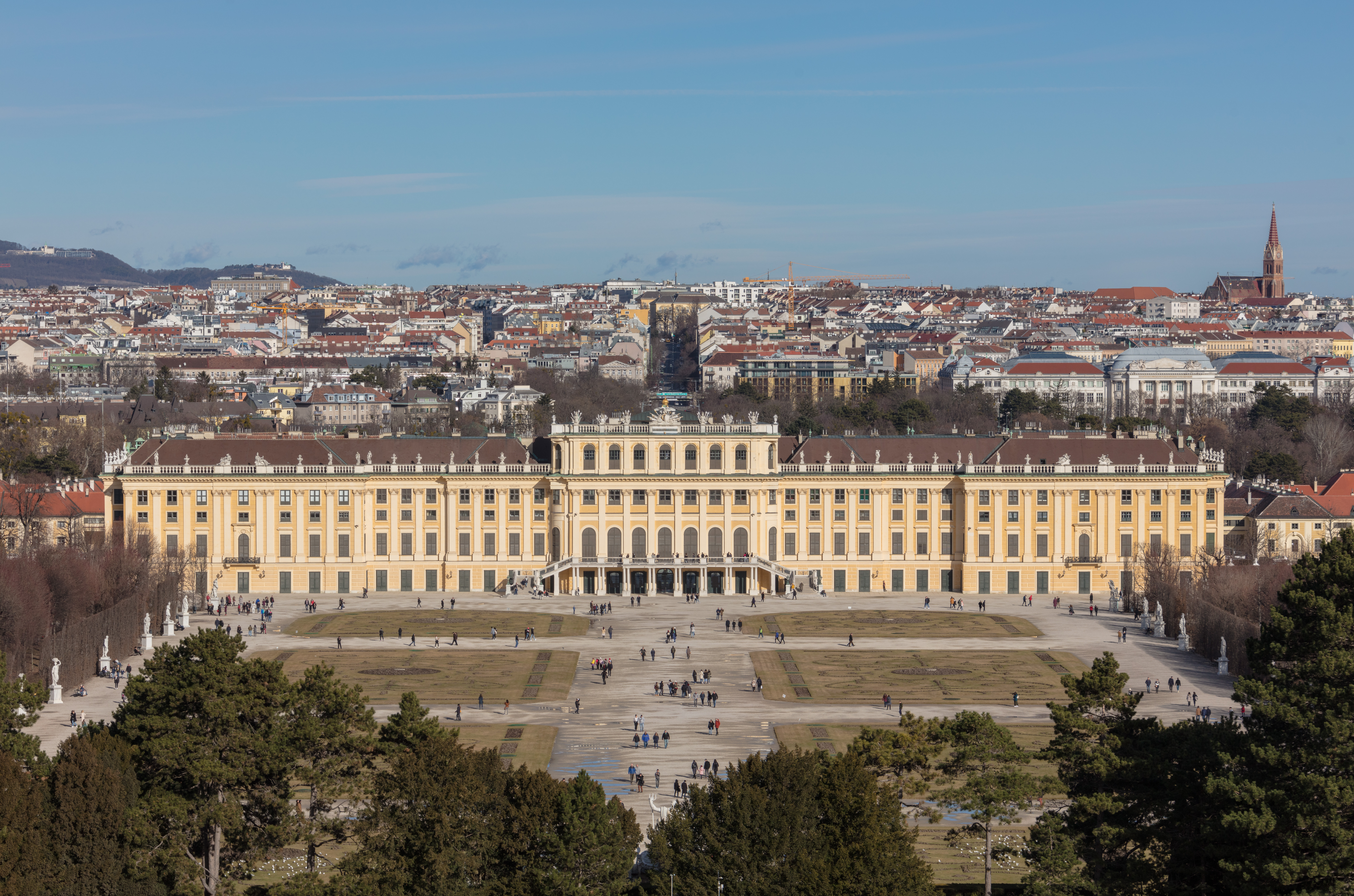
Palác Schönbrunn

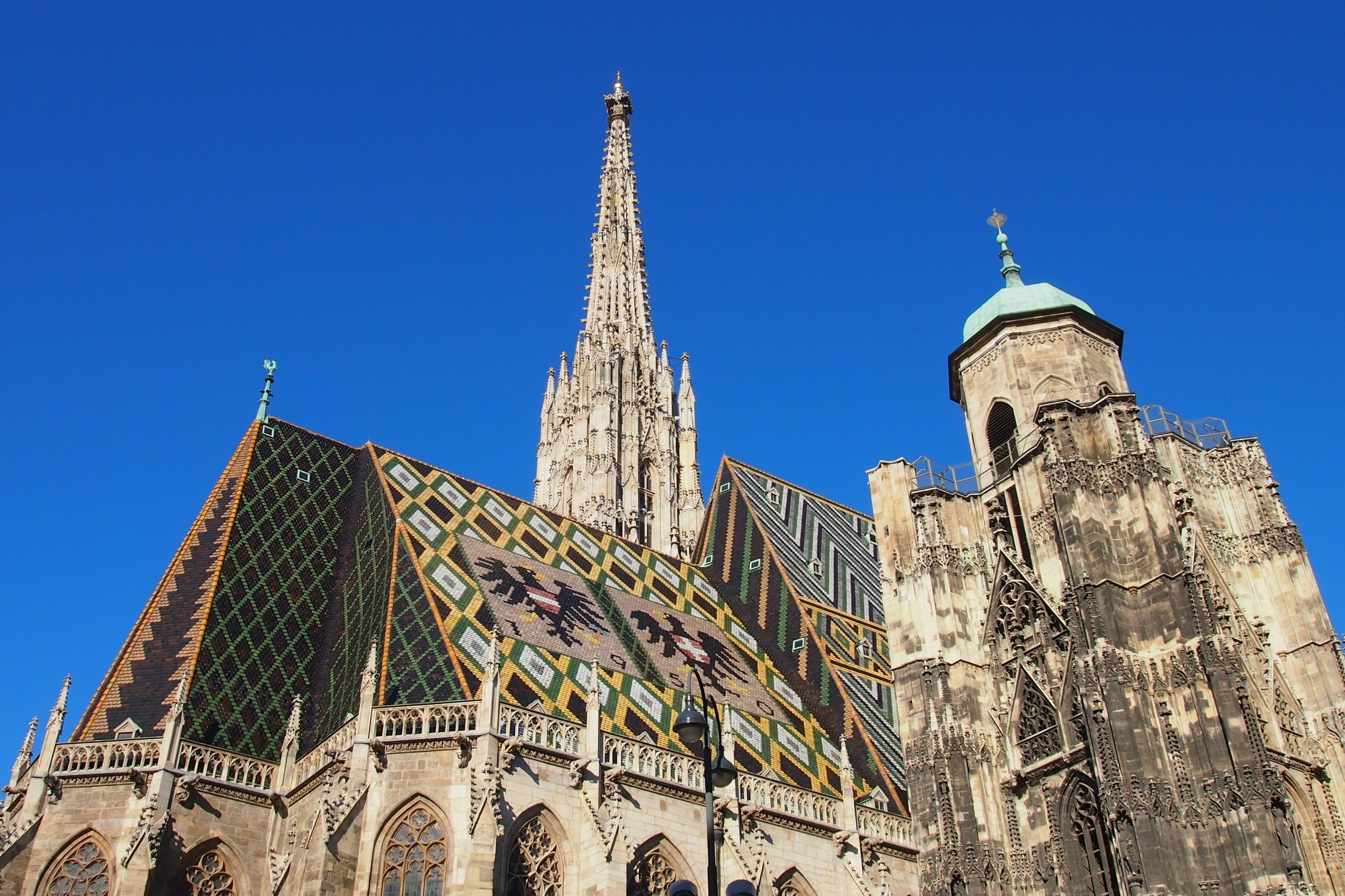
Katedrála svatého Štěpána

Rakousko má řadu historických památek. Ve Vídni patří k nejnavštěvovanějším palác Schönbrunn, který byl od druhé poloviny 18. století do roku 1918 letní rezidencí rakouských císařů, proslulou svými zahradami. Hofburg byl jejich hlavním sídlem, v jeho jižním křídle je dnes galerie Albertina s největší sbírkou grafik na světě, včetně mnoha děl Albrechta Dürera, v další části sídlí Rakouská národní knihovna (schraňuje i slavnou Peutingerovu mapu), v jiné rakouský prezident nebo proslulá Španělská jezdecká škola. Další vídeňskou pamětihodností je zámeček Belvedere z architektonické dílny Johanna Lucase von Hildebrandta, kde je dnes galerie, v níž lze spatřit mj. i nejslavnější obrazy Gustava Klimta a Egona Schieleho (další jsou k vidění v Muzeu Leopoldových). Velkým symbolem Vídně je též gotická Svatoštěpánská katedrála. A také barokní skvosty Kostel svatého Karla Boromejského (stejně jako Schönbrunn dílo Johanna Bernharda Fischera) a Peterskirche, na jehož fasádě se podílel Kilián Ignác Dientzenhofer, jehož rukopis je dobře znám i z pražských barokních staveb.

Vídeňská radnice

Velký význam pro identitu Rakušanů má Císařská hrobka na náměstí Neuer Markt, zvaná též kapucínská krypta, kde je pohřbena většina rakouských panovníků. Klenotem vídeňské secese je Kirche am Steinhof, kostel v areálu vídeňské psychiatrické nemocnice Steinhof, z dílny Otto Wagnera, nebo Pavilon Secese, jejž navrhl opavský rodák Joseph Maria Olbrich. Když byly v 19. století zbořeny městské hradby, vznikla na jejich místě třída Ringstraße, kde bylo postaveno dvanáct reprezentativních paláců v různých variantách historismu, včetně parlamentu, státní opery, přírodovědného muzea, uměleckohistorického muzea či novogotické Vídeňské radnice. Proslulým zábavním parkem je Prátr, který otevřel císař Josef II. již roku 1766.

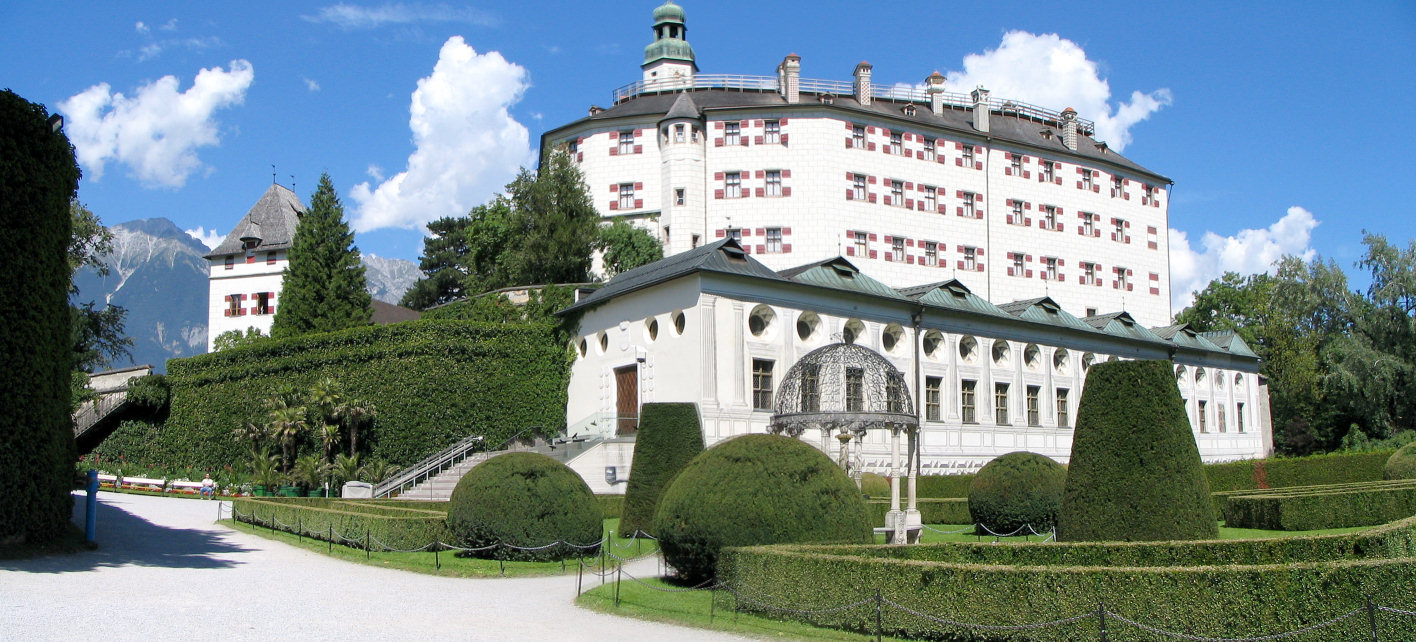
Zámek Ambras

Krom Vídně láká turisty zejména Salcburk, nejen jako rodiště Mozarta, ale i díky památkám jako jsou místní barokní Katedrála svatého Ruperta a Virgila, pevnost Hohensalzburg či zámek Mirabell. Nedaleko se nachází též středověký hrad Hohenwerfen. Ve Štýrském Hradci patří k nejnavštěvovanějším zámek Eggenberg a vrch Schloßberg s proslulou hodinovou věží. V Innsbrucku renesanční zámek Ambras, který nechal postavit Ferdinand II. Tyrolský. Mimo tato hlavní turistická centra patří k největším pamětihodnostem klášter Admont s největší klášterní knihovnou na světě, klášter Melk, kde je pohřbeno několik příslušníků knížecího rodu Babenberků, Mariazellská bazilika (nejvýznamnější poutní místo v Rakousku), hrad Liechtenstein známý díky divadelnímu festivalu, který se na něm každoročně koná, hrad Hochosterwitz nedaleko Klagenfurtu, nejstarší cisterciácký klášter na světě Heiligenkreuz a také koncentrační tábor Mauthausen.

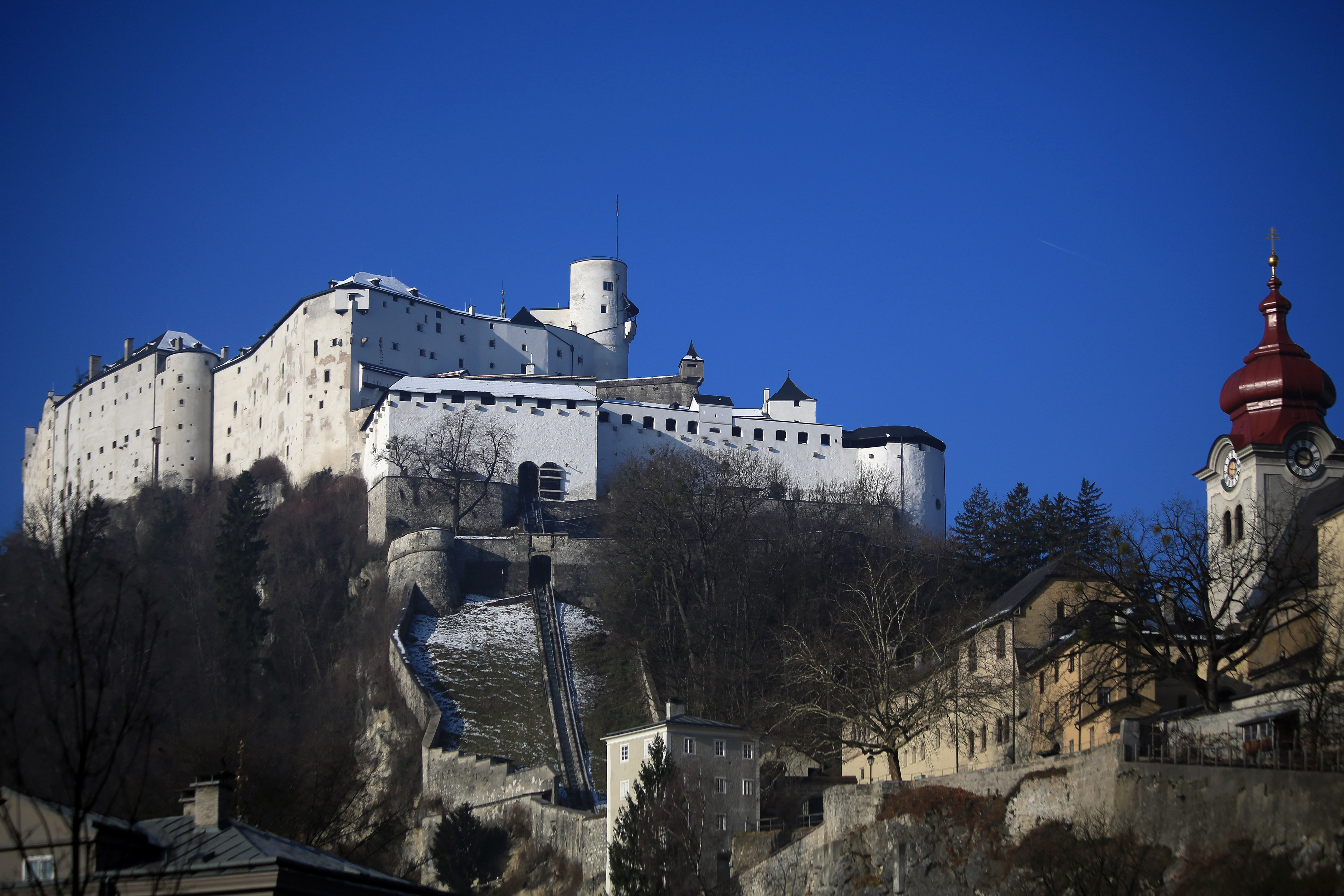
Pevnost Hohensalzburg

K diskutovaným modernistickým a postmodernistickým experimentům patří Kunsthaus ve Štýrském Hradci, vídeňský Haas-Haus z dílny Hanse Holleina nebo surrealistické provokace Friedensreicha Hundertwassera (zejm. Hundertwasserhaus ve Vídni). K nejvýznamnějším technickým památkám patří horská dráha Semmering, považovaná za první skutečnou horskou železnici na světě. Dostala se i na seznam světového dědictví UNESCO, stejně jako prehistorická kůlová obydlí v Alpách či celá historická centra Vídně, Salcburku a Štýrského Hradce.

### Věda

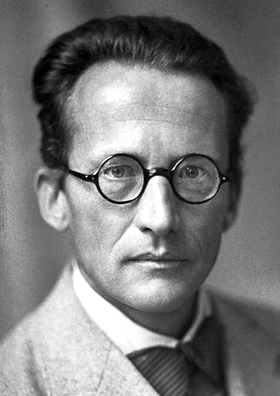
Erwin Schrödinger

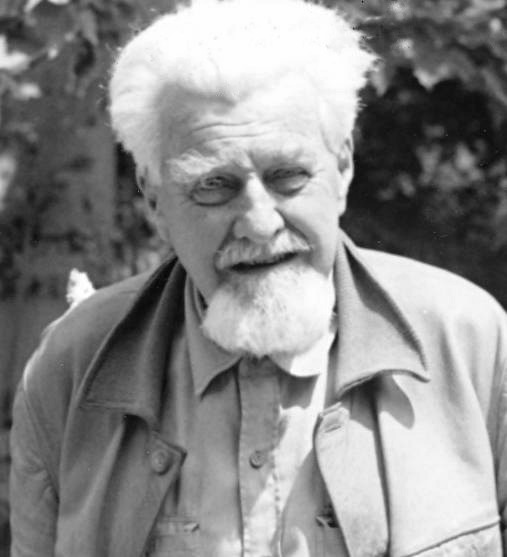
Konrad Lorenz

Rakousko bylo, především na začátku 20. století, jedním z vedoucích vědeckých center světa a přineslo mu geniální myslitele a výzkumníky jako zakladatele kvantové fyziky Wolfganga Pauliho a Erwina Schrödingera, otce zoopsychologie Konrada Lorenze, vynálezce Viktora Kaplana, průkopníka termodynamiky Ludwiga Boltzmanna, objevitele struktury benzolu Johanna Josefa Loschmidta, objevitele krevních skupin Karla Landsteinera, nebo „zachránce matek“ doktora Ignaze Semmelweise. K významným vědcům patřil též objevitel Dopplerova jevu Christian Doppler, badatelka v oblasti radioaktivity Lise Meitnerová, její synovec Otto Frisch, zakladatel etologie Karl von Frisch, molekulární biolog Max Perutz, fyzik Martin Karplus, neuropsychiatr Eric Kandel, teoretický fyzik Walter Kohn, biochemik Richard Kuhn, farmakolog Otto Loewi, fyziolog Robert Bárány, chemik Richard Adolf Zsigmondy, objevitel kosmického záření Victor Franz Hess, lékař Julius Wagner-Jauregg, tvůrce stupnice tvrdosti nerostů Friedrich Mohs, autor teze o prakontinentu Gondwana geolog Eduard Suess, zakladatel paleobiologie Othenio Abel, autor teorie fázového přechodu fyzik Paul Ehrenfest, zakladatel sexuologie Richard von Krafft-Ebing, pediatr Hans Asperger, matematik Emil Artin, biolog Giovanni Antonio Scopoli, významný lékař Theodor Billroth, fyzik Richard von Mises, astronom Georg Joachim Rhaeticus, středověký astronom Georg von Peuerbach, průkopník výzkumu stresu Hans Selye, botanik Nikolaus Joseph von Jacquin, teoretický fyzik Victor Frederick Weisskopf nebo vynálezce a zakladatel firmy Osram Carl Auer von Welsbach. Vídeňský rodák Robert Adler byl vynálezcem dálkového televizního ovladače. Hermann Bondi je autorem teorie ustáleného stavu vesmíru, nejznámější alternativy k teorii velkého třesku.

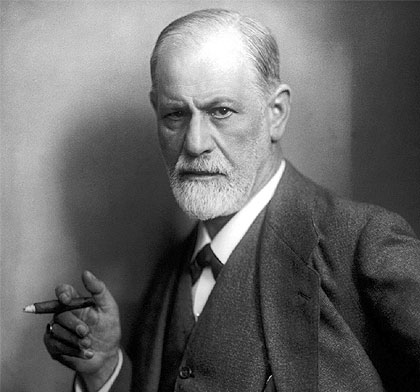
Sigmund Freud

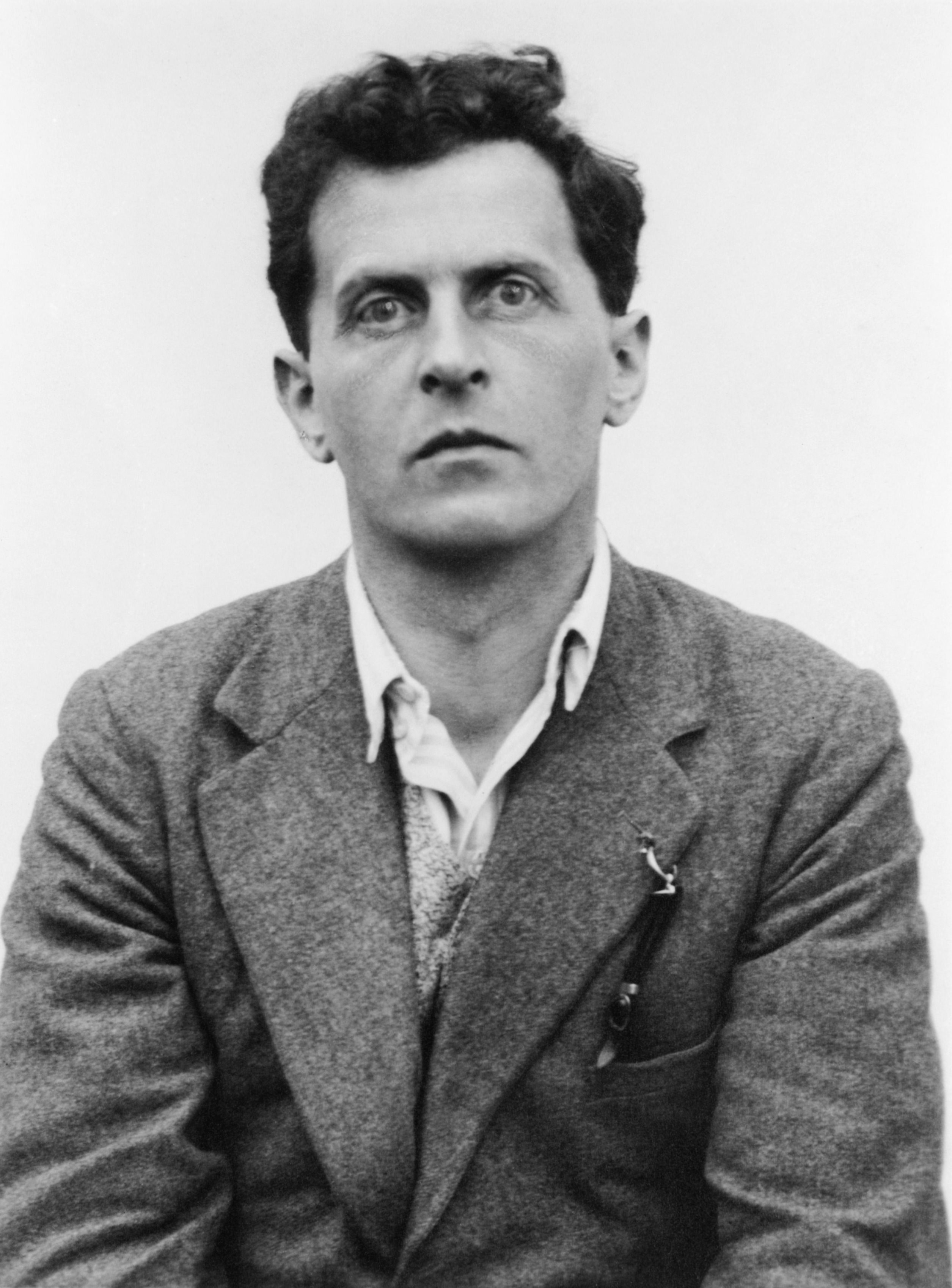
Ludwig Wittgenstein

Také v humanitních a sociálních vědách se Rakousko ve své hvězdné hodině na přelomu 19. a 20. století stalo epicentrem Evropy. Lingvista a filozof Ludwig Wittgenstein způsobil myšlenkovou revoluci v přístupu k jazyku a ke světu skrze jazyk. Sigmund Freud založil první psychoterapii – psychoanalýzu – a změnil způsob, jakým na sebe moderní člověk nazírá. Do učebnic psychologie vzápětí vstoupili i Alfred Adler, Wilhelm Reich, Melanie Kleinová, Anna Freudová, Otto Rank, o něco později Viktor Frankl. Oborem, kterému se v Rakousku obzvláště dařilo, byla rovněž ekonomie. Celá jedna škola je dnes v ekonomii nazývána „rakouská“ (Carl Menger, Friedrich August von Hayek, Ludwig von Mises, Friedrich von Wieser). Ovšem celosvětovou proslulost získali i autoři mimo tuto tradici: Ekonom Karl Polanyi, autor slavného díla Velká transformace a zakladatel antropologické ekonomie či zakladatel moderního managementu Peter Drucker. Nejvýznamnějším rakouským sociologem byl Alfred Schütz, jazykovědcem Karl Bühler. Paul Felix Lazarsfeld založil kvantitativní výzkum médií. Prosadili se i muzikolog Ludwig von Köchel či religionista Volker Zotz. Ve filozofii se hovoří o tzv. Vídeňském kroužku. Přináležel k němu, do jisté míry, i Karl Popper. Z filozofů byl členem kupříkladu Otto Neurath. K existencialismu je řazeno dílo Martina Bubera. Významným představitelem postmoderní filozofie byl Paul Karl Feyerabend. Marxismus rozvíjeli Otto Bauer či Rudolf Hilferding. Velkou roli ve vývoji středoevropské filozofie, především jako pedagog, sehrál Franz Brentano. Kritikou techniky a západní civilizace proslul Ivan Illich. Představitelem hnutí new age se stal Fritjof Capra. Filozofem Nové levice byl André Gorz. Světovým bestsellerem Příběh umění proslul kunsthistorik Ernst Gombrich.

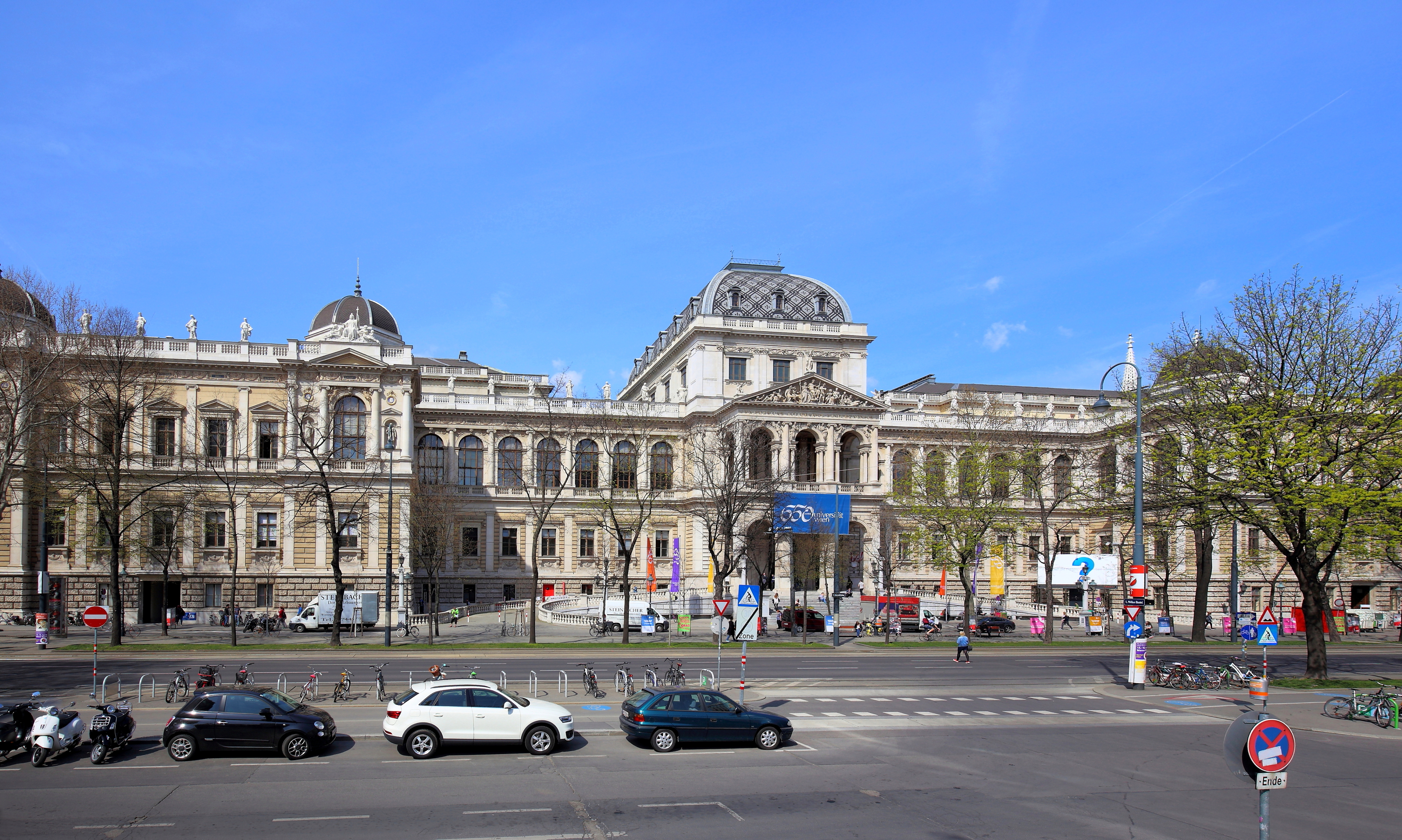
Vídeňská univerzita

Podle QS World University Ranking 2019 je nejkvalitnější rakouskou vysokou školou Vídeňská univerzita, celosvětově se umísťující na 154. místě. Technická univerzita Vídeň je na 192. místě. Vídeňská univerzita byla založena roku 1365, a je tak nejstarší univerzitou v německy mluvících zemích. Založil ji Rudolf IV. Habsburský podle vzoru pařížské Sorbonny. Hlavní sídlo se nachází na proslulé Ringstrasse. Působily a studovaly zde slavné osobnosti různorodého zaměření: Karl Landsteiner, Erwin Schrödinger, Theodor Adorno, Sigmund Freud, Rudolf Carnap, Friedrich Hayek, Konrad Lorenz, Elias Canetti, Elfriede Jelineková, Edmund Husserl, Gustav Mahler, Gregor Mendel, Karl Popper, Stefan Zweig, Pius III., z Čechů pak například Tomáš Garrigue Masaryk.

### Média

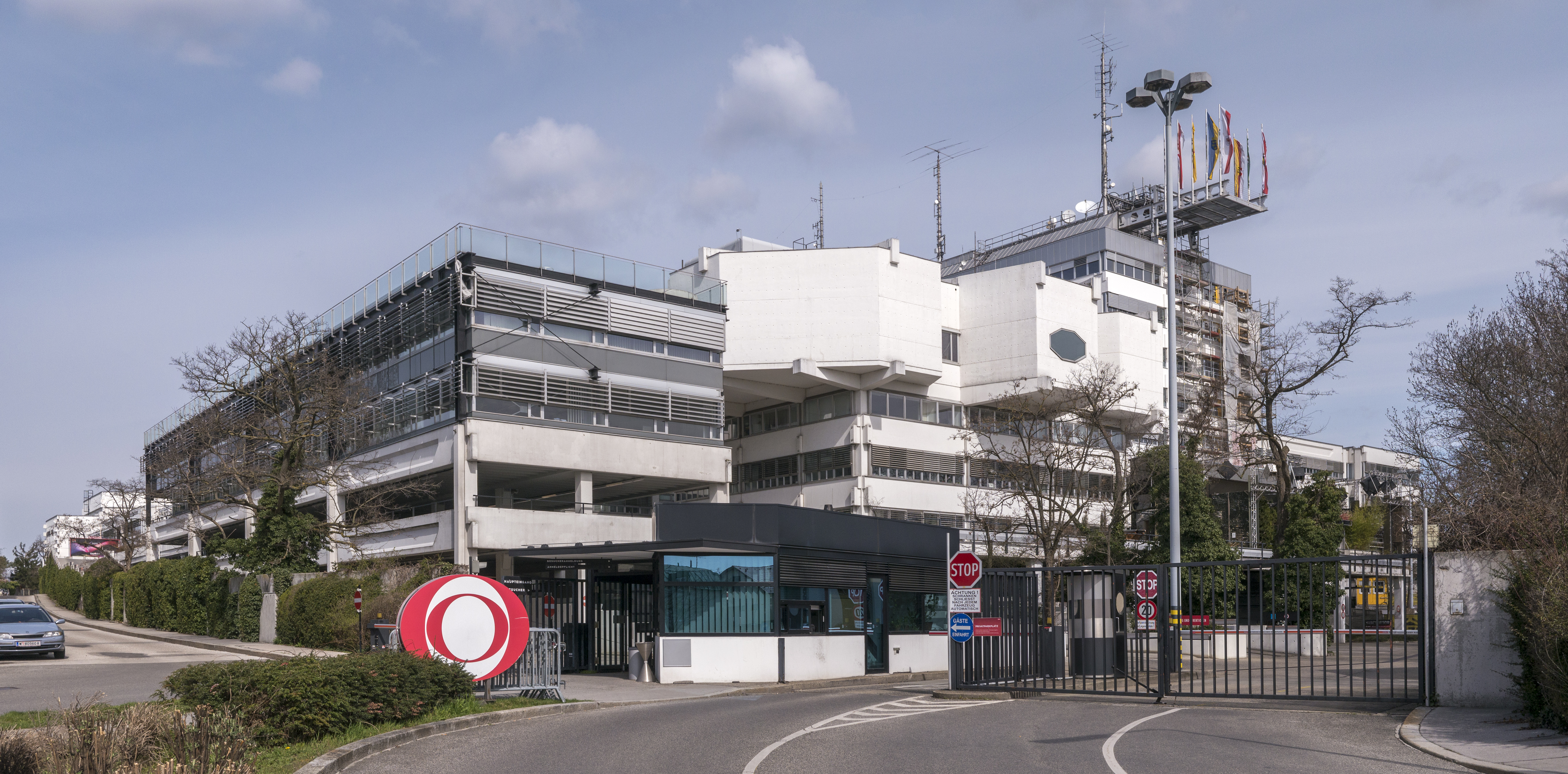
Sídlo ORF

Většinu novinového trhu ovládají bulvární tituly v čele s Kronen Zeitung, mezi serióznější deníky patří středolevicový Der Standard, středopravicový Die Presse, středový Kurier a katolický Salzburger Nachrichten. Zvláštní roli sehrává státní deník Wiener Zeitung, jeden z nejstarších stále vycházejících deníků na světě, založený roku 1703 (pod názvem Wiennerisches Diarium). Vlastní ho rakouská vláda a slouží ke zveřejňování jejích oficiálních stanovisek. Soukromá média již několikrát napadla jeho existenci pro narušování tržního prostředí, ale rakouský nejvyšší soud to odmítl a tradice tak pokračuje. K největším týdeníkům patří News, Profil, Format a Falter. V zemi působí veřejnoprávní rozhlas a televize Österreichischer Rundfunk (ORF) s několika stanicemi. Největší soukromou televizí je ATV, první rakouská komerční terestricky šířená televizní stanice, která vznikla v roce 1997. Největší tiskovou agenturou je APA (Austria Presse Agentur). Značnou roli v Rakousku hrají i média německá, vzhledem ke společnému jazyku obou zemí. Kupříkladu nejsledovanějšími televizními kanály po dvou veřejnoprávních (ORF2 a ORF1) jsou tři německé stanice: RTL, ZDF a ProSieben.

### Kuchyně

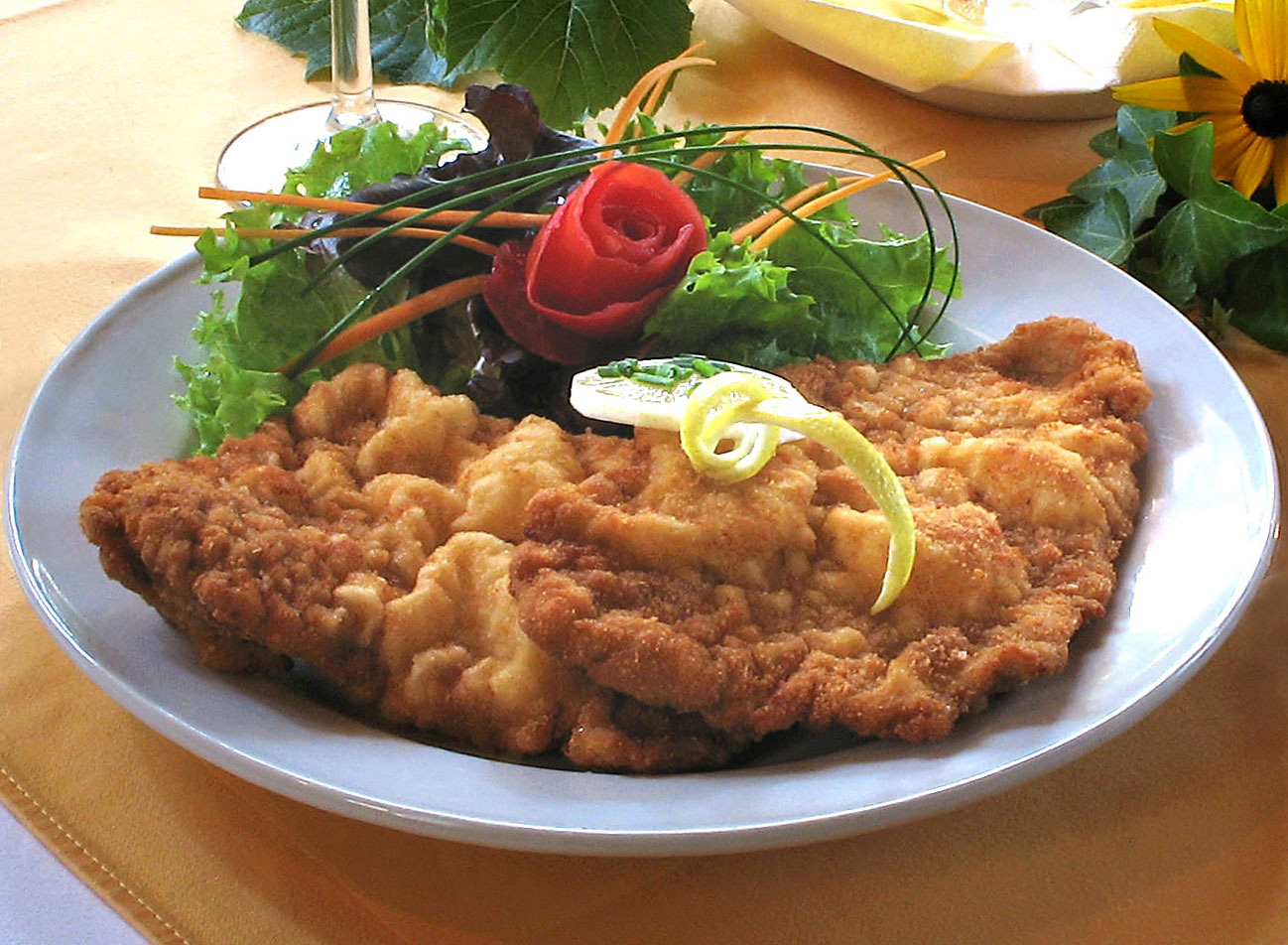
Vídeňský řízek

Rakouská kuchyně bývá často redukována pouze na vídeňskou kuchyni, ačkoli obsahuje i tradiční kuchařské umění bývalého Rakouska-Uherska. Vedle samotných krajových specialit je tato kuchyně ovlivněna především svými sousedy, tedy Čechy a Maďary. Jako příklad může sloužit třeba guláš, který je původem z Maďarska. Celosvětové proslulosti dosáhl vídeňský řízek (Wiener Schnitzel) z telecího masa. Podle legendy stál u zrodu této speciality vojevůdce Josef Václav Radecký z Radče, který v dopise císaři Františku Josefovi I. doporučil pochoutku cotoletta alla milanese, se kterou se seznámil během italského tažení. Mělo jít o kotletu obalovanou směsí strouhanky a parmezánu. Císařský kuchař však nesehnal parmezán a nahradil ho moukou a vejcem. Tím vynalezl „trojobal“ i vídeňský řízek. 

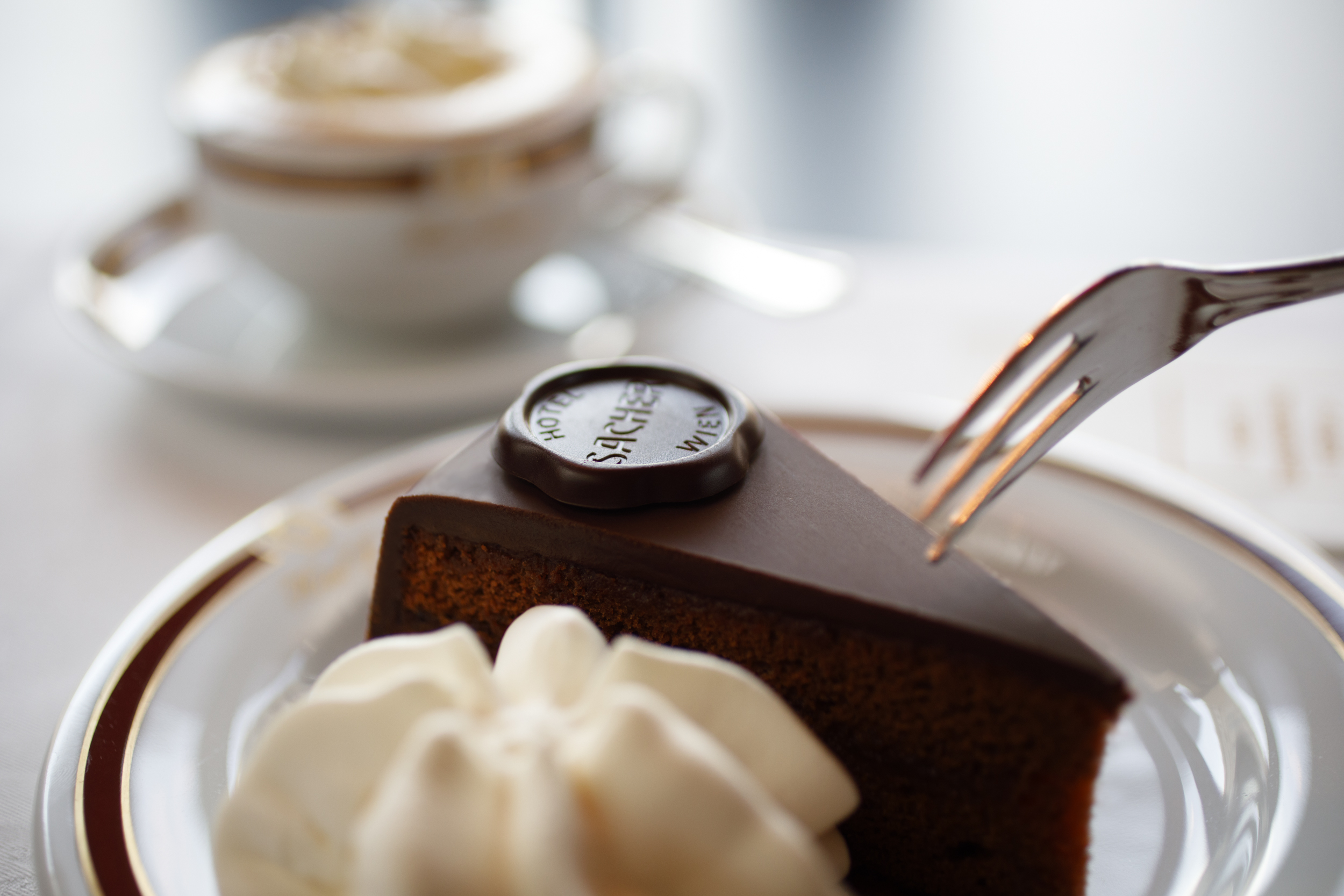
Sacherův dort

Zvláštní proslulost si vydobyly některé sladkosti. Především sacherův dort (Sacher-Torte) s meruňkovou marmeládou a čokoládovou polevou, vynalezený roku 1832 pro knížete Metternicha. Ze Salcburku pochází marcipánové pralinky zvané Mozartovy koule (Mozartkugel). Milovanými lidovými sladkými pochoutkami jsou „štrúdl“ čili jablečný závin (Wiener Apfelstrudel) a císařský trhanec (Kaiserschmarren). I řada jiných typických rakouských jídel je Čechům velmi dobře známa a vnímají je jako vlastní (nudle s mákem, ovocné knedlíky, bábovka).

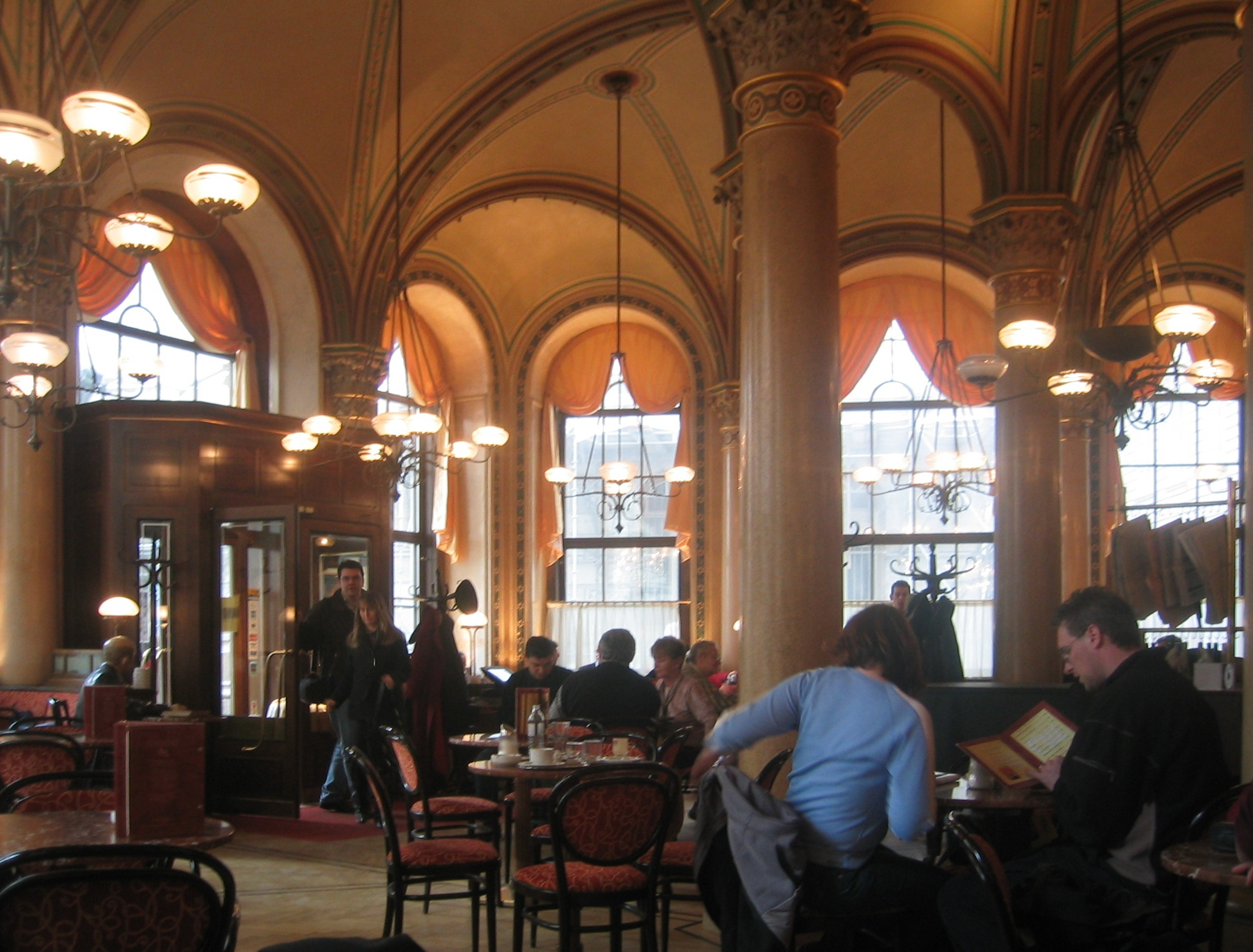
Café Central

Rakousko má rovněž unikátní kávovou kulturu. Vídeňská kavárenská kultura a vídeňské kavárny jsou od roku 2011 zapsány na seznam světového kulturního dědictví UNESCO. První kavárenský dům byl ve Vídni založen v 17. století. Nejtypičtějším druhem vídeňské kávy je vídeňská melange, blízká capuccinu (v českých restauracích se jako „vídeňská káva“ v minulosti často podávala turecká káva se šlehačkou, s vídeňskou kávou související jen velmi málo; tato tradice přežívá dodnes, obvykle se za „vídeňskou kávu“ označuje jakákoli káva se šlehačkou).
K nejslavnějším vídeňským kavárnám patří Café Central (kam chodil Stefan Zweig či Sigmund Freud), Café Hawelka, Café Sacher (součást hotelu Sacher) či Café Schwarzenberg. Velmi populární je v Rakousku též limonáda Almdudler vyráběná z alpských bylin.

## Sport

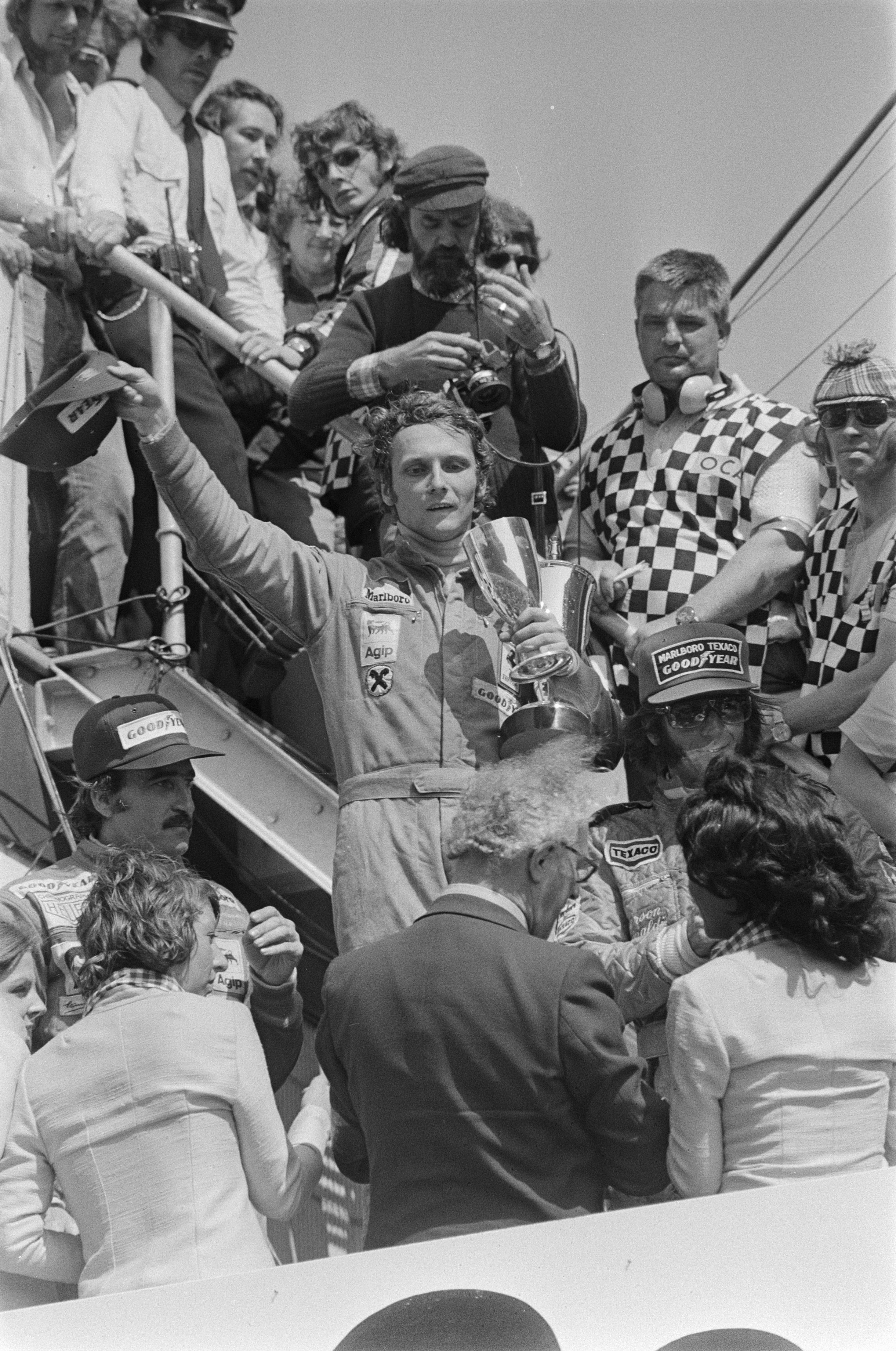
Niki Lauda

K nejslavnějším rakouským sportovcům patřil pilot formule 1 a trojnásobný mistr světa Niki Lauda. Mistrem světa byl i Jochen Rindt. Rakouská stáj Red Bull Racing vyhrála seriál F1 šestkrát. V Rakousku se jezdí závod Formule 1 Grand Prix Rakouska, na okruhu Red Bull Ring poblíž Spielbergu ve Štýrsku. Mistrem světa v závodech silničních motocyklů se stal Rupert Hollaus.

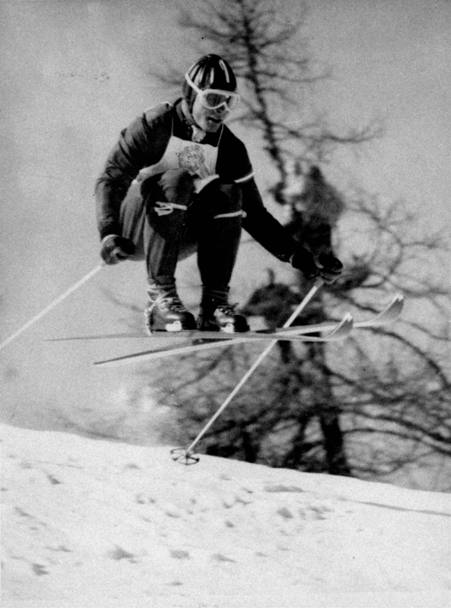
Toni Sailer

Tradičně se Rakušané prosazují ve sjezdovém lyžování, v němž kralují v historické tabulce olympijských medailistů. Tři zlaté olympijské medaile má sjezdař Toni Sailer, dvě Hermann Maier, Petra Kronbergerová, Benjamin Raich, Michaela Dorfmeisterová a Marcel Hirscher. Annemarie Moserová-Pröllová šestkrát vyhrála Světový pohár a má pět titulů mistryně světa. Ze severské kombinace má tři olympijské zlaté Felix Gottwald, ze skokanského můstku Thomas Morgenstern. Olympijské zlato na můstcích vybojovali i Ernst Vettori, Andreas Widhölzl či Gregor Schlierenzauer. Rakousko pořádalo dvoje zimní olympijské hry, v roce 1964 a 1976, v obou případech v Innsbrucku. Na letních hrách se Rakušanům nejvíce daří v kanoistice. Dvě zlaté má judista Peter Seisenbacher. Jediné atletické zlato Rakousku zajistila roku 1948 oštěpařka Herma Baumová.

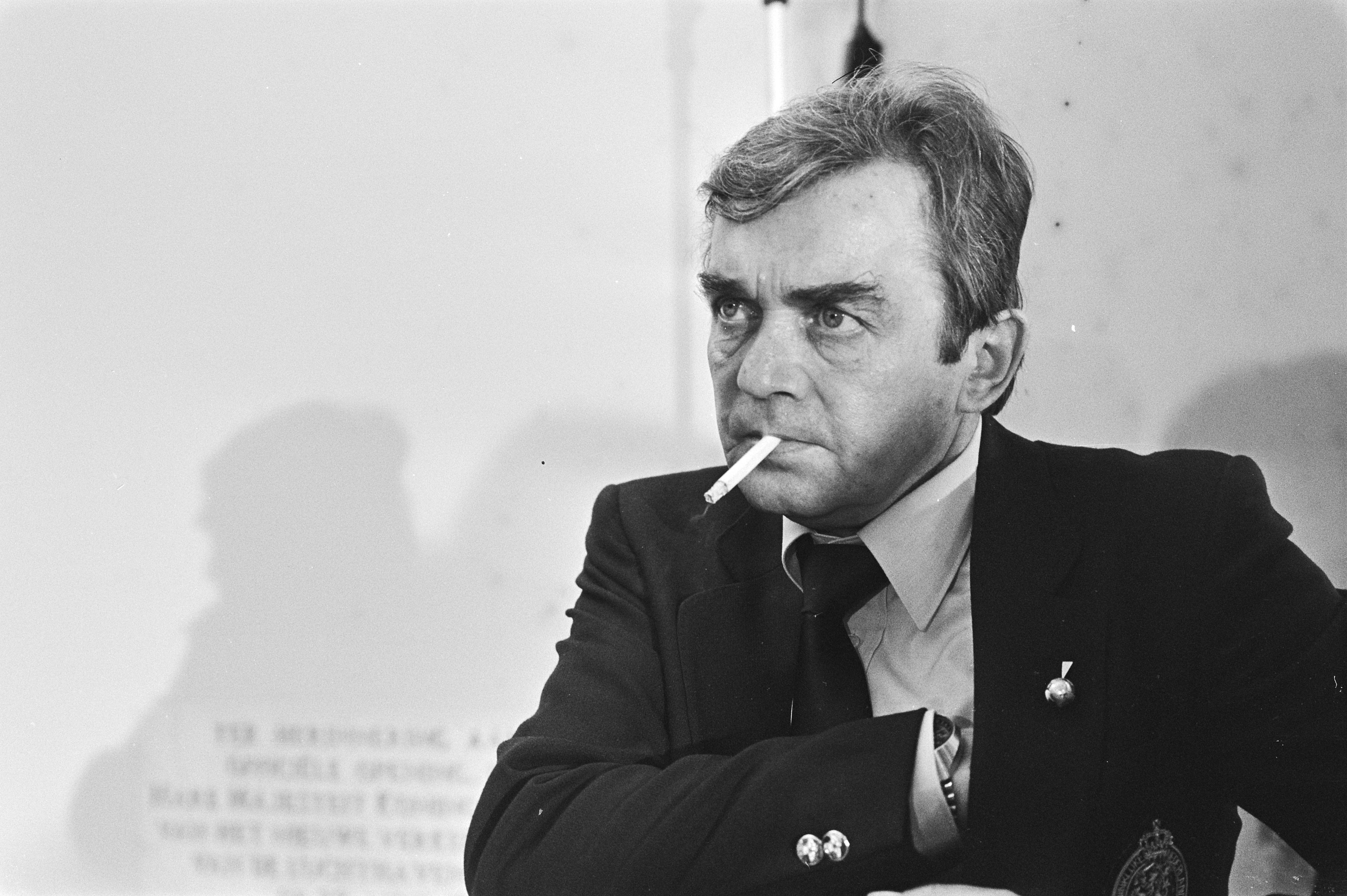
Ernst Happel

Rakouský fotbalový reprezentační tým zažil nejlepší éru v 50. letech 20. století, kdy Rakušané získali bronz na mistrovství světa roku 1954. Oporou tohoto týmu byl Gerhard Hanappi. Rapid Vídeň hrál dvakrát finále Poháru vítězů pohárů, Austria Vídeň jednou, FC Red Bull Salzburg jednou postoupil do finále Evropské ligy. K nejslavnějším rakouským fotbalistům patří Hans Krankl, vítěz Poháru vítězů s Barcelonou, či Andreas Herzog, který vyhrál Evropskou ligu s Bayernem Mnichov. Úspěšným trenérem byl Ernst Happel, který přivedl Nizozemce ke stříbru na světovém šampionátu a Feyenoord Rotterdam a Hamburger SV k triumfu v Lize mistrů.
Nejúspěšnějším rakouským tenistou je Thomas Muster, který roku 1995 vyhrál Roland Garros a o rok později se stal světovou jedničkou. Nejúspěšnějším rakouským ledním hokejistou byl Thomas Vanek, který se prosadil v severoamerické NHL a jako první rakouský hokejista historie byl v Rakousku vyhlášen sportovcem roku. Jasna Kolar-Merdanová a Ausra Fridrikasová byly v letech 1990 a 1999 vyhlášeny nejlepšími házenkářkami světa. Svými extrémními kousky, například skokem ze stratosféry, proslul Felix Baumgartner.